# Chronologie du Touquet-Paris-Plage
La chronologie du Touquet-Paris-Plage retrace l'histoire chronologique du Touquet, de Paris-Plage et du Touquet-Paris-Plage, de ses débuts à aujourd'hui.

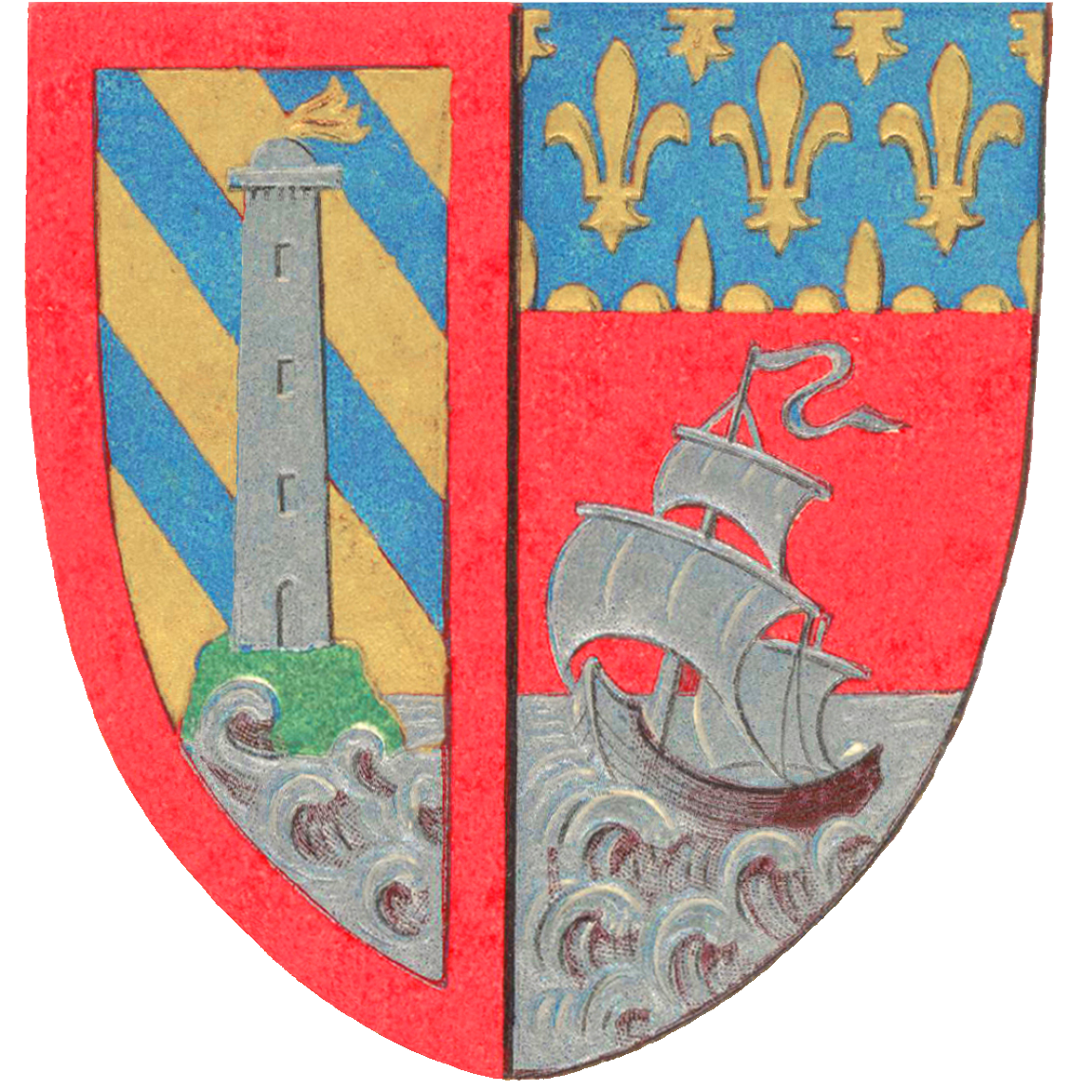
Blason du Touquet-Paris-Plage.

## Avant Alphonse Daloz (de 1595 à 1837)

### de 1595 à 1801
À partir du Moyen Âge, le mot Touquet veut dire le tournant, l'angle, on disait telle auberge est située al touquet del rue c'est-à-dire au tournant de la rue. Le Touquet était donc la partie extrême des garennes de Trépied, partie formant le tournant du littoral et de l'estuaire de la Canche.
Le nom « Touquet » apparaît pour la première fois en 1758, avec l'appellation « pointe du Touquet », sur la carte générale de la France, établie sous la direction du cartographe César-François Cassini. Cette carte signale : « Pointe de Lornet, Embouchure de la Canche, Pointe du Touquet, Gué d'Étaples, Trépied, Corps de Garde de l'Anse à l'avoine » puis, il apparaît une seconde fois quelques années plus tard, en 1764, avec l'appellation « banc du Touquet » sur les cartes du cartographe et hydrographe français Jacques-Nicolas Bellin, cette « carte des entrées de la rivière Canche et de ses environs jusqu'à Montreuil » signale : « Cucq, Trépied, grosses dunes ou Pourier, pointe du Nez, banc du Touquet »,. Le domaine n'est alors constitué que de lais de mer et représente la partie extrême des garennes de Trépied, partie formant le tournant du littoral et l'estuaire de la Canche.
Tout le domaine du Touquet, autrefois constitué uniquement par des dunes sauvages et arides, dépendait avant la Révolution française, de l'Abbaye de Saint-Josse.
Afin de fixer les dunes, compte tenu de l'ensablement grandissant, les lettres patentes royales proposent la plantation intensive d'oyats.

### 1801
L'approche de la côte est signalée à la pointe du Touquet, à l'embouchure de la Canche, par deux feux fixes (des fanaux) à environ 450 m au nord-est de l'emplacement des deux futurs phares. Ces deux feux sont en maçonnerie d'une dizaine de mètres de haut et entretenus par un seul gardien. Ils sont constitués de deux sources lumineuses dues à une lampe alimentée à l'huile de colza, à mèche circulaire. À noter, qu'à la même époque, un sémaphore et un petit phare à la pointe du Lornel complètent le dispositif, le sémaphore est détruit en 1815. Dans les cinquante années qui ont précédé la construction des deux phares, on comptera près de 37 naufrages.

### 1819
L'État décide de dresser un plan précis de l'ancien domaine des moines de l'Abbaye de Saint-Josse confisqué lors de la révolution. Les 1 600 hectares des garennes de Trépied, hameau de Cucq, sont estimés en 1827 et vendus le 31 janvier 1835 à M. Doms, un Belge qui ne pourra payer la somme due. La vente est donc annulée.

## Arrivée d'Alphonse Daloz (du 25 avril 1837 au 31 décembre 1881)

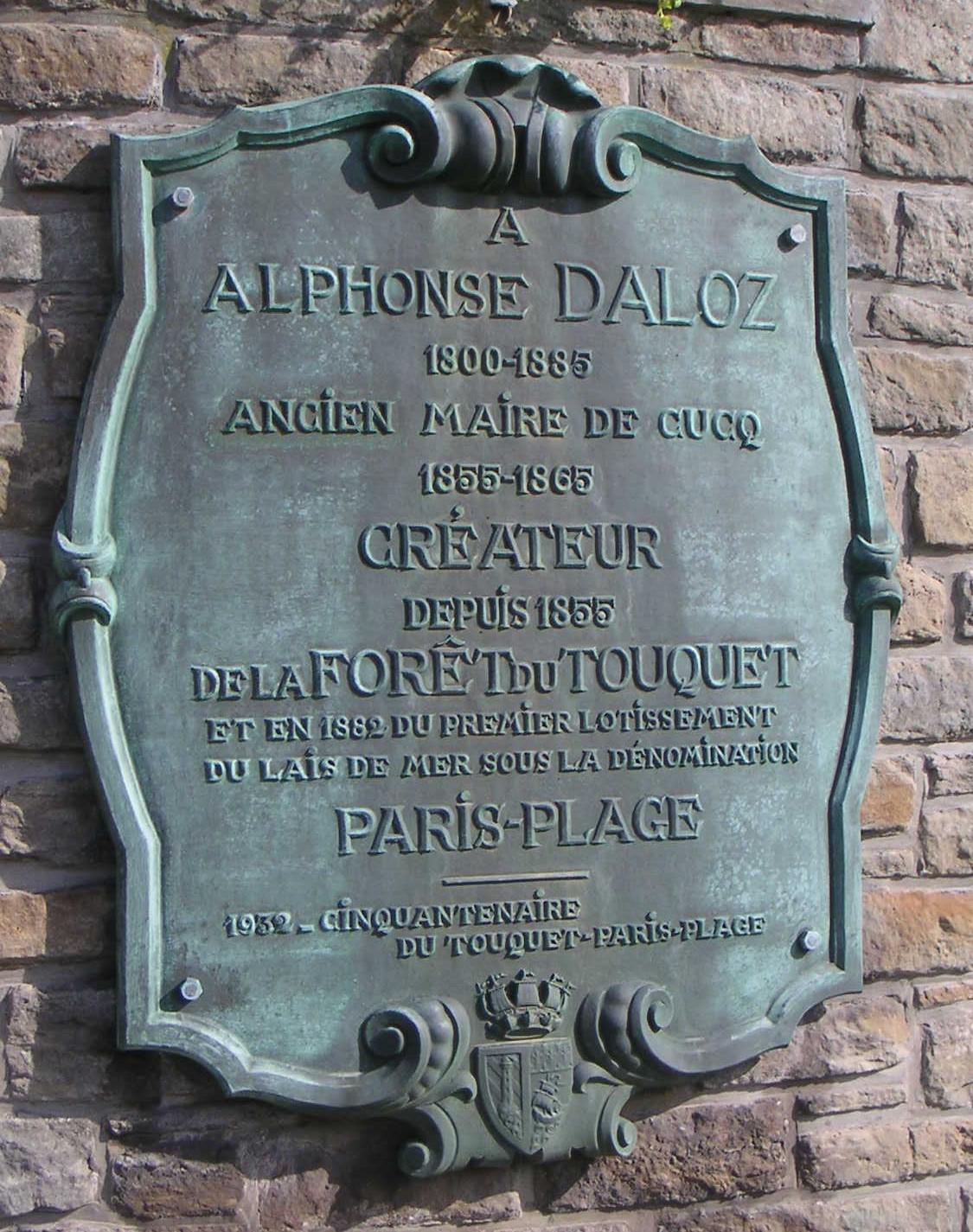
Plaque en haut de l'escalier de l'hôtel de ville

Le 25 avril 1837, Alphonse Daloz achète ces terrains pour 150 000 francs de l'époque et plante, de 1855 à 1882, sur plus de 800 hectares de garennes dunaires dans les bas-champs picards, des pins maritimes, des peupliers et des aulnes. La forêt du Touquet va stabiliser les dunes. Ces 800 hectares sont toujours couverts en 2010 par cette véritable forêt.

### 1839
En 1839, le rivage suivait l'actuel tracé de la rue de Paris.
Le premier sémaphore est installé au sommet d'une dune, en un lieu qui serait placé aujourd'hui dans le parc de la Canche au niveau du boulevard d'Artois.
En raison du recul du rivage à 500 mètres, ce sémaphore se retrouvera plus tard à l'intérieur du pays d'où l'on ne percevra plus ses signaux depuis la haute mer. Il sera détruit en 1894 et remplacé par un sémaphore implanté sur l'actuel boulevard du docteur-Jules-Pouget, entre la rue Dorothée et l'avenue de l'Atlantique.

### 1845
À la suite de nombreux naufrages, les travaux publics et la Marine décident la construction des deux phares du Touquet, en remplacement des deux simples fanaux situés à la pointe du Touquet et du phare établi, de l'autre côté de l'estuaire de la Canche, sur la pointe du Lornel à la fin du XIXe siècle.

### 1847
Le 1er février, débutent les travaux du pont de chemin de fer d'Étaples sur la Canche. Ils sont terminés en octobre 1847.
Le 20 novembre, Étaples est desservie par la ligne ferroviaire Paris - Amiens - Boulogne.

### 1852
Les deux phares dont la construction avait démarré en 1845 sous la conduite de l'ingénieur Louis Pigault de Beaupré sont inaugurés le 1er janvier. Ces deux phares sont à feux fixes et fonctionnent à l'huile de colza jusqu'en 1883 où ils seront électrifiés. En 1900, le phare nord est désaffecté, sa tour est peinte en noir afin d'éviter les reflets de l'autre phare. Ces deux phares sont détruits en 1944. La construction de ces deux phares entraîna l'installation des familles des six gardiens au lieu-dit « le Touquet » et donnèrent sa devise à la future commune « Fiat Lux, Fiat Urbs ».
On compte, avec le château et ses dépendances, les maisons des gardes, celles des phares et du sémaphore, une vingtaine d'habitants.
La mer, d'après les vieux de cette époque, n'est qu'à 200 m des phares.

### 1860
Le pont routier sur la Canche reliant le Touquet-Paris-Plage, Cucq et Étaples est inauguré le 9 février.

### 1864
François Duboc, père de Joseph Duboc construit le château Daloz.

### 1872
La digue protection de la dune aux loups jusqu’à la baie de Canche est construite afin de stopper l’érosion côté Touquet-Paris-Plage. Cette construction a pour conséquence heureuse d’apporter une extension du domaine de Daloz par l’apport de sable en face de Quentovic, au plus grand bonheur d'Alphonse Daloz qui voit ainsi la superficie de son domaine s’agrandir.

### 1874
En octobre, lors d'une partie de chasse sur le domaine du Touquet organisée par Alphonse Daloz, Hippolyte de Villemessant rédacteur en chef du journal le Figaro émerveillé par la forêt et la plage, propose à Alphonse Daloz et Ernest Legendre de l'appeler Paris-Plage et d'en faire la publicité dans son journal. La mort d'Hippolyte de Villemessant en 1879 mettra provisoirement fin à ce projet.

## Naissance de Paris-Plage (du 29 avril 1882 à décembre 1892)

### 1882
Le 29 avril, Alphonse Daloz crée le premier lotissement, dessiné par Raymond Lens, géomètre à Étaples, et l'appelle « Paris-Plage », reprenant la proposition d'Hippolyte de Villemessant. Il rédige le règlement du lotissement qui se révélera très strict : ni hospices, ni hôpitaux, ni fabriques de plus de trois ouvriers notamment. Ce lotissement représente l'espace limité aujourd'hui par le bord de mer, la rue Joseph Duboc (anciennement rue de la Lune), la rue de Metz et la rue Jean Monnet. Par ce règlement, Alphonse Daloz reste le propriétaire des chemins. 800 ha sur 1 200 ha sont plantés d'arbres.
On dénombre 30 habitants.
Joseph Duboc construit le chalet Duboc À la Naissance de la Plage, à l'angle nord-est de la rue de Paris et de la rue Joseph Duboc (anciennement rue de la Lune) et une maison en briques, située en face de l'hôtel Duboc, pour Jacques Roberval, le garde de la plage, nommé par Alphonse Daloz. Cette maison est devenue la villa Léo.

### 1883
Il y a 30 habitants résidant dans le château, les phares et le sémaphore, et 2 familles avec la maison du garde et le cabaret Duboc.
Le premier lot en front de mer est vendu à un notaire d'Aix-en-Issart, Henri Saumon qui fait construire les deux premiers chalets qui ne seront détruits qu'en 1920 : l'Avant-Garde et la Vigie,. On ne parle pas encore de villas, les premières constructions, appelées « chalets » étaient construites entièrement en bois.

### 1884
On compte deux nouvelles constructions, La Buvette Dessouliers et le chalet Saint-Georges.
Le 1er juin : M. Leborgne, entrepreneur à Boulogne-sur-Mer, démarre un service d’omnibus, entre la gare d’Étaples et Paris-Plage, il obtient une concession spéciale avec la compagnie des chemins de fer du Nord.
Le 25 juin, Henri Saumon demande à Léon Garet de lui vendre ses deux chalets au prix de 15 000 F et, avec l'argent récolté, de construire d'autres chalets.
Le 10 août, est organisée la première fête, fixée au deuxième dimanche d’août, rue de Paris et plage, appelée ducasse, corruption du mot dédicace en l’honneur du saint-patron d’un lieu.
Les propriétaires demandent à Alphonse Daloz la possibilité de louer une partie de la plage pour y installer des cabines de plage.
La mer est à 50 m du boulevard de la Mer (boulevard du docteur Jules Pouget depuis 1974).

### 1885
Le 17 février, Alphonse Daloz meurt à Nice.
On ne dénombre qu'une seule construction de chalet la Villa Saint-Jean.
On recense les constructions suivantes :
- les deux phares et les sept logements de leurs gardiens ;
- le « château » d'Alphonse Daloz construit en 1864 ;
- six chalets : L'avant-garde, La Vigie, Les Bergeronnettes, la Villa Saint-Jean (1885), la Villa Saint-Georges (1885), la buvette Dessouliers.

Jacques Roberval est le garde de la plage lorsqu'en 1886 les propriétaires de chalets lui demandent de les surveiller en leur absence. Ainsi naît la première agence de location du Touquet.

### 1886
Le 18 novembre 1886, la construction, sur les plans de l'architecte Charles Billoré, d'une chapelle consacrée à saint André à l'emplacement de l'actuelle poste, sur un terrain donné par Alphonse Jean-Baptiste Daloz est autorisée par la mairie de Cucq, avec pour maire François Florent Guilbert et comme adjoint Pierre Tétu. Achevée en 1887, bénie le 8 juillet 1888. Elle est agrandie sur les plans de l'architecte Louis Cordonnier : transept en 1894, chœur et sacristie en 1898. Le premier curé est l'abbé Guérin. Le chanoine Deligny lui succède et sera curé jusqu'en 1947. Il laisse un souvenir important au Touquet. Pendant la Première Guerre mondiale, la municipalité d'Ypres, réfugiée dans ce bâtiment, l'utilise comme école. Le bâtiment sera ensuite utilisé comme marché couvert, avant d'être détruit en 1927 pour construire la Poste. Malgré les agrandissements, la chapelle Saint-André se révèle trop petite : les fidèles se pressent jusqu'au milieu de la place bien qu'il y ait six messes qui se succédent de 6h30 à midi. Devant cette situation, il est décidé en 1909 de bâtir une nouvelle église. Pour le franc symbolique, la société « Touquet Syndicate Limited » vend à la « Société immobilière pour les besoins du culte catholique » un terrain de 2 405 m2 à l'entrée du parc public. Les travaux débutent le 25 avril 1910, l'ouverture au culte de la nouvelle église Jeanne d'Arc a lieu le 14 juillet 1911. La première messe est célébrée par l'abbé Deligny, curé de la paroisse et Émile-Louis-Cornil Lobbedey, évêque d'Arras. L'inauguration officielle a lieu le 13 août 1911.
La délibération du conseil municipal de Cucq, par l'autorisation de la construction d'une chapelle de secours à Paris-Plage, marque le commencement de prise de possession, par la municipalité de Cucq, de la station.
M. Cléret, nouveau régisseur du domaine, inaugure une nouvelle méthode de gestion de la forêt, en abattant deux pins sur trois, et en plantant des boutures de bois tendres tels que peupliers blancs de Hollande et aulnes. Les arbres abattus fournissent le bois nécessaire pour l'étayage des galeries des mines du Nord.
Un service d'omnibus, entre Étaples et la station, est mis en place, deux fois par semaine, un pour le marché et l'autre pour la messe.
La villa Suzanne de Léon Garet est construite au 57, boulevard de la Mer (Docteur Jules Pouget depuis 1974), par l’entreprise Roy d’Étaples.
Sont construits le petit Hôtel café du Nord propriété de Marie Codron et le café restaurant du Centre par M. Wadoux.
Les frères Ramet ouvrent leur épicerie rue de Paris. et Raymond Lens établit un dépôt d'articles de bains.
Le 15 août 1886, jour de la fête du Touquet, parait le premier numéro du journal Paris-Plage, créé par Ernest Legendre.

### 1887
La première librairie centrale ouvre sur l'initiative d'Ernest Legendre.
Mme Daloz instaure le premier ramassage quotidien des ordures, dans des boites spéciales, tel que cela se pratique à Paris.
Il y a 18 constructions nouvelles.
Le télégraphe à la station du sémaphore sur l’ancienne butte, dans le parc de la Canche, proche du boulevard d'Artois est ouvert au public.
Alphonse Legendre fait construire le Grand-Hôtel, à l'angle sud-est du boulevard de la Mer et de la rue Saint-Louis, par l'entreprise de M.Legrand, entrepreneur de menuiserie à Amiens. Pendant l’hiver 1886-1887, la construction bien avancée est détruite par une tempête. L’hôtel est inauguré le 14 juillet 1887.
En septembre, la route des phares qui traverse la propriété d'Alphonse Daloz, est classée, par l’administration, comme embranchement du chemin de grande communication no 119 (de Doullens à Gravelines) pour une traversée de 4 963 m jusqu'à la chapelle en empruntant la rue de Londres, et sera entretenue par l'État.
On compte trois boutiques : La ménagère, articles de bains, dirigée par Mme Duhamel, fille de Duhamel-Cousin qui possédait un grand magasin à Étaples, angle nord-est de la rue de Paris et de la rue de Bruxelles, le Bon Marché et l’épicerie Vins et Liqueurs de M. Ramet d’Étaples.

### 1888
Le 1er août, la nouvelle route allant de la plage à la gare d'Étaples est ouverte et ce, à la suite de l'intervention d'Ernest Legendre et de Mme Daloz auprès du député de la circonscription et du ministère des travaux publics. La route est établie selon les principes édictés par Raymond Lens.
Maurice Paré, entrepreneur en menuiserie d'Amiens, s'installe au Touquet pour y construire, à la demande de plusieurs de ses clients, les premiers chalets en bois. Cinq ans plus tard, en 1893, son épouse crée l'agence Paré pour louer ces chalets et vendre des terrains. Ainsi naquit l'agence Paré.
Ernest Legendre obtient qu’une deuxième boîte aux lettres soit installée dans la cour du Grand-Hôtel afin d’éviter d’aller à l’unique boîte aux lettres qui se trouvait sur la façade Duboc « à la naissance de la plage », c’est aussi là que se trouvait le débit de tabac ainsi que le dépôt de timbres-poste nécessaires à l’affranchissement du courrier.
On compte 15 constructions nouvelles, dont l'hôtel de Paris à Marie Codron et l'hôtel du Touquet à Charles Dequéker.
Jules Guillemin est nommé architecte officiel du château et construit, pour la première fois, en dur, silex et brique. Les villas Henri et Saint-Hubert furent ses deux premières constructions de 1888.
L'école primaire de Paris-Plage est dirigée par M. Delacroix et compte une dizaine d'élèves. Les parents versent une petite contribution.

### 1889
On compte 9 constructions nouvelles dont l'épicerie Riquier-Tristam.
Le premier poste de surveillance des bains est construit, avec deux matelots.
Le docteur Giberton arrive à la villa Tamaris en plus du docteur Laurent d'Étaples.
Deux trains rapides, en provenance de Paris, s'arrêtent maintenant à la gare d'Étaples, sans avoir besoin de changer à Amiens, et en gare d'Étaples, on crie désormais “Étaples-Paris-Plage”.
Le géomètre Raymond Lens meurt. C'est lui qui avait tracé les rues du premier lotissement de Paris-Plage, de la rue de Metz au boulevard de la Mer (Docteur Jules Pouget depuis 1974) et de la rue Joseph Duboc (anciennement rue de la Lune) à la rue de la Paix, une rue porte son nom, la rue Raymond Lens.

### 1890
Construction de la villa Les Pêcheries propriété de M. Rouleau.
Arrivée du docteur Iscovesco, ex-interne des hôpitaux de Paris.
Deux express supplémentaires s'arrêtent en gare d'Étaples, et il est organisé en début de saison, au départ de Paris, un train de plaisir spécial, la réussite de ce train pousse la compagnie des chemins de fer du Nord a en organiser un deuxième le 15 août.
Installation de la société humaine de sauvetage à Paris-Plage. Le 31 août a lieu la bénédiction du canot de sauvetage par l'abbé Déplanque.
Le 18 avril, arrêté de la commune concernant la confection et la vidange des fosses, certains propriétaires ayant auparavant crevé leurs fosses afin de s’éviter des vidanges coûteuses.
Les Ponts et Chaussées reconnaissent officiellement la dénomination Paris-Plage et font installer des bornes kilométriques en fonte et des plaques indicatrices au tournant des routes indiquant le nom de la station balnéaire.
Le 16 novembre, la municipalité de Cucq vote la création d'un emploi de garde-champêtre pour Paris-Plage.
Le premier tennis est construit près de la Canche, côté Quentovic.
Il y a 86 chalets.
La compagnie des chemins de fer du Nord publie deux affiches : Chemin de fer du Nord. Excursions à la mer. Saison d'été réalisée par Gustave Fraipont,.

### 1891
Il y a 91 habitants recensés.
À la demande de l'État, une digue est construite entre la route départementale et la Canche, à l'endroit de la grande échancrure, c'est l'entreprise Charles Prévost d'Étaples qui obtient le marché le 27 juin.
Il est question pour la première fois d'un tramway entre Étaples et Paris-Plage.
Le 23 août, est organisée une pré-réunion au Grand-Hôtel pour échanger sur un futur syndicat des propriétaires.
Arrivée, au début de la saison, du garde-champêtre spécialement pour Paris-Plage, votée le 16 novembre 1890 à Cucq.
On compte 26 nouvelles constructions dont la villa Stella Maris propriété d'Henry de Belloy, la villa Les Galets de Georges Lalouette et la villa les Genêts, en pierre de roche, 2, rue de Paris et qui existe toujours en 2019.
La compagnie des chemins de fer du Nord publie l'affiche : Paris Plage - Le Touquet. Chemin de fer du Nord. Station d'Étaples. 4h de Paris réalisée par Lucien Lefèvre.

## Paris-Plage nom officiel (du premier janvier 1892 au 27 mars 1912)
En 1892, l'appellation Paris-Plage est reconnue comme nom officiel, par les différents ministères dont le ministère de l’intérieur et par le président du conseil des ministres Émile Loubet, grâce à la volonté d'Ernest Legendre qui dira que le parrain de la station est M. Loubet.

### 1892
Premier tir aux pigeons près de l’ancien sémaphore à Quentovic.
Premier louage de chevaux et de promenade en voitures à baudet, balade avec des ânes et première apparition de guignol dans un terrain vague rue de Paris.
Arrivée du docteur Timmermans à la Villa Caroline.
En avril, le conseil général du Pas-de-Calais accorde la concession du Tramway d'Étaples à Paris-Plage à établir à Charles Prévost d'Étaples.
Le 7 juillet, le maire prend un arrêté interdisant la mendicité.
Le Paris-Plageois Gustave Manier figure au conseil municipal de Cucq. Le maire est Louis François Godin, son adjoint est Pierre Têtu, et il a dix conseillers.
On dénombre 95 habitants.
Construction de l'hôtel des Dunes, par Louis Hubert, ancien chef de gare d’Étaples, construction de l’hôtel des Bains rue de Paris par Évrard Lesueur pour M. Asselin.
Construction des villas La Cigale et La Fourmi par Jules Guillemin dans un style flamand, réminiscence d'espagnol, propriétés respectivement de la famille Bernard de Calonne et Henry Fouquier, beau-père de Georges Feydeau.
Ouverture du café Berger, entrepreneur à Paris-Plage.
Construction de la cabine du canot de sauvetage et du bureau des omnibus.
On compte 36 nouvelles constructions dont l'établissement de MM. Ramet Aux Trois Frères.
Il y a 32 électeurs et 157 chalets.
Établissement de la rue Centrale (qui sera renommée Grande-Rue puis rue Jean Monnet).
En application de la loi Jules Ferry sur l'école obligatoire, le conseil municipal décide la création d'une école mixte au hameau de Paris-Plage. Les héritiers Daloz font alors donation à la commune de Cucq, d'un terrain de 840 m2, rue de Londres et le projet est confié l'architecte M. Gobert. En attendant, la commune loue le chalet Mathilde, à l'angle des rues de Londres et de la Paix.

### 1893
On compte 40 nouvelles constructions dont l'Ermitage de l'architecte Louis Cordonnier et quatre magasins dont une boulangerie-dépôt, une boucherie et deux magasins de fruits et primeurs.
On note aussi la dizaine de chalets construits par M. Claverie et qu'il vend au fur et à mesure de leurs constructions et dont les capitaux sont réinvestis dans de nouvelles constructions.
En octobre, la municipalité de Cucq donne son autorisation au projet d'agrandissement de la chapelle.
Le 7 décembre le maire de Cucq accepte la donation, par la famille Daloz, d’un terrain rue de Londres, pour la construction d’une école, l’acte est rédigé le 14 décembre devant M. Oger, notaire à Étaples.
Construction du petit casino à l’angle de la rue de Londres et de la rue Raymond Lens (salle de spectacle et théâtre) à la place de l’ancienne salle du marché qui n’a jamais été utilisée.
Première pharmacie à Paris-Plage installée par Paul Maillet, pharmacien à Étaples, et tenue par M. Teudron, pharmacien de première classe, ex-interne des hôpitaux de Paris. M. Leroux, pharmacien à Étaples, ouvre également une succursale rue Saint-Louis tenue par un de ses élèves diplômé.
Paris-Plage dépend de Saint-Josse (Pas-de-Calais) pour les impôts, le percepteur, M. Cavrois, établit un bureau provisoire à l’hôtel des Bains.

### 1894
Les armoiries du Touquet, avec la devise Fiat Lux, fiat Urbs, sont établies par Robert de Guyencourt, héraldiste, ancien président de la société des antiquaires de Picardie, membre de la société des antiquaires de France.
Le 20 janvier à Amiens, est créé le syndicat des propriétaires, avec comme président Georges Lalouette.
Le 14 février, la municipalité de Cucq autorise le maire à louer le chalet Mathilde, angle de la rue de Londres et de la rue de la Paix, pour installer la première école mixte dans en attendant la construction d’une vraie école. Le 12 novembre le projet de construction est approuvé par la municipalité de Cucq et les dépenses votées pour une somme de 15 200 F.
Le 14 juillet 1894, John Whitley annonce, avec grand fracas, son intention de créer une « plaisance » franco-britannique qu'il nomme « Mayville » en remplacement de Paris-Plage. Le plan qu'il propose est dessiné par l'architecte Charles Garnier.
Le 15 septembre 1894, le peintre Eugène Chigot fait l'acquisition d'un terrain, sur lequel se trouve l'ancienne maison du garde Roberval, auprès des héritiers Daloz. Cette maison est située pratiquement à l'angle nord-ouest de la rue de Paris et la rue de la Lune (aujourd'hui rue Joseph Duboc).
Le 13 décembre, est constituée la commission des chemins dont le procès-verbal est déposé chez Me Oger, notaire à Étaples. Elle est composée de Georges Lalouette, président, M. Duforets, secrétaire, et Léon Garet, trésorier.
Construction du nouveau sémaphore, copie du précédent, sur le boulevard de la Mer (Docteur Jules Pouget aujourd'hui) au sud de la plage, directeur M. Osmont, par l'Entreprise Roy d'Étaples. Le service télégraphique, pendant les travaux, est transféré dans un chalet rue de Londres, en face de l'hôtel de Paris, il est assuré pour un coût de 50 centimes. Une fois la construction terminée, au cours de la saison 1895, M. Osmont quitte Paris-Plage pour un poste à Étretat.
Création d'une nouvelle zone de lotissement, de la rue de Metz jusqu'au boulevard Daloz. Le marché amiable est passé le 25 janvier 1894 entre Mme Daloz et Charles Prévost.
Parution du Guide-Agenda d'Henry du Parc.
On compte 173 constructions.
Construction de la villa La Rafale réalisée par l’architecte Louis Marie Cordonnier.
Construction de la villa Saint-Raphaël par l’architecte Jules Guillemin qui constitue le triomphe et l'apogée de son architecture.
Installation de bains de mer chauds par Mme Duhamel-Cousin dans une annexe de son magasin.
Un transept est construit à la chapelle Saint-André sous l’égide de l'abbé Déplanque, curé de Cucq et Paris-Plage, sous la responsabilité de l’architecte Louis Marie Cordonnier.

### 1895
Parution de l'ouvrage Mayville an anglo-french pleasaunce : its attraction and aims édité à Londres chez T. Fisher Unwin, on peut y voir le plan de cette future ville réalisé par Charles Garnier, le projet est aussi appelé “Le Newport de l'Europe”.
Ernest Legendre annonce son départ de Paris-Plage et de la direction de son journal reprise par Maurice Garet.
On compte 25 constructions nouvelles dont la Villa Quentovic, propriété d'Albert Candeliez, sur les plans de l’architecte Louis Cordonnier, située à l’angle sud-est du boulevard de la Mer (Docteur Jules Pouget aujourd'hui) et de l’avenue de Quentovic.
Le 22 février, la municipalité de Cucq vote un emprunt pour la construction de l'école.
Le 6 août, la municipalité de Cucq autorise la création d’un marché de plein-air comme à Étaples.
Le 21 septembre, un grand incendie sur le boulevard de la Mer (Docteur Jules Pouget aujourd'hui), entre la rue de la Paix et la rue Saint-Amand provoque la destruction de plusieurs chalets historiques en bois.
Le 1er novembre, le conseil municipal de Cucq vote une délégation spéciale à Gustave Manier pour assister les fonctionnaires administratifs dans leurs opérations auxquelles ils procèdent à Paris-Plage.
Construction par Augustin Legay, de la Villa Saint-Augustin, Thalassa, Phébus et Borée en pierre de Marquise, sur les plans de l’architecte Ladislas Gasiorowski, angle sud-est du boulevard de la Mer (Docteur Jules Pouget aujourd'hui) et de la rue de la Paix.

### 1896
Première apparition du cirque Robba à l'emplacement où se trouvait l'hôtel du Touquet.
Le Grand-Hôtel inaugure sa grande salle des fêtes, Léon Street obtient de la municipalité de Cucq le droit de l'appeler « casino municipal ».
La grande salle du Grand-Hôtel accueille le premier salon de peinture paris-plageois, avec des peintres comme Ernst Hildebrand, Max Bohm, Alfred Smith, Iso Rae, l'école d'Étaples y est largement représentée.
Le 1er juin, création officielle du marché le jeudi matin, de 8 h à 11 h, autour de la chapelle Saint-André rue de Londres derrière la poste actuelle, sans perception de droit de place afin de faire venir le plus de commerçants possible. L'inauguration a lieu le 6 août.
Le 17 juin, le syndicat des propriétaires obtient de la municipalité de Cucq :
- par arrêté préfectoral, la location des dunes entre le boulevard de la Mer (Docteur Jules Pouget aujourd'hui) et la laisse de pleine mer, pour une redevance annuelle de 26 F, à la condition expresse que la dune soit dérasée chaque année ;
- l'achat d'une pompe à incendie et la constitution d'un corps de sapeurs-pompiers volontaires ;
- la pose de chemin en planches, descendant du boulevard de la mer, dans le prolongement des trois rues vers la plage ;
- pour le 6 août, l'ouverture du marché[g 87].

Le 26 juin, le conseil municipal de Cucq donne un avis favorable à la désignation pour exercer la garde spéciale et de police de Paris-Plage, demeurant sur place et à la charge de Paris-Plage, c'est M. Chabot qui est nommé.
La famille Daloz fait caillouter les routes pour la première fois, conformément à son engagement. C’était jusqu’alors uniquement de la craie et le jugement rendu comme quoi les travaux ont bien été effectués est déposé le 15 juillet au greffe du tribunal de Montreuil.
Louis Hubert remplace Gustave Manier au conseil municipal de Cucq.
Un incendie ravage la magasin À la ville de Paris de M. Leriche.
On compte 179 habitants et 45 électeurs.
Création du bureau télégraphique.

### 1897

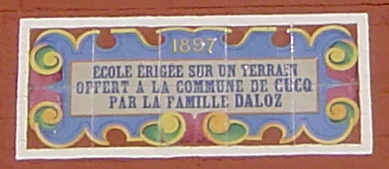
plaque commémorative sur l'école

La première école est ouverte, sur un terrain donné par la famille Daloz, rue de Londres. Dans les années 1970 elle est baptisée « Jean de la Fontaine ». Les bâtiments avaient été construits en 1896. L’institutrice est Mlle Decleer, la première année, deux élèves obtiennent le certificat d’études : Jeanne Rivet, fille du gardien de phare Paul Rivet et Émélie Duboc, fille de Joseph Duboc,.
Inauguration du Casino de la Plage.
John Whitley, encouragé par Sarah Bernhardt et le duc de Morny, demande à l'architecte Charles Garnier de créer « Mayville », un projet géant qui ne verra jamais le jour.
Il est décidé d'un nouvel agrandissement de la chapelle.
Pour la première fois, les dunes sont dérasées sur toute l'entendue du boulevard de la Mer (Docteur Jules Pouget aujourd'hui) permettant aux promeneurs de jouir du spectacle de la plage sans avoir à descendre sur la grève.
On dénombre 29 nouvelles habitations.
Construction de dix chalets, alternance de toits pointus et de auvents, rue de Paris entre les rues Saint-Jean et Saint-Louis, côté ouest, par l’entreprise Berger, appartements à l’étage et commerces au rez-de-chaussée.
Ouverture rue de Londres, dans la terrasse Belle-Vue, de la première pâtisserie-boulangerie équipée d'un four à cuire avec un boulanger venant de Paris, M. Clerc. Il n’y a auparavant que le dépôt de pain du boulanger d’Étaples.

### 1898
Lors de la cavalcade du 15 août, on voit, entre autres, défiler la tour Eiffel de Paris-Plage, toute lumineuse, réalisée par Joseph Duboc.
Arrivée du docteur Dacquet, de la faculté de Paris, nouvellement installé à Étaples.
Une société anonyme est formée pour l'exploitation du Tramway d'Étaples à Paris-Plage, elle est lancée par la banque Adam.
L'usine de production d'électricité est en construction à l'entrée de la route près du chemin de Berck.
On construit un hangar en briques pour remiser les canots de sauvetage de la société humaine de sauvetage en dehors de la saison balnéaire.
Le 7 août, meurt Marie Codron.
Le 14 août, importante réunion au Grand-Hôtel où M. Finet, de la société alsacienne de constructions métalliques de Lille, fait un exposé sur la traction électrique appliquée aux tramways.
Le 28 août, cinq personnes meurent en mer lors d'une promenade en petit bateau, le “Jean Bart”, une cuisinière Julie Vayrac, une femme de chambre Louise Lemoux, Victor Ramet, Ernest Caudron et Georges Noiret, petit-fils de Marie Codron.
On ne compte que cinq nouvelles constructions.
Nouvelle méthode de construction, avec la villa Marguerite Marie de M. Vinchon, magistrat à Montreuil, afin de prévenir l'humidité on élève des murs doubles, séparés de l'épaisseur d'une brique, l'intérieur des murs est goudronné.
On dénombre 58 électeurs.
Le chœur et la sacristie de la Chapelle Saint-André de Paris-Plage sont agrandis à partir des plans de l'architecte Louis Marie Cordonnier.

### 1899
Le 1er février, début des travaux de substitution du système suranné des phares par un éclairage à éclipses d'une portée de vingt-cinq lieues terrestres, un seul phare est conservé en fonctionnement, le phare sud.
Charles Delambre devient propriétaire du journal Paris-Plage.
L'abbé Guérin succède à l'abbé Déplanque.
La municipalité de Cucq donne un avis favorable le 11 février au projet d'établissement du tramway d'Étaples à Paris-Plage et en approuve le tracé le 4 juillet.
Le syndicat des propriétaires, avant l'ouverture de la saison, fait créer par Fernand Garet architecte, une superbe affiche en modern-style représentant une jeune femme contemplant, à travers les pins et la forêt, le panorama de Paris-Plage et de la mer. Cette affiche est distribuée dans toutes les gares de la Compagnie des chemins de fer du Nord et dans toutes les villes de la région.
Le 1er juillet, première perception des droits de place du marché, proportionnels aux mètres de façade occupés, par M. Chabot représentant de l’ordre.
Incendie de l’hôtel de Paris, ancien hôtel de Marie Codron, il est complètement détruit.
On compte huit nouvelles constructions.
Le syndicat des propriétaires procède à un recensement saisonnier, 2 667 habitants dont 752 enfants de moins de 15 ans.
Le conseil municipal de Cucq adopte le principe d’une création de recette auxiliaire des postes, au frais de la commune de Paris-Plage, à l’initiative de M. Rohrbacher qui en prend la direction. Elle est installée chalet Yvonne rue de Paris.

### 1900
Le 14 juillet, inauguration du remplacement des feux fixes par des feux éclair au phare sud, le phare nord est peint en noir pour supprimer la réflexion de la lumière risquant d’induire en erreur les bateaux.
Paul Maillet, pharmacien, ouvre une nouvelle pharmacie moderne dans la villa Le Malgache rue de Paris au coin de la rue Saint-Louis.
Le 15 juillet 1900 : inauguration du tramway électrique « EP » reliant Étaples à Paris-Plage. Ce tramway partait de la rue de Paris (entre la rue Saint-Amand et la rue de la Paix), prenait la rue de Paris, la rue Louis Hubert, puis l'avenue de Picardie. Il assurait la correspondance avec tous les trains à la gare d'Étaples, correspondance qui était assurée depuis 1884 par des omnibus à chevaux. La voie est unique, sauf aux abords des jardins ouvriers. Il transportera jusque 15 000 voyageurs les 15 et 16 août 1908. Il sera arrêté le 31 août 1939.
Le 2 août 1900, la famille Daloz fait une première tentative de vente de ses terrains mais sans succès.
On compte cinq boîtes aux lettres à Paris-Plage, au bureau de poste, à l'angle de la rue des Oyats et de la rue de Paris, à la chapelle Saint-André, à l’hôtel Duboc et au Grand-Hôtel du Touquet-Paris-Plage.
Construction de 26 villas nouvelles.
Il y a 51 enfants dans la classe d'école, pour une seule maîtresse, des projets d’agrandissement sont à l’étude.
Compte tenu du développement du marché, désormais celui-ci a lieu les mardi et jeudi.
Félix Verdier, entrepreneur rejoint Louis Hubert au conseil municipal de Cucq.
Arrivée de l’architecte d’Amiens, Anatole Bienaimé qui entreprend de nouvelles constructions très remarquées dont la première villa est Le Goéland rue de Paris.
Installation dans le villa Roger-Bontemps des bureaux du Modern-Office avec G. Rohrbacher comme directeur.
Renforcement du pont routier d'Étaples pour faire passer le tramway.
Parution de Le Touquet-Paris-Plage, revue littéraire, mondaine, artistique, théâtrale, sportive et d'informations des plages du Nord, siège du journal, Lille, période de parution : 1900 ?-1901 ?, format : 31 × 25 cm, fréquence de parution : hebdomadaire.

### 1901
Le 6 juin, le conseil municipal de Cucq (dont dépend Paris-Plage) se transporte dans la station et se réunit dans l'école communale de la rue de Londres, l'adjoint nouvellement élu Louis Hubert y est installé à Paris-Plage.
Le 16 février, une pétition des habitants de Paris-Plage est déposée à la mairie de Cucq pour la création d’un cimetière à Paris-Plage afin d’éviter d’être obligé de se rendre à Cucq. Le conseil municipal de Cucq émet un avis favorable.
Le 16 février, la municipalité de Cucq vote une subvention de 6 000 F pour la construction de la ligne de  chemin de fer Berck à Paris-Plage.
En juillet, la famille Daloz fait une nouvelle tentative de vente de ses terrains mais toujours sans succès.
Le 31 mai, M. Street propriétaire et directeur du Grand-Hôtel, obtient, de la mairie de Cucq, le droit exclusif d’exploiter un casino portant le titre de casino municipal, et ce, pour une période de trois ans, moyennant une redevance annuelle de 600 F.
Le 31 mai, la préfecture donne son autorisation pour la nomination d'un représentant du conseil municipal de Cucq en permanence à Paris-Plage, c'est Louis Hubert qui est élu et nommé adjoint spécial pour Paris-Plage, il est installé le 16 juin.
Tous les actes d’état civil sont désormais enregistrés à Paris-Plage et les mariages sont célébrés dans l’école communale qui fait office de mairie.
Le 22 juillet, Paul Ridoux fait l'acquisition de 22 hectares de lais de mer, de la rue de la Lune jusqu'à l'extrémité de la pointe du Touquet, pour 140 000 F.
Parution du Moniteur de Paris-Plage rédigé par M. Rohrbacher, la publication est intermittente.
Le 12 juillet, enterrement de Paul Rivet.
Arrivée du docteur Boïeldieu dans le chalet Tartarin rue Raymond Lens, gendre de Me Cochet, notaire à Étaples.
Le 28 juillet, le syndicat des propriétaires se réunit à Berck pour examiner le tracé du chemin de fer de Berck à Paris-Plage.
La municipalité de Cucq vote l'installation d'un bureau de poste en saison. Il est installé dans le chalet Yvonne ancien bureau du Modern-Office.
Henry du Parc, créateur du guide-agenda de Paris-Plage de 1894, rejoint le conseil municipal de Cucq, c’est le troisième Paris-Plageois.
Installation de la pompe à incendie achetée par souscription publique.
On compte 40 constructions nouvelles comme Villa Alexandre de M. Holt.
On recense 318 habitants et 77 électeurs.

### 1902

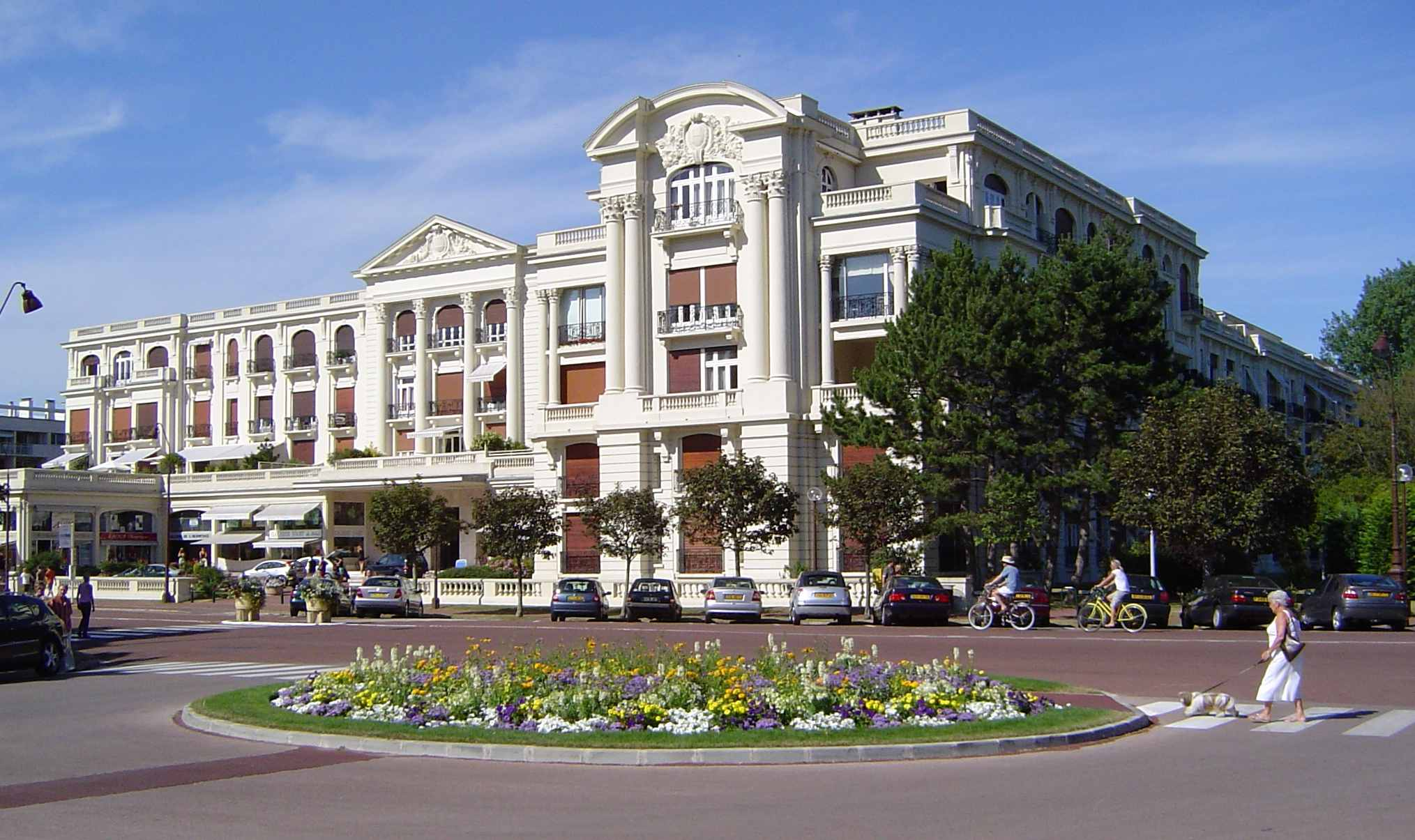
L'Hermitage

John Whitley et Allen Stoneham, propriétaires de la société britannique « Le Touquet Syndicate Ltd » achètent pour la somme de 8 705 000 F, aux descendants d'Alphonse Daloz, les terrains encore invendus, soit près de 1 100 hectares, c'est la fin de l'activité de la famille Daloz à Paris-Plage. Puis, John Whitley crée le second lotissement (partie du Touquet aujourd'hui à l'est du boulevard Daloz) dessiné par Joseph-Louis Sanguet. La prospérité du Touquet devient indissociable de la présence britannique et l'évolution de la station se retrouve dans la diversité de son architecture.
Pour satisfaire les désirs des Britanniques, plusieurs hôtels très luxueux vont être construits en très peu de temps : Hôtel Atlantic (1904), l'hôtel des Anglais (1904), Hermitage-Hôtel (1904), Golf-Hôtel (1908), Hôtel Régina (1906). De même, Le Touquet va s'équiper de deux casinos et d'un grand nombre d'installations sportives, John Whitley désirant faire du Touquet un « paradis des sports ».
En août, la famille Daloz fait une troisième tentative de vente de ses terrains en baissant le prix mais toujours sans succès, une dernière tentative est faite le 16 décembre et c'est John Whitley qui emporte la vente pour une somme de 870 500 F.
Le 15 juillet, la municipalité réglemente la profession de maitre-baigneur, en déterminant les conditions à remplir pour l'exercer.
La municipalité de Cucq arrête que la fête aura désormais lieu le dimanche et le lundi qui précède le 15 août.
Une bande d'individus se livrent à des actes regrettables de devalisation et de pillage, la villa Suzanne de Léon Garet est mise à sac, La Rafale et L'Oasis subissent le même traitement; l'enclos des enfants est ravagé et les jeux sont brisés.
Les recettes de la société du Tramway d'Étaples à Paris-Plage s'élèvent à 36 109 F pour l'année.
Un troisième journal fait son apparition Le Phare de Paris-Plage rédigé par M. Cocquerel d'Étaples.
Le syndicat décide de faire paraitre un nouveau guide, il est édité par la librairie centrale de Lille, rédigé par Étienne Durand et distribué à profusion dans les gares de chemin de fer.
Dans le tramway, on remplace l'éclairage au pétrole par l'éclairage électrique.
Le 22 avril, le conseil municipal de Cucq vote la subvention pour l’établissement d’un bureau de poste et approuve le bail passé par Henry du Parc dans un de ses chalets rue de Londres, avec la présence d’un fonctionnaire des postes. Enfin les facteurs des postes n’auront plus à faire la route d’Étaples à Paris-Plage à pied avec leur fardeau de courrier.
Le 13 juillet, la municipalité de Cucq fait créer une classe enfantine annexée à l'école principale.
On dénombre 318 habitants.
M. Rohrbacher, président du comité libre de Paris-Plage, rédige une pétition destinée au gouvernement demandant que Paris-Plage soit érigée en commune distincte de Cucq.
On dénombre 26 nouvelles villas.
On compte 355 constructions.
Parution de l'hebdomadaire Le Phare de Paris-Plage, organe de la défense des intérêts de Paris-Plage et d'Étaples, variante du titre : Le Phare de Paris-Plage et du Touquet, numérotation : 13 juillet 1902-9 septembre 1906, siège du journal : Le Touquet-Paris-Plage, imprimé à Étaples, période de parution : 1902-1906, format : 50 × 33 cm, puis 53 × 39 cm, ne paraît que pendant la saison balnéaire.

### 1903
Fondation du club de tennis par Maurice Louis Bandeville.
Construction de 63 nouveaux chalets en un an.
Arrêté du maire de Cucq limitant la vitesse des autos à 12 km/h et vitesse réduite de l’homme au pas dans certaines rues, comme l'rue Saint-Jean.
Le journal Paris-Plage parait désormais l'hiver, mensuellement.
Recherche de charbon, à l'aide d'une machine perforatrice à vapeur qui parvient à creuser jusqu'à 230 m de profondeur, à l'extrémité sud de la digue, à l'endroit du poste des douanes de Trépied. Ces travaux durent de longs mois et finalement sont arrêtés définitivement.
Création d’une musique municipale sous la direction de J. Becquelin, la bannière est bénie le 26 juillet.
La première retraite aux flambeaux a lieu le 8 août.
Compte tenu de l'affluence des visiteurs, la société du Tramway d'Étaples à Paris-Plage augmente ses rotations avec 17 départs dans chaque sens, avec 92 815 voyageurs transportés dans l'année.
Mort de M. Herbecq, président du syndicat des propriétaires.
En juillet, M. Bergounioux est grièvement blessé par trois individus auxquels il a refusé un pourboire.
L'abbé Deligny fonde le bulletin paroissial La Voix de Saint-André.
Inauguration du nouveau tir aux pigeons, au Paradis Thérèse sous la direction d'Oscar Soubitez, commissaire général de ce tir.
Construction d’un théâtre bijou, dans l’ancienne distillerie, où ont lieu des séances de cinématographe.
Pierre Carrier-Belleuse, peintre et chevalier de la Légion d'honneur, s'installe à Paris-Plage, il y reste deux ans, il occupe l'atelier se trouvant dans les anciennes dépendances du château.
Dans la nuit du 11 septembre, une tempête sévit et détruit des toits, des cheminées, une cinquante de cabines de plage et plus de 300 arbres, Quarante bateaux sont restés au large avec plus de 500 hommes, on déplore 13 disparus qui laissent 7 veuves et 36 orphelins.
On construit un terrain de golf avec comme président d'honneur, le duc d'Argyll, gendre du roi d'Angleterre.
Création de la « Société des Sports du Touquet ».
Mort d'Edmond Pointin.
les 13 et 14 juillet, inauguration du champ des sports par le baron Pierre de Coubertin.
Le 19 juillet, installation de l'abbé Deligny.
Le château Daloz, sur les plans de l'architecte Étienne Bergounioux est transformé en hôtel de la Forêt, avec parc et pièce d’eau et à côté, sous une tente en toile rouge et grise, un « gentil casino » provisoire.
Création d'un parc pour enfants, emplacement de l’actuel hôtel Westminster.
On construit l’avenue du Verger, du boulevard Daloz au château Daloz.
On nivelle le terrain du nœud Vincent.
Grands travaux d’extension du lotissement de la rue Jean Monnet jusqu’à la rue du Sémaphore.
Premiers travaux dans le lotissement Ridoux.
Empierrement de la route départementale depuis Trépied.
On élargit l’avenue du Château.

### 1904
Maurice Louis Bandeville est nommé directeur des sports de la station, poste qu'il occupe jusqu'en 1914.
Création du « Cercle International du Touquet » (par le Grand Duc Michaël de Russie, le baron Pierre de Coubertin, le Prince de Lucinge-Faucigny, le Duc de Morny, Allen Stoneham) dont le but est de favoriser les courses de chevaux, les tirs aux pigeons, le golf et tous les sports.
Le 24 mai, Lord Balfour, Premier ministre britannique, inaugure le golf, le troisième construit en France. Le parcours de « La Forêt », dessiné au cœur de la pinède par Horace Hutchinson (5 773 m, PAR70) sera complété en 1931 par le parcours de « La Mer » dessiné au cœur des dunes sauvages par Harry Colt (6 330 m, PAR72). Pour les compétitions de classement, un troisième parcours « Le Manoir » a été récemment dessiné (2 816 m, PAR35).
Les 13 et 14 juillet, inauguration par Pierre de Coubertin du « champ des sports » (course à pied, cross country, escrime, lawn-tennis, bicyclette…). Pierre de Coubertin qui en fut à l'origine avec l'aide du Grand Duc Michaël de Russie. La piscine du tennis a été construite en 1965 et complètement rénovée en 1996.
80 familles anglaises assistent à l'inauguration du golf.
Organisation d'une exposition d'art, sous le patronage de M. Duréault, préfet du Pas-de-Calais, dans le local de Pierre Carrier-Belleuse situé dans les anciennes dépendances du château Daloz, on y voit des œuvres de Francis Tattegrain, Eugène Chigot, Max Bohm, Henri Duhem, Jules Adler, Henry Ossawa Tanner, Rupert Bunny, Jules Wengel, Eduardo Leon Garrido…
Construction de la villa de Joseph-Louis Sanguet sur la dune qui porte son nom.
Construction des cinq bungalows, de type coloniale des Indes, sur le chemin du château par une société anglaise de Norwich.
MM. Soubitez et Compagnie créent une société pour amener l'eau potable à Paris-Plage, devant le refus de la société berckoise des Eaux, ils decident d'aller chercher l'eau dans une nappe souterraine à Rombly, et de la refouler dans un réservoir à 41 m au-dessus du niveau de la mer.
Le 28 mars, pose de la première pierre de l’Atlantic Hôtel sur les plans de Henry Martinet, construit en pierre de Marquise recouvertes d'un enduit qui imite la pierre de taille.
Le 24 mai, inauguration du terrain de golf. Il se trouve dans la grande plaine où se trouve la maison du garde.
Le 28 mai, course automobile Arras - Boulogne-sur-Mer - Étaples - Paris-Plage avec arrivée au château, en présence de M. Franchomme, président de l'automobile club du Nord.
Le château, qui avait été transformé en hôtel de la Forêt, est transformé en « sporting-club » avec un tarif modéré pour faire partie du cercle.
En juillet, concours international du tir à l'arc organisé par le baron Pierre de Coubertin.
Le 31 juillet, inauguration de l'Atlantic Hôtel  avec pour directeurs Fernand Recoussine et M. Diette, son beau-père, au banquet on aperçoit, John Whitley, Allen Stoneham, Édouard Lévêque, Georges Vibert, Henry Martinet, Léon Soucaret, le docteur Timmermans…
M. Déplanque est nommé directeur de la société des eaux et du gaz de Paris-Plage.
La société du gaz offre à Paris-Plage l'installation, à ses frais, de colonnes de gaz avec bec Auer pour l'éclairage de la rue Saint-Jean.
Le 1er août, inauguration de l‘Hermitage-Hôtel.
Le journal Paris-Plage annonce la création de la « Société des Courses du Touquet ».
Les 2, 3 et 4 août, premier concours hippique sous la direction du comte de Comminges, de M. Le Camus de Wailly.
Le 16 août, mort de M. Asselin dans sa 91e année, fondateur et propriétaire du Grand Hôtel des Bains et propriétaire de l'hôtel de France à Berck (Pas-de-Calais).
À la fin de la saison, le casino devient propriétaire de l'enclos des enfants, il est agrandi et de nouveaux jeux sont installés.
On compte 109 électeurs. On dénombre 50 nouveaux chalets.
Constitution d’une société des courses.
Inauguration du casino avenue du Verger, construit en 25 jours, à l’emplacement de l’actuel hôtel Westminster.
Construction de la villa du Docteur Timmermans, la Tourelle, Grande-Rue.
Construction du premier hôtel des Anglais, par M. Tanqueray, 52 chambres.
Agrandissement du Grand-Hôtel, boulevard de la Mer.
On construit l’usine à gaz, avenue des Phares, il y a sept kilomètres de canalisation. Elle sera en activité de 1907 à 1940 et démantelée entre 1950 et 1980.
On installe une laiterie dans un pavillon de chaume au parc des pins.
On élargit le chemin de la longue voie qui devient l’avenue du Golf.
Pose de plaques indicatrices de rues.
Construction des Touquet Tennis Club à l’emplacement actuel, quatre courts.
Publication de l'affiche de la Compagnie des chemins de fer du Nord Paris-Plage Le Touquet…L'Arcachon du Nord… réalisée par Louis Tauzin.

### 1905
Élaboration des statuts de la « Société des Sports du Touquet », créée en 1903, par Maurice Louis Bandeville, l'architecte du paradis des sports. Toujours en 1905, il est domicilié au chalet Anna à Paris-Plage.
Le 14 mars 1905 sont déposés les statuts de la Société des Casinos et du Grand Hôtel du Touquet-Paris-Plage suivant acte reçu par Me Oger, notaire à Etaples (successeur: Me Véron). La société anonyme sera définitivement constituée le 8 avril 1905.
Le 15 juin 1905, grâce aux forages effectués avec la machine de Joseph Duboc, Paris-Plage est alimentée en eau de source. L'eau distribuée provient d'un forage à Rombly au nord d'Étaples. Elle est d'une telle abondance et d'une telle clarté que l'on songe, sous l'appellation source Valroy à créer une exploitation médicale comme à Evian ou Vittel. Le Touquet-Paris-Plage a alors l'ambition de devenir une station thermale : en 1908, un établissement hydrominéral sera créé.
Construction de la digue Ridoux (20 m x 500 mètres, hauteur 3,75 m) pour protéger le lais de mer acheté en 1901, elle est achevée en 1906. Cette digue est aujourd'hui intégrée à la digue-promenade.
Un garde, M. Childéric, ancien adjudant de l'école d'infanterie de Montreuil-sur-Mer, est agréé par la municipalité de Cucq et logé dans un appartement de l'Atlantic Hôtel, il est secondé par M. Lebran, ancien agent des douanes.
Construction, par l’entreprise Charbonnier, du bâtiment des 1 000 agréments, comprenant huit pavillons, avenue des 1000 Agréments (Brise des bois, la Ramure, le Silence, le Mystère…).
Paris-Plage compte 553 constructions.
Création de l'avenue Saint-Jean, du jardin entre les tennis et de l’hôtel l’Hermitage-Hôtel.
50 réverbères à gaz sont installés.
Nouveau tir aux pigeons.
Sir Ralph Payne bat le record du monde de tir à l’arc à longue distance sur les golfs links du Touquet avec une longueur de 336,80 m.
Il y a 95 élèves, une pétition réclame l'éclatement de l'école mixte en école de filles et de garçons. La commune de Cucq décide d'acheter un terrain, à l'angle des rues de Bruxelles et de Moscou, pour la construction de l'école des garçons. Le projet est confié à l'architecte Fernand Buisset.
Parution de Le Moniteur de Paris-Plage, Écho du littoral desservi par le réseau du Nord et en particulier des plages de Boulogne à Berck. variante du titre : Le Moniteur de Paris-Plage et de la région, numérotation : mai 1901-(…), siège du journal : Le Touquet-Paris-Plage, imprimé à Montreuil, période de parution : 1901-1905 ?, format : 37 × 26 cm, puis 30 × 24 cm, parution : mensuel.

### 1906
- Le « Casino de la Plage » est démoli. On construit à sa place le « Casino Municipal »[d 10].
- 9 juillet 1906[d 11] : pour préparer l'anniversaire des 25 ans du lotissement de Paris-Plage, Maurice Garet, l'un des premiers habitants du Touquet crée la « Société académique du Touquet » dont la devise était « colligite ne peerant » (Recueillez les souvenirs de peur qu'ils ne périssent)[e 7]. Président : Maurice Garet, Vice-Président : Édouard Lévêque.
- Louis Blériot s'installe au Touquet-Paris-Plage et réalise ses premiers essais de vol au-dessus des dunes[e 1].
- On compte 775 habitants.
- Il y a 92 constructions nouvelles.
- On construit le village suisse.
- Il y a 2 villas dans le quartier Ridoux.
- Empierrement du boulevard Daloz et de l’avenue de l’Atlantique.
- Pour la première fois, on goudronne quelques routes.
- 1er octobre, rattachement téléphonique à Montreuil-sur-Mer, il y a 14 abonnés.
- Inauguration de l’hôtel Régina, avenue du Château, avec 45 chambres.
- Création d'une société sportive sous le titre de “cercle Athlétic du Touquet-Paris-Plage”[5].
- Parution de L'Écho de Paris-Plage l'Arcachon du Nord, l'Ostende français : journal politique et littéraire indépendant, organe de la foncière-immobilière de Paris-Plage, numérotation : août 1906, 1907 et 1908, siège du journal : Le Touquet-Paris-Plage, imprimé à Arras puis Crépy-en-Valois, période de parution : 1906 à 1908, format : 56 cm, fréquence de parution : annuel[20].

### 1907
- Le 27 mai Maurice Colliex reste plus d'une minute suspendu dans les airs avec son planeur de type Chanute[i 1].
- En juin, essais de vol plané par Léon Delagrange, Charles Voisin, Henri Farman, les frères Caudron et Maurice Colliex[i 2].
- Lucien Ramet devient recordman du Monde en vol plané en réalisant un vol de 243 m, battant ainsi le record d'Alberto Santos-Dumont réalisé à Bagatelle le 23 octobre 1906[i 3].
- Le produits des jeux du casino s’élève à 78 380 francs.
- On compte 853 constructions.
- il y a 550 villas.
- la banque Adam s’installe rue de Paris, à proximité de la gare de tramway.
- Réinstallation du casino au château.
- Agrandissement de l'hôtel des Anglais, la capacité est portée à 200 chambres.
- On va doubler l’hôtel Régina.
- Transformation du jardin public (actuel jardin d’Ypres) et suppression de la pièce d’eau.
- On plante des arbres boulevard Daloz.
- On fait des contre-allées avenue du Château.
- On construit l’avenue de l’Atlantique, du boulevard Daloz au casino, place de l’Hermitage.
- Souscription publique pour le goudronnage de la rue de Paris.
- Le 12 juillet, inauguration de la nouvelle salle de spectacle du casino de la forêt, directeur artistique Victor Boucher.
- Le 17 juillet, ouverture du bureau de poste, à l’angle nord-est des rues de Londres et Charles North.
- Le 28 juillet, concours de chevaux de race boulonnaise sur le terrain du centre sportif.
- Le 18 juillet, grande cavalcade organisée par l’union des commerçants.
- En août, on se plaint dans le journal “Paris Plage Gazette” qu’il y a eu 12 bals organisés en 20 jours.
- En août, grande revue locale “Ah mon beau château” !.
- La première grande cavalcade appelée ensuite « fête des fleurs » se déroule à Paris-Plage le 17 août[k 6].
- Le 10 décembre, installation d’un poste de gendarmerie, 45 rue de Metz, villa Lilas Rose, il y a 3 gendarmes.
- Création par Marc Mario (de son vrai nom Maurice Jogand) de l’association “les parisiens de Paris-Plage”[5].
- Parution de Paris-Plage gazette, organe littéraire, balnéaire, artistique et sportif, numérotation : 7 juillet 1907-7 septembre 1907, siège du journal : Le Touquet-Paris-Plage, période de parution : 1907, format : 50 cm, fréquence de parution : hebdomadaire[21].

### 1908
- inauguration du temple protestant[d 5], construit près de l'hôtel des Anglais, sur un terrain donné par “The Touquet Syndicate Limited”.
- 16 août 1908 : première « fête des fleurs »[e 4].
- On compte 342 électeurs.
- Le produit des jeux du casino s’élève à 102 304 francs.
- Construction de l’école des garçons, rue de Moscou, avec deux classes.
- Création du syndicat d’initiative.
- Ouverture du premier cinéma Pathé, rue de Paris, dénommé Théâtre Omnia (cinéma en plein air, dans le terrain où a été construit l’hôtel Balmoral).
- Constitution de la société hippique.
- Construction d’une tribune au concours hippique.
- Le conseil municipal vote la création d’une subdivision Sapeurs-Pompiers (1 sous-lieutenant, 1 sergent, 2 caporaux et 14 hommes).
- On compte 8 courts de tennis.
- Le tramway fonctionne maintenant toute l’année.
- Le 22 mars, inauguration de la salle paroissiale rue de Londres, en face de l’école des filles.
- En mai, élections municipales à Cucq, pour la première fois les Paris-Plageois sont majoritaires.
- En mai, Fernand Recoussine est élu maire de Cucq.
- En août, arrivée du premier commissaire de police M. Mouliet.
- La première « fête des fleurs » se déroule le 16 août[k 6].
- Le 5 novembre, inauguration de le Golf-Hôtel avec 54 chambres.
- Le 24 décembre, inauguration de l’école des garçons, rue de Moscou[5].
- Parution de L'Avenir du Touquet-Paris-Plage (d), sous-titre, journal républicain puis littéraire, mondain, sportif, variante du titre, 21 juillet 1912-26 juillet 1914 : L'Avenir du Touquet-Paris-Plage et La Vie sportive réunis, période de parution : 1908-1934 (interruption jusqu'en février 1935), numérotation : 5 juillet 1908-26 juillet 1914 puis 8 juillet 1920-janvier 1934, format : 60 cm, fréquence de parution : hebdomadaire puis mensuel l'hiver, hebdomadaire en saison, siège du journal et imprimerie, Montreuil-sur-Mer[22].

### 1909
- Le produit des jeux du casino s’élève à 231 915 francs.
- On compte 58 constructions nouvelles.
- On démolit l'ancien Hermitage-Hôtel pour en reconstruire un nouveau.
- Établissement d’un terrain hippique dans la plaine du nœud Vincent.
- Dérasement des dunes devant le boulevard de la Mer (Docteur Jules Pouget aujourd'hui).
- On établit la plate-forme du chemin de fer de la ligne de Berck-Plage à Paris-Plage.
- Exposition internationale d’horticulture et concours de jardins.
- Première exposition de peinture à la salle paroissiale.
- Concours pour un chant communal, par la société académique.
- Le 5 janvier, adjudication des travaux d’agrandissement du bureau de poste, construit en 1907, il est déjà trop petit.
- Le 2 février, première sortie des sapeurs-pompiers[5].
- Le 14 juillet, inauguration du tramway urbain à petites voitures[e 4]. Il y a deux lignes,
  - Place de l'Hermitage ↔ Plage (cette ligne sera arrêtée en août 1914)
  - Royal Picardy ↔ Golf. Cette ligne était dite « tramway du Golf ». Elle sera à essence jusque 1914.
- Le 14 juillet, inauguration d’un nouveau tir aux pigeons.
- En juillet, le courant électrique arrive dans les villas.
- En novembre, démission de six conseillers municipaux à la suite de la nomination d’un commissaire de police payé par la commune[5].
- Deux Paris-Plageois, M. Bozino et Lucien Ramet, construisent leur propre aéroplane[i 4].

### 1910
- 10 juillet 1910 : débuts de l'aviation, après les essais en vol plané de Louis Blériot, Gabriel Voisin (le 27 mai 1907) et Henri Farman (juin 1907), René Caudron fut le premier pilote à survoler la ville ce 10 juillet, les frères Caudron reçoivent la médaille d'or des mains de Léon Soucaret[e 8],[e 4].
- Été 1910, on dénombre 512 cabines le long de la plage, réalisant un alignement ininterrompu de 1,500 km[b 11].
- Samedi 27 août première au Kursaal, rue de Bruxelles on joue une grande revue, au titre sans équivoque, Plus de Cucq, l'histoire d'une petite parisette mariée à un paysan cucquois qui l'exploite et dont elle obtient le divorce[23].
- Naissance du « Club Sportif du Touquet-Paris-Plage ». Les premiers athlètes portent les couleurs de la station en participant à la coupe de cross-country[k 4].
- Le produit des jeux du casino s’élève à 472 289 francs.
- Construction de la caserne de gendarmerie, chemin départementale 119.
- Construction du petit château, avenue de la reine May, pour le banquier le baron Hirsch.
- Construction du deuxième parcours de golf.
- Ouverture du nouvel Hermitage-Hôtel.
- En février, édification d’une poissonnerie rue de la Poste (Charles North aujourd’hui), dans le prolongement de la poste.
- En février, construction d'un hangar d’aviation dans les dunes, à 500 m environ au sud de l’Atlantic Hôtel[i 5].
- En février, accord de l’administration sur cession des lais de mer à la commune, pour y construire la première digue-promenade, coût 150 000 F.
- En février, cent-dix enfants ont de deux à cinq ans. La commune de Cucq décide la création d'une école maternelle à Paris-Plage. Le terrain à côté de l'école des garçons est acheté au Touquet Syndicate Ltd. Le projet prévoit deux classes, une salle de repos, deux logements et un grand préau couvert. Elle est inaugurée le 1er octobre 1912 en même temps que la cantine contiguë qui peut recevoir les enfants des trois écoles (prix du repas : 0,19 f)[k 1].
- Le 2 février, création de l’association des sapeurs-pompiers de Paris-Plage.
- En mars, création au Touquet de la société anonyme française d’aviation (SAFA), elle possède un avion monoplan qui effectue ses premiers essais en vol le 25 mars. Le 13 juin il vole sur 50 m[i 5].
- Le 16 juin, inauguration du chemin de fer de la ligne de Berck-Plage à Paris-Plage.
- En juillet est ouvert, par M. Planson, le Modern Skating Rink qui accueille les adeptes des patins à roulettes. Il est situé à l'angle sud-ouest de la rue de Moscou et de l'actuelle avenue Louis Hubert. Il offrait une piste de 1 000 m2 en carreaux d'asphalte comprimés[k 7].
- Le 17 juillet, course cycliste de Paris à Paris-Plage gagné par Henri Pélissier.
- Le 10 août, bénédiction de la première pierre de l’église Jeanne d’arc, par Alfred Williez, financement par souscription publique d’actions[5].
- Le 11 septembre, match de football organisé par Maurice Louis Bandeville, le pionnier du paradis des sports, entre l'Olympique Lillois et le Picked London team[k 8].
- Édification de l'église anglaise « temple protestant » en pleine forêt (proche de l'actuel lycée hôtelier), un de ses promoteurs est Augustin Legay d'Arras, propriétaire de la villa Saint-Augustin, Thalassa, Phébus et Borée, avec Édouard Lévêque[a 3].

### 1911
- Édouard Lévêque définit les raisons qui lui ont donné l'idée d'appeler notre littoral côte d'Opale dans le journal Paris-Plage le 11 février et le 9 septembre[k 9].
- inauguration du Casino de la Plage[e 4].
- On recense 1 420 habitants.
- Il y a 80 abonnés au téléphone.
- Le produit des jeux du casino s’élève à 829 711 francs.
- On a compté 558 cabines sur la plage.
- Construction de la villa le Manoir, avenue du Golf, par Allen Stoneham.
- Été chaud, nombreux incendies.
- Le percepteur de Saint-Josse habite désormais à Paris-Plage.
- Parution de l’ouvrage “la flore de Paris-Plage” par M. Elie et Édouard Lévêque.
- Ouverture de la Banque Adam à l’angle sud-ouest de la  rue de Paris et de la rue Saint-Louis.
- L’usine d’incinération des ordures fonctionne, elle est située boulevard de la Canche (actuel hôtel Mercure).
- Premiers drags par le Camus de Wailly et Allen Stoneham.
- Premières évolutions, sur la plage, d’autos-voiles (char à voile), elles ont un double mât formant triangle avec l’essieu.
- Premières courses de lévriers organisées au golf par Allen Stoneham[k 7].
- À Pâques, ouverture de l’hôtel Continental, situé sur la boulevard Thierry Sabine anciennement Digue Ridoux.
- Le 12 avril, le pilote Duval effectue le premier vol au-dessus de la ville.
- Fin avril, tempête et grosses marées, de nombreuses cabines sont enlevées.
- À la Pentecôte, match de cricket, une équipe anglaise contre RC France.
- En juin, deuxième course cycliste de Paris à Paris-Plage, il y a 47 arrivants, le premier est Masseron.
- En juin, Arthur Balfour, ancien premier ministre britannique, passe une semaine à le Golf-Hôtel.
- Le 1er juillet, inauguration du nouveau casino de la plage, à l’angle de la rue rue Saint-Louis et de la rue de Paris.
- Le 16 juillet, inauguration de l’église Jeanne d’Arc.
- Le 21 juillet, épreuve automobile à Paris-Plage, au cours du meeting de Boulogne, 1 km départ arrêté avenue du Château.
- Le 11 et 12 août, première visite pastorale d'Émile-Louis-Cornil Lobbedey[5].
- 13 août 1911 : inauguration solennelle de la nouvelle église Jeanne d'Arc »[e 4].
- Le 23 août, raid d’aviation de Boulogne-sur-Mer à Paris-Plage, 4 avions se posent sur la plage[i 5].
- Duval sur son biplan, décolle de la plage et rallie Issy-les-Moulineaux en 2 h 30[i 6].
- Le 11 septembre, important incendie de forêt[5].

## Naissance de la commune du Touquet-Paris-Plage le28 mars 1912

### 1912
- Jeudi 28 mars 1912 : La station balnéaire « Paris-Plage » prenant une extension considérable, elle peut en 1912 être érigée en commune : « Le territoire de la commune de Cucq est divisé en deux communes qui porteront les noms de Cucq et du Touquet-Paris-Plage » (article 1er de la loi du 28 mars 1912, le décret est publié le 31 mars[e 9]). Ses armoiries seront définitivement adoptées le 23 mai 1912 à partir des armoiries proposées par Édouard Lévêque et Robert de Guyencourt dès 1894.
- Nuit du 3 mars au 4 mars 1912 : De l'autre côté de la Canche au nord d'Étaples sur le territoire de la commune de Camiers, le « Grand Hôtel de Saint-Gabriel », érigé sur les plans de l'architecte Paul Ridoux, inauguré le 3 juillet 1898 en bord de plage, est détruit par une forte tempête en une seule nuit : cet événement compromet pour des années le développement d'une autre station balnéaire à proximité et favorise donc par la suite le développement de celle du Touquet.
- On lance « les Drags »[Note 2] et Allen Stoneham fait installer un terrain de Polo au nœud Vincent[k 5].
- Une équipe de football est créée au sein de l'Union Sportive du Touquet-Paris-Plage (U.S.T.P.P.)[k 8].
- On recense 1 431 habitants.
- On dénombre 493 électeurs.
- Il y a 100 abonnés au téléphone.
- Le produit des jeux du casino s’élève à 1 044 891 francs.
- Démolition et reconstruction du Grand-Hôtel à l’angle sud-est du boulevard de la Mer (Docteur Jules Pouget aujourd'hui) et de la rue Saint-Louis.
- On agrandit, par une troisième annexe, l'hôtel des Anglais, il y aura 200 chambres.
- En février, on annonce la création du chemin depuis le Golf-Hôtel jusqu’à la limite de Cucq, la future avenue François Godin.
- En février, création de courts de tennis, avenue Jean Bart, par Paul Ridoux.
- Le 15 mars, adjudication de la construction de l’estacade par Jules Dachicourt, en baie de la Canche.
- Le 5 mai, élections municipales[5].
- Parution de Bulletin municipal - Ville du Touquet-Paris-Plage, Titre depuis avril 2001 : Vivre au Touquet 4 saisons, bulletin mensuel d'information de la municipalité du Touquet, titre de couverture : Le Touquet Paris-Plage, variante du titre : Bulletin officiel municipal du Touquet-Paris-Plage, numérotation : no 1 juin 1912, siège du journal : Le Touquet-Paris-Plage : mairie puis Le Touquet-Paris-Plage : mairie, Paris : ONEO puis Le Touquet-Paris-Plage : mairie, imprimé à Montreuil, période de parution : 1912-1966 ?, format : 29 puis 27 cm, fréquence de parution : mensuel puis trimestriel puis annuel puis mensuel, n'a pas paru entre 1914 et 1921[24].
- Parution de L'Écho de la plage du Touquet-Paris-Plage, organe républicain démocrate indépendant, numérotation : 18 avril 1912-décembre 1912 puis juin 1913, siège du journal : Le Touquet-Paris-Plage, imprimé à Montreuil, période de parution : 1912-1913, format : 54 cm, fréquence de parution : périodicité variable[25].

### Premier maire - Fernand Recoussine (1912-1917)
19 mai 1912 - 24 novembre 1917
En attendant la construction d'une mairie (il faudra attendre 1931), le nouveau maire, Fernand Recoussine s'installe « provisoirement » dans la villa « les Moucherons » à l'angle sud-ouest de la rue de Bruxelles et de la rue de Londres,.

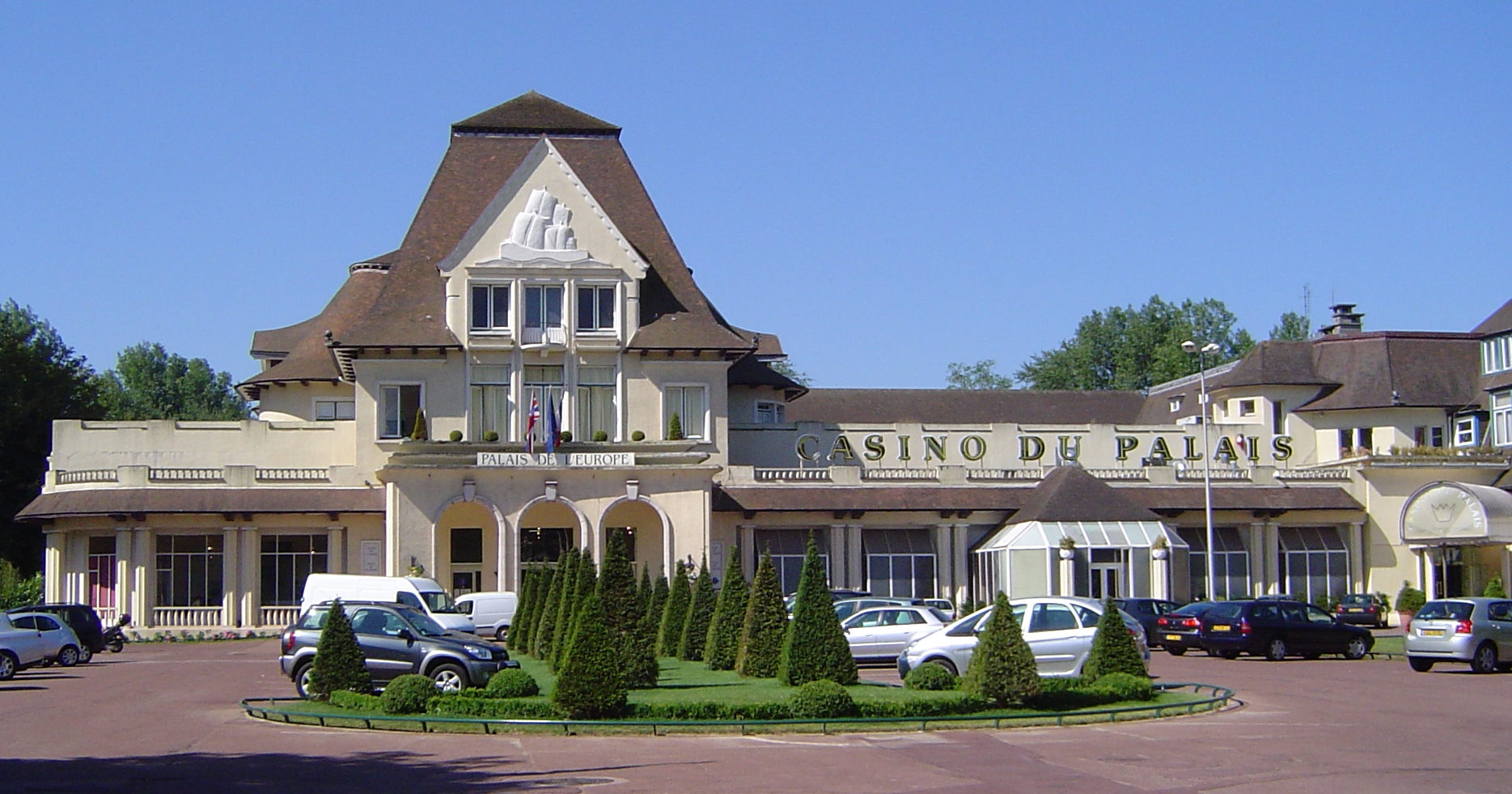
Le Palais de l'Europe

#### 1912
- On compte 11 courts de tennis avec une fréquentation journalière en saison d'environ 170 joueurs[k 3].
- le château de Jean-Baptiste Daloz qui avait été transformé en hôtel en 1903, en « Château des Sports » par Pierre de Coubertin en 1904, puis en casino en 1907[b 13], est détruit en 1912 et à son emplacement, est construit le Casino de la Forêt[b 14] (aujourd'hui Palais de l'Europe) dont la décoration du hall est confiée aux peintres Francis Tattegrain et à son élève Jan Lavezzari. Il ouvre sa première saison en août 1912 en présentant deux spectacles du théâtre français dont Le Dindon de Georges Feydeau. Durant les « années folles », il sera l'un des casinos les plus importants d'Europe, et en 1927 le premier casino de France par le produit de ses jeux (45 millions de francs). Ces revenus considérables vont permettre à la ville qui en récupère 12 % de se lancer dans des travaux très coûteux. Ian Fleming s'en inspire pour son roman Casino Royale qui sera adapté une fois pour la télévision (1954) et deux fois au cinéma (1967 et 2006).
- La subdivision de sapeurs-pompiers est réaménagée avec 40 sapeurs[k 10].
- Les sœurs Rémy ouvrent un magasin de friandises rue de Paris, les chats des demoiselles, deux persans, donnent le nom à la boutique Le Chat Bleu . Le magasin déménage, avant la Première Guerre mondiale, au 41 rue Saint-Jean. En 1929, le magasin s'installe à l'emplacement actuel, 47 bis rue Saint-Jean[k 11],[k 12].
- En juin, raccordement de la ligne de chemin de fer de Berck avec celle du tramway, rue de Paris.
- Toujours en juin, la société des casinos de la forêt rachète le casino et le Grand-Hôtel.
- 26 juin, constitution d’un syndicat de défense des intérêts généraux de la plage (Ridoux-Dieuset-Water-Clarisse-Pentier-Maillot).
- Du 2 au 5 août, meeting de canots-automobiles.
- 11 et 12 août, bénédiction de la cloche de l’église Jeanne d’Arc et consécration de l’autel par Émile-Louis-Cornil Lobbedey
- Le 5 septembre, le conseil municipal vote l’acquisition des lais de mer pour 70 000 francs[5].
- Le 7 septembre, afin d'y construire un cimetière, la toute nouvelle municipalité achète un terrain de 10 000 m2, sis chemin des Hénons, aujourd'hui avenue du Dix-huit juin, pour un prix de 5 000 francs[k 13].
- Le 1er octobre, ouverture de l’école maternelle (2 classes) rue rue Léon Garet (anciennement rue Saint-Alphonse)[5].
- Le 14 novembre. M. Longeaud, président de la société lyrique et récréative de Paris-Plage « Le Myosotis » aussi appelée « Amicale Paris-Plageoise » demande à Fernand Recoussine, le maire, d'accepter les instruments de musique qui lui appartenaient[k 14].
- Le 15 novembre, ouverture de la cantine scolaire à l’école maternelle, le repas est à 0,19 francs
- Le 15 décembre, adoption par le conseil municipal du projet de construction digue-promenade (750 000 francs)[5].

#### 1913
- Produits des jeux 1 134 158 francs[d 12].
- Suzanne Lenglen, âgée de 13 ans, remporte le tournoi international du Touquet[k 3].
- Le 7 janvier, création de « l'union sportive du Touquet-Paris-Plage », sa naissance est proclamée chez M. Octor, garagiste[k 4].
- Le Touquet-Paris-Plage est officiellement classé « station climatique »[e 11].
- Le sémaphore se modernise avec l'arrivée de la TSF[k 15].
- Le conseil municipal, en séance du 14 juin 1913 délibère et décide qu'une musique municipale sera créée au Touquet-Paris-Plage à compter du 1er octobre 1913[k 14].
- Le 5 juillet, inauguration du nouveau casino de la Forêt, architecte Auguste Bluysen.
- La municipalité demande à la société d'électricité de fournir du courant toute la nuit. Elle le coupait à une heure du matin.
- Construction de l'hôtel Windsor, rue Saint-Georges.
- Réalisation, du terrain de polo dans la plaine du Nœud-Vincent.
- Réalisation de trois nouveaux courts de tennis, la station en compte désormais 14[d 12].
- Du 3 au 11 mai, ducasse avec grande cavalcade et bœuf gras.
- Le 2 août adjudication des travaux de la construction de la digue-promenade.
- En août, 1er meeting international du Nord de canots automobiles et 1re présentation de chiens[5].
- Parution de La Gazette du Touquet-Paris-Plage, journal exclusivement d'informations, mondain, littéraire, scientifique, artistique, sportif, médical, etc. hebdomadaire en saison, mensuel l'hiver, numérotation : 9 août 1913-2 août 1914 et 4 juillet 1919-janvier, février 1920, siège du journal : Le Touquet-Paris-Plage, imprimé au Touquet-Paris-Plage, puis à Montreuil, période de parution : 1913-1920, format : 60 × 42 cm, puis 56 × 37 cm, servi aux abonnés de L'Avenir du Touquet-Paris-Plage en 1919 et en 1920[26].

#### 1914

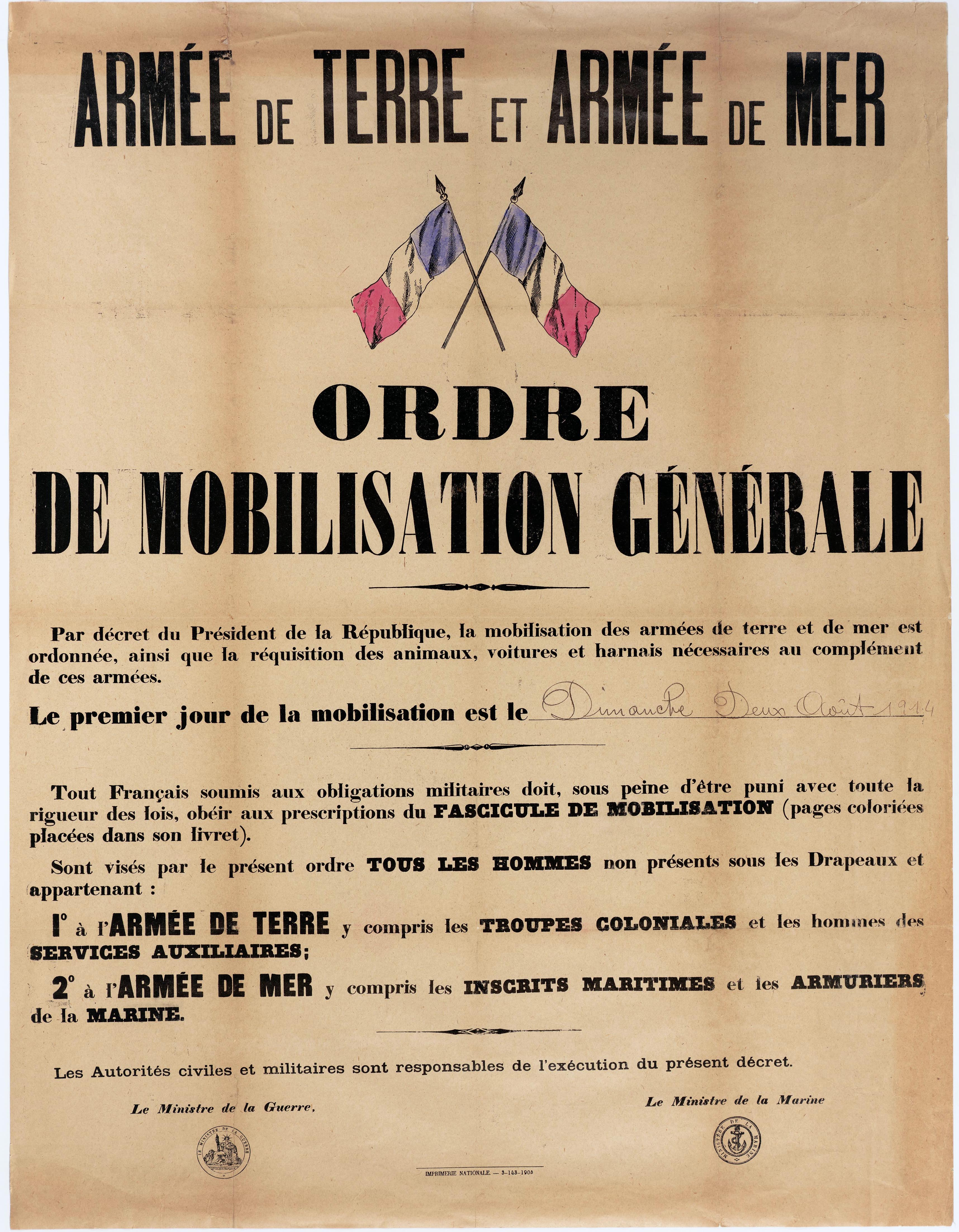

Le 2 août, date de la mobilisation pour la Première Guerre mondiale, le mandat de Fernand Recoussine est interrompu par sa mobilisation, il est remplacé par l’adjoint Jules Bailleux jusqu’en février 1915 (7 mois), lui-même mobilisé, Jules Dachicourt lui succède de mars à décembre 1915 (10 mois).
- Produits des jeux des casinos 401 910 francs.
- Agrandissement de l'Hermitage-Hôtel, (aile vers les tennis et aile côté mer, 80 chambres supplémentaires) et 40 chambres nouvelles au Golf-Hôtel.
- Deux courts de tennis sont créés au golf.
- Première saison de polo.
- Arrivée des premiers réfugiés.
- Installation des troupes britanniques au golf.
- Très important trafic en gare d'Étaples pour « la course à la mer ».
- Installation d'hôpitaux britanniques.
- Réquisition des grands hôtels qui sont transformés en hôpitaux[d 12].
- Construction d'une nouvelle usine d’incinération.
- Exposition de peintures (société artistique de Picardie - école d’Étaples).
- En février, ouverture du dispensaire au 53, rue d’Étaples.
- En mars, ouverture du cimetière avenue du Dix-huit juin (anciennement chemin des Hénons).
- En juillet, championnat de France de golf.
- Du 20 au 21 juillet, 1re saison de polo.
- La fête des fleurs qui devait se dérouler le 7 août n'a pas lieu[5].

#### 1915
- Création du “Football club Paris-Plageois”.
- Constitution d'un comité de secours aux prisonniers de guerre et aux blessés du pays.
- Le 26 novembre naufrage du navire SSO Socotra Newcastle[5].
- Une école libre de filles est ouverte en 1915, par les demoiselles Chidéric, à la villa Ave Maria, toujours existante, située face à l'hôtel des Postes[k 1].
- Installation du camp militaire britannique d'Étaples[d 13].

## Première Guerre mondiale - mandat de Louis Bonpain (1917-1919)
24 novembre 1917 - 22 février 1919 mais fait fonction de maire à partir du 29 décembre 1915.
Louis Bonpain fera fonction de maire du 29 décembre 1915 au 22 février 1919, date du retour de Fernand Recoussine qui retrouve son poste de Maire (3 ans et 2 mois). À noter qu’un vote s’est déroulé au sein du Conseil Municipal le 24 novembre 1917 pour confirmer la fonction de maire de M. Bonpain et élire un conseiller faisant fonction d’adjoint (M. Dramard).
1914 – 1918 : La Première Guerre mondiale surprit Le Touquet-Paris-Plage en pleine prospérité. 6 000 réfugiés belges venus d'Ypres et de nombreux blessés de guerre britanniques et français trouvèrent un refuge accueillant dans les nombreux hôtels réquisitionnés (liste des hôtels). La municipalité d'Ypres y élit domicile pendant les hostilités. Le casino de la forêt fut transformé en hôpital militaire avec comme nom « Duchess of Westminster hospital ». Le vapeur 
SSO Socotra Newcastle, bâtiment de 4 000 tonnes et de 150 mètres de long, revenant de Sydney avec une très lourde cargaison, vient de se perdre et s'échoue dans la nuit du 25 au 26 novembre 1915. Les causes du naufrage ne sont pas connues et les bruits les plus fous courent à ce sujet. Une violente tempête le 1er décembre 1915 déchire sa coque en deux. But de promenade de nombreux Touquettois à marée basse, son épave restera longtemps ancrée dans le sable. Le Touquet-Paris-Plage est bombardé en mai 1918. C'est à la faveur de cette communion franco-britannique que la station poursuivit son développement.

### 1916
- Le 4 décembre naufrage du navire Adelshot[5].
- Fusion du comité local de secours aux prisonniers de guerre avec le groupement d’arrondissement « la solidarité ».
- Création du football-club paris-plageois[5].
- Création de l’abri du blessé à la salle paroissiale.
- Grande fête de l’armée britannique sur le terrain de la plaine du nœud Vincent.
- L'hiver 1916-1917 est très dur[d 13].

### 1917
- Le 6 juillet atterrissage de Charles Nungesser qui reste plusieurs jours au Touquet[i 7].
- Une batterie militaire est installée dans les dunes, à 500 m de l'Atlantic Hôtel[i 8].
- On enlève les rails du petit tramway urbain requis par l'armée.
- En décembre le jardin d'Ypres est transformé en champ de pommes de terre[5].
- La plage du Touquet-Paris-Plage devient le terminus de l'école d'aviation Caudron du Crotoy[d 13].

### 1918
- Le 19 mai bombardement du camp britannique d'Étaples, plusieurs bombes tombent au Touquet.
- La ration de pain est réduite à 300 g, puis à 200 g, puis à 100 g.
- Le 30 décembre naufrage du navire Mérida devant la baie de Canche[5].

## Entre-deux-guerres(1919-1939)

### 2eMandat de Fernand Recoussine (1919-1925)
22 février 1919 - 17 mai 1925
Fernand Recoussine, après avoir retrouvé son poste le 22 février 1919, ne sera réélu maire que le 10 décembre 1919.

#### 1919
Le produit des jeux s'élève à 764 206 francs
- 60 Touquettois sont morts pour la France.
- À Pâques, réouverture de l’hôtel des Anglais, c’est le premier qui fonctionne à nouveau.
- En juillet, réouverture du casino de la forêt.
- Le 23 décembre 1919 naufrage du bateau portugais « doisnunes » face à la rue Raymond Lens[d 13].

#### 1920
On compte 493 électeurs et le produit des jeux s'élève à 4 181 391 francs.
- Création du bureau du syndicat d'initiative à l'hôtel de ville.
- Suzanne Lenglen, championne du monde de tennis, gagne le 13e tournoi de tennis au Touquet-Paris-Plage.
- Construction de la première villa d'après-guerre Le Champignon allée des Fauvettes.
- Elargissement de l'avenue du Château.
- Les deux premiers chalets construits en 1883, L'Avant-Garde et La Vigie, sont détruits et deux villas reprenant les mêmes noms sont construites aux mêmes emplacements[d 13].
- En novembre, un avion Goliath-Farman, de la ligne Paris-Londres, à la suite d'une panne moteur se pose sur la plage[i 9].

#### 1921
La population s'élève à 2 566 habitants, le produit des jeux à 5 683 183 francs et on enregistre 24 constructions nouvelles.
- Souscription publique pour les orgues de l'église Jeanne d'Arc.
- On compte 17 courts de tennis.
- Acquisition par la municipalité de terrain pour un square à l'angle de la rue de Metz et de la rue de Bruxelles.
- Démontage de l'ancien casino avenue du Verger et remontage à la blanchisserie des grands établissements, rue Saint-André[d 14].
- L'usine d'incinération des ordures ménagères produit l'électricité qui approvisionne les villas et l'éclairage public (dont la digue)[d 14].
- En 1921, on peut faire des baptêmes de l'air pour un prix de 50 F[i 10].
- Une circulaire précise l'abandon des mâts, le sémaphore est désarmé[k 15].

#### 1922
Le produit des jeux s'élève à 5 028 937 francs, on dispose de 1 600 chambres d'hôtelset on enregistre 60 constructions nouvelles.
- Indoor polo sur le terrain de concours hippique, le premier en France, parmi les joueurs le lieutenant Henri de Bournazel[5].
- Le 23 avril est inauguré, au cimetière du Touquet-Paris-Plage, le monument aux morts, sur les plans des architectes Fernand Buisset et Arsène Bical, réalisé par Émile Peynot, sculpteur, officier de la Légion d'Honneur, demeurant à Paris. L'exécution en bronze de la statue a été réalisée par Monsieur Duranton, fondeur à Paris. C'est à cet endroit que les enfants des écoles se retrouvent pour énumérer les noms des 79 « morts pour la France » gravés sur le monument[k 13]. La réalisation de ce monument a couté 60 375 F dont 12 500 F pour la sculpture, subvention communale 5 000 F, produits d'une souscription et d'une fête 15 375 F, subvention de la société des casinos 20 000 F, don d'un anonyme 20 000 F[27].
- Le 23 juillet, en présence de Roger Farjon, sénateur du Pas-de-Calais et de Maurice Colrat, sous-secrétaire d'État, futur garde des sceaux, habitué de la station, Madame Duboc[a 4] inaugure la nouvelle digue, extension de l'ancienne, prolongée de la rue Joseph Duboc (anciennement rue de la Lune) à l'avenue de l’Atlantique[e 12]. Cette même journée, sous la présidence de Maurice Colrat, on célèbre les fêtes du quarantenaire de Paris-Plage[28].
- Sous l'impulsion de Gaston Sainsard, dont le frère Henry est le fondateur de du terrain et de l'aéro-club de Calais, on décide de la création d'un service commerciale d'aéroplanes qui se poseront dans les champs environnants[i 10].
- Les avions anglais se posent dans les champs à Merlimont, les passagers sont acheminés à Paris-Plage par des bus affrétés par la société des casinos[i 9].
- L'abbé Deligny, au nom de la paroisse, achète le terrain au 36 rue de la Paix et y fait construire une école comportant deux grandes classes. L'école Jeanne d'Arc est née, inaugurée et bénie le 15 janvier 1923. Elle est confiée à mademoiselle Verdier[k 1].
- Aménagement du square à l'angle de la rue de Metz et de la rue de Bruxelles.
- La ducasse a lieu désormais en septembre au lieu de mai.
- Don d'un terrain et de 5 000 F par Allen Stoneham pour création d'un stade avenue François Godin (anciennement chemin des Hautures)[d 14].

#### 1923
On dénombre 104 constructions nouvelles et le produit des jeux s'élève à 7 665 856 francs. On plante des tilleuls rue de Metz, on plante des arbres également avenue John Whitley, on aménage la place plantée à l'angle nord-est de la rue de Metz et de la rue de Bruxelles et on aménage également le rond-point du Golf. On établit des trottoirs rue de Londres. On construit les serres municipales avenue du Dix-huit juin (anciennement chemin des Hénons). Le conseil municipal décide de financer un nouveau pont routier en béton entre Étaples et Le Touquet-Paris-Plage,.
- Construction d'un dépôt pour le matériel d’incendie, avec 2 logements de pompiers, rue de Moscou.
- Ouverture, en janvier, d'une école libre des filles rue de la Paix.
- Construction d'une nouvelle classe à l'école des filles, rue de la Paix.
- Nivellement du quartier « Quentovic » pour les remblais du futur champ de courses.
- Début, en février, des travaux du champ de courses. Apport de 70 000 m3 de remblais pour la digue, en bordure de la Canche, et de 150 000 m3 sur le terrain du champ de courses. La digue est terminée en octobre.
- Le 14 juillet, inauguration du chemin des Hautures (aujourd'hui, avenue François Godin), la nouvelle avenue va du golf jusqu'à Cucq.
- Le 22 juillet, inauguration du pavillon du club du tennis (27 courts.
- Du 4 au 8 août, séjour du Prince de Galles.
- En octobre, ouverture du chantier de l’Hôtel Westminster, avenue du Verger, première tranche de 110 chambres, côté Ouest.
- En décembre, établissement de l'avenue Joseph-Louis Sanguet, ainsi que de l'avenue de l’Hippodrome (anciennement avenue de la Canche), de l'avenue de Picardie (anciennement chemin de grande communication no 119) jusqu'au champ de courses[d 15].
- L'Aéro-Club de France choisit le Touquet-Paris-Plage pour organiser un grand week-end aérien franco-belge-britannique dans la dernière semaine de juin. on remarque durant ce meeting la présence d'un avion à ailes repliables tracté par une auto-chenille sur la place de l'Hermitage[i 11].

#### 1924
On dénombre 89 constructions nouvelles, le produit des jeux s'élève à 11 334 255 francs et il y a 644 électeurs.

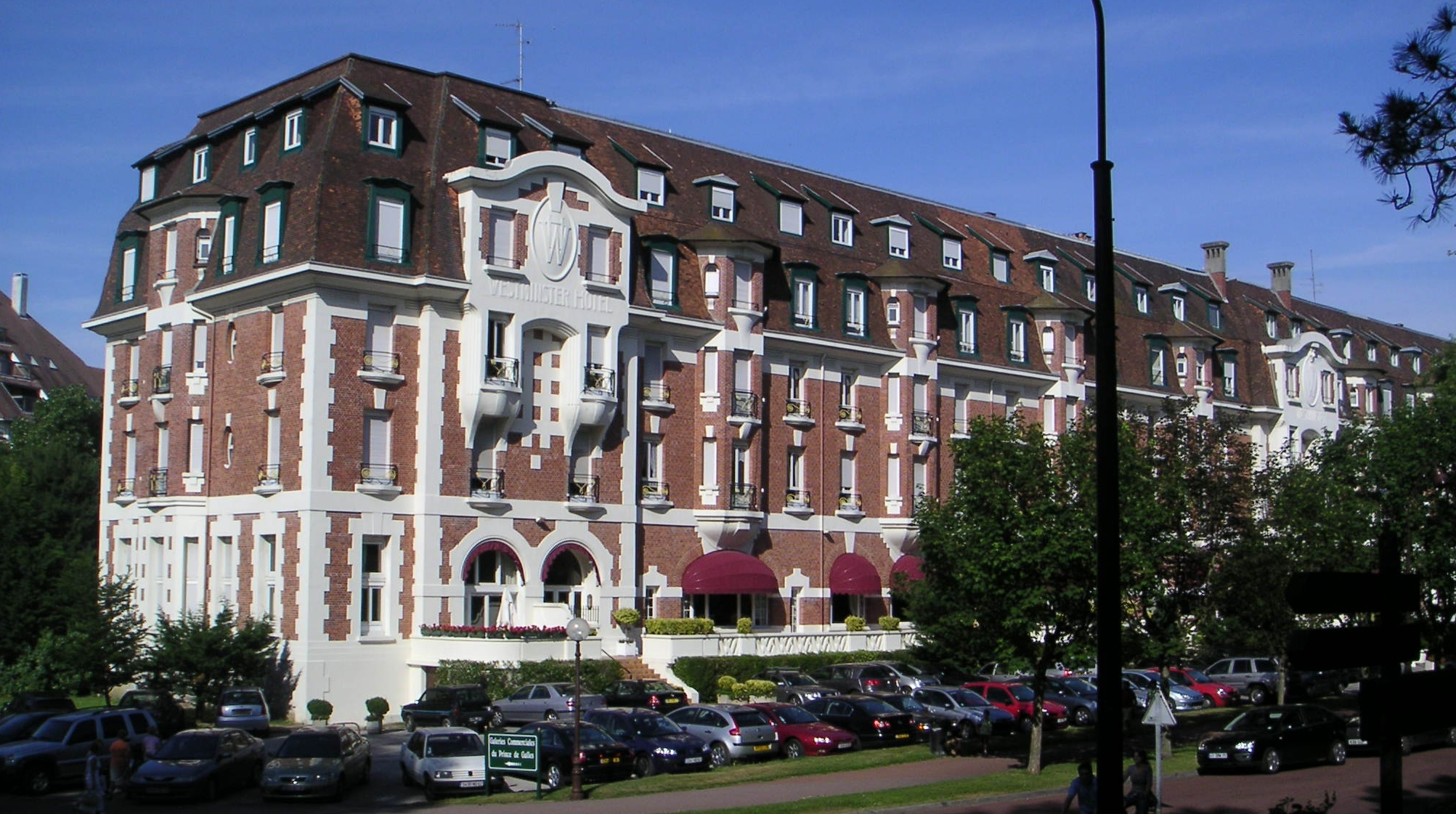
Le Westminster.

- Construction de 2 classes à l’école des garçons, à l’étage, sur la rue de Moscou.
- Transformation de l'Hermitage-Hôtel, on construit une salle de restaurant en façade. On agrandit le Normandy Hôtel, l'Hôtel des Dunes et l'hôtel Saint-Georges.
- La chapelle Saint-André est utilisée comme marché couvert et on procède à l'adjudication des travaux d'agrandissement du dispensaire.
- Ouverture du pré Catalan, à l'emplacement de l'aéroport.
- Inauguration, le 5 juillet, du palace « L'Hôtel Westminster », l'un des fleurons de l'hôtellerie touquettoise et du kiosque à musique du parc des Pins.
- Le 21 juillet, atterrissage d’un Goliath Paris-Londres sur la plage, face à la rue Saint-Jean, avec 11 passagers.
- En août, on commence les travaux de construction du nouveau pont d'Étaples.
- Le 25 août, inauguration du canot de sauvetage et de son garage à l’Atlantique. Bénédiction par l'évêque d’Arras.
- Le 14 septembre, inauguration du stade de l'USTPP, avenue François Godin (anciennement chemin des Hautures)[d 16].
- Parution de L'Express du Touquet-Paris-Plage et du Pas-de-Calais, journal d'informations, sportif et de l'Entente cordiale, variante du titre : L'Express du Touquet-Paris-Plage, numérotation : 20 avril 1924-20 août 1938, siège du journal : Le Touquet-Paris-Plage, imprimé à Abbeville, puis à Montreuil, période de parution : 1924-1938, format : 56 × 38 cm puis 37 × 28 cm, fréquence de parution : semi hebdomadaire puis périodicité variable[29].

### Mandats de Léon Soucaret (1925-1933)
17 mai 1925 - 22 décembre 1933
Dans les années 1930 Ian Fleming créateur de James Bond 007 vient régulièrement au Touquet-Paris-Plage faire la fête avec des amis, cela lui donne l'idée de son roman « casino royal ».
Dans les années 1920 et les années 1930, Raymond Maillot, dirigeant sportif du Touquet-Paris-Plage, contribue beaucoup au développement de l'athlétisme au Touquet-Paris-Plage.
Le Touquet-Paris-Plage reçoit l'appellation d'unique « Perle de la Côte d'Opale », en 1925, dans un article du magazine Les Échos Mondains, rapportant les propos d'André de Fouquières,.

#### 1925

Le caddy de dos, emblème du Touquet-Paris-Plage.

On dénombre 180 constructions nouvelles et le produit des jeux s'élève à 21 825 371 francs.
- Rue Saint-Jean, on procède au premier essai de stationnement pair et impair et de sens unique.
- Création du syndicat des hôteliers[d 16].
- Agrandissement de 80 chambres de l'hôtel du Golf et de 30 chambres à l'hôtel Régina.
- Agrandissement et transformation du casino de la plage et transformation de l'hôtel Normandy.
- Tout l'éclairage public est désormais électrique, il y a 125 lampes d’éclairage public.
- Création des allées du quartier dit « des oiseaux » et création du quartier dit des « maréchaux »[d 17].
- Pétition et vote du conseil municipal pour demander le rattachement de la commune au canton d’Étaples.
- Réouverture du tir aux pigeons face à la gendarmerie[5].
- Le Touquet-Paris-Plage en quête de notoriété lance un concours d'affiches. Celle du vainqueur sera placardée dans Paris à 45 000 exemplaires. Parmi les 7 projets, c'est le caddie d'Édouard-Abel Courchinoux (1891-1968) qui remporte le prix de 2 500 F[k 17]. Désormais décliné, le caddie est souvent présent à l'arrière des voitures[30].
- Le pré Catelan, ferme anglaise créée par Allen Stoneham est située au bout de l'avenue du Château côté aéroport, on y prend le thé dans une prairie ombragée, on y distribue du lait, du beurre…, en 1925, il le fait agrandir par l'architecte Jean Boissel, construction d'un double pavillon rustique et d'une vacherie moderne pour boire le lait chaud sous les yeux des amateurs[31].
- Le 17 mai Léon Soucaret gagne les élections municipales après une campagne où il s'est opposé très durement à Fernand Recoussine. Il trouve une situation financière florissante, plus de 75 % du budget municipal provient de l'activité des deux casinos.
- Le 29 août inauguration de l'hippodrome, avenue de la Dune-aux-loups, par Paul Bénazet, Haut-Commissaire à la guerre, en présence de 5 000 personnes[e 13],[e 12].
- La « fête des fleurs » fait son retour[k 6].
- Une section de l'U.S.T.P.P. (Union sportive du Touquet-Paris-Plage) est dévolue au cyclisme[k 18].
- Le projet de musique municipale est repris par M. Caron, ancien directeur de l'école des garçons et adjoint au maire, sous le nom de « Harmonie Municipale » (délibération du 5 décembre avec effet au 1er janvier 1926)[k 14].
- Lors de la réunion de la Société académique du Touquet-Paris-Plage du 17 août, Édouard Lévêque propose que toute la partie de la ville du Touquet-Paris-Plage située entre le chemin 119 et la Canche reçoive la dénomination générale de « quartier de Quentovic » en souvenir du grand port historique qui a existé jusqu'au IXe siècle à l'embouchure de la Canche[32].
- M. Decroix préside la première commission de football de l'USTPP[k 8].
- Publication de l'affiche de la compagnie des chemins de fer du Nord Chemin de Fer du Nord. Le Touquet - Paris plage, la mer - la forêt réalisée par Édouard Courchinoux[33].
- Parution de Les Échos mondains du Touquet-Paris-Plage, revue mondaine illustrée et publiée sous le patronage du syndicat d'initiative, un numéro spécial de propagande portant la mention Édition spéciale 1926/1927 a été publié sous le titre : Les Échos mondains Berck-Plage, siège du journal : Le Touquet-Paris-Plage, période de parution : 1925 ?-1927 ?, format : 37 cm, fréquence de parution : irrégulier[34].
- Parution de Le Touquet sportif et mondain, magazine d'art consacré à la station d'été du Touquet-Paris-Plage puis revue mondaine illustrée publiée sous le patronage du syndicat d'initiative, titre en 1932 : Les Échos mondains Le Touquet-Paris-Plage, numérotation : 12 juillet 1925-…, siège du journal : Le Touquet-Paris-Plage, imprimé à Lille puis Abbeville, période de parution : 1925-1932 ?, format : 32 × 24 cm, fréquence de parution : irrégulier[35].
- Parution de L'Éclaireur du Touquet-Paris-Plage, parution : hebdomadaire, puis mensuel l'hiver, bimensuel en saison, numérotation : 29 mars 1925-août/septembre 1929, siège du journal : Le Touquet-Paris-Plage, imprimé à Boulogne-sur-Mer puis à Montreuil, période de parution : 1925-1929, format : 56 × 38 cm[36].

#### 1926
On dénombre 3 244 habitants et 100 constructions nouvelles. Le produit des jeux s'élève à 37 713 051 francs, le Touquet-Paris-Plage se classe troisième derrière Deauville, premier avec 44 853 000 francs, et Biarritz deuxième avec 37 713 051 francs.
On construit, le nouveau Grand-Hôtel sur les plans de l'architecte Raoul Jourde, la deuxième partie de l'Hôtel Westminster (110 à 250 chambres), on agrandit, l'hôtel du Golf de 80 chambres, et la clinique municipale. On démarre la construction des magasins, avenue du Verger.
- Fin de la construction du pont d'Étaples, ce pont a été détruit par les allemands le 4 septembre 1944. Pour l'inauguration du nouveau pont routier d’Étaples, la commune du Touquet-Paris-Plage organise un banquet le 6 juin au casino de la Forêt, sous la présidence d'Anatole de Monzie, ministre des Travaux publics.
- Construction de l'hôtel des postes rue de Metz.
- Construction d'un 3e parcours de golf de 18 trous.
- Le 26 mai, création de l’harmonie municipale, son chef est M. Hénon.
- Le 1er juin, on transfère le marché de la place de l'ancienne Chapelle Saint-André, (rue de Londres), où est construit le nouvel hôtel des Postes, à celle de la demi-lune (intersection rue Jean-Monnet (anciennement Grande-Rue) et rue de Metz)[d 17].
- Ouverture d’un bureau de poste auxiliaire au casino de la forêt[5].
- Le 15 août a lieu le premier concours d'élégance automobile sur la digue, 40 voitures, presque toutes françaises, y sont présentées[k 19].
- En octobre, le conseil général vote le rattachement du Touquet-Paris-Plage au canton d’ Étaples, la ville est classée centre principal du service départemental d'incendie et on construit les égouts pluviaux sur le boulevard Daloz[d 17],[5].
- L'orgue initial de l'église Sainte-Jeanne-d'Arc a été monté en 1925 par le facteur Cavaillé-Coll-Convers et inauguré le 8 août 1926[k 20].

#### 1927
Il y a  902 électeurs, 456 abonnés au téléphone et 137 constructions nouvelles. Le produit des jeux s'élève à 45 001 041 francs, le Touquet-Paris-Plage est devenu le premier casino de France. Allen Stoneham meurt à Londres le 12 avril. On agrandit la mairie et l'école des filles. On procède à l'établissement de la place Quentovic et on transforme et on améliore la place de l’Hermitage et l’avenue du Verger.
- Construction de 8 logements, par le bureau de bienfaisance, dans le quartier Quentovic.
- Construction du 1er lavatory sur la plage, à l'emplacement de la banane.
- Le 14 avril, inauguration du « grand restaurant de la Forêt » du casino de la Forêt réalisé par Entreprise Clavier sur les plans de l'architecte Raoul Jourde.
- Le 1er juin, un arrêté municipal interdit le stationnement dans les rues Saint-Jean, de Paris et de Londres, entre les rues de Bruxelles et Saint-Louis, de 11 h à 21 h, du 1er juillet au 15 septembre[d 17],[5].
- La subdivision de sapeurs pompiers de Cucq devient un corps à part entière[k 10].
- Le 22 juillet, ouverture de l'hôtel des Postes, rue de Metz[d 18],[5].
- Pendant la saison, c'est la compagnie Imperial Airways qui assure le service depuis Londres, elle effectue 309 vols at 4 070 passagers sont transportés[i 12].
- Le 24 avril premier combat de coqs au café Grujon, rue de Moscou, organisé par les « fines plumes de Touquet »[k 7].
- Le 5 juillet est inauguré le tir aux pigeons[k 7].
- Projet, qui ne voit pas le jour, d'un port de plaisance en eau profonde, proche du cercle nautique du touquet, avec barrage en baie de Canche et système d'écluses, par l'ingénieur Nijhoff, prévu dans le verdin[k 21].
- Les conseillers municipaux se divisent sur le sujet de l'orientation de l'entrée du futur hôtel des Postes, rue de Metz ou rue de Londres, Les conseillers Béchu et Maillot quittent la salle des séances et donnent leur démission à l'annonce du résultat, l'entrée sera rue de Metz. En février, la revue humoristique des anciens combattants qui est jouée s'appelle « Par devant, par derrière », elle propose un hôtel des Postes sur pivot avec changement d'entrée bimensuelle[k 12].
- Parution de L'Intermédiaire du Touquet-Paris-Plage, numérotation : avril 1927-(…), siège du journal : Le Touquet-Paris-Plage, imprimé à Montreuil, période de parution : 1927-1927 ?, format : 33 × 25 cm, fréquence de parution : mensuel[37].
- Parution de Le Grand journal de Paris-Plage, organe balnéaire, commercial et mondain des stations réputées du Littoral, numérotation : numéro spécimen : 7/14 mai 1927 et no 1 : 12/19 juin 1927-(…), siège du journal : Le Touquet-Paris-Plage, imprimé à Dunkerque, période de parution : 1927-1927 ?, format : 60 × 45 cm, fréquence de parution : hebdomadaire[38].

#### 1928
Il y a 926 abonnés au téléphone, 109 constructions nouvelles et le produit des jeux s'élève à 58 573 652 francs. La canalisation d’eau entre Rombly (ancien village) et la Digue du Touquet-Paris-Plage est doublée. Le Grand-Hôtel du Touquet-Paris-Plage est démolit reconstruit ; l'hôtel White-star est construit à l'angle nord-ouest de la rue Saint-Jean et de la rue de Metz. On agrandit l'école des filles rue de Londres et on construit les bains douches rue Joseph Duboc. On élargit l'avenue du Château, on trace le boulevard de la Canche et on plante le square Charles-Bernier. On double la canalisation d'eau entre Rombly et la digue par nécessité quantitative. Le tortillard entre Berck et Paris-Plage est supprimé. L'auto-moto club est fondé et le club hippique (regroupement de la société des courses, du Touquet drags Hounds et de la sociétété hippique) est créé. La fondation du groupement artistique du Touquet-Paris-Plage est créé avec comme président Jan Lavezzari. Réalisation d'une étude de l’ingénieur Nijhoff pour un port de yachts en baie de Canche. On joue une revue locale «  ohé ! caddy ! y z’arviennent ».
- Le 7 mars, le journal officiel annonce que la chambre a voté le rattachement du Touquet-Paris-Plage au canton d’Étaples[d 18].
- Le 1er avril, ouverture de la première bibliothèque communale dans les locaux de la mairie[k 22].
- Le 26 avril, le conseil municipal vote la construction de l’hôtel de ville[d 18].
- En mai, Le Touquet-Paris-Plage fait la une de tous les journaux français et britanniques, à la suite du meurtre mystérieux en forêt, dans la nuit du 19 au 20 mai, d'une britannique, Miss Wilson[e 14],[a 5],[e 12].
- En juin, création de l’amicale du personnel municipal.
- Le 20 août, le conseil municipal vote le principe d’un emprunt de 35 millions pour la réalisation des projets concernant un port, une piscine, l'hôtel de ville, le marché, l'aérodrome, des maisons ouvrières, et des rues[d 18].
- Le 5 septembre, course automobile sur le boulevard de la Digue et pose du premier tuyau du réseau d’égouts.
- Le 16 septembre, fête du rattachement au canton d’Étaples.
- Le 20 novembre, 1er coup de pioche du Royal Picardy.
- Le 29 décembre, avis défavorable du conseil municipal sur la demande de M. Clavier pour ouverture d’un 3e casino[5].
- Le 10 décembre, incendie du Normandy, rue st Jean[d 18]. Les premières estimations non officielles évaluent les dégâts — selon les sources — à un demi-million[39] ou à un million de francs[40].

#### 1929
Il y a 18 605 habitants le 18 août, 98 constructions nouvelles, le produit des jeux s'élève à 53 852 017 francs, on compte 123 hôtels et pensions avec 3 567 chambres. Il y a 1 313 électeurs et 926 abonnés au téléphone. Liquidation de la commission des chemins. Le Prince de Galles préside la semaine hippique des jeunes cavaliers anglais. La structure omnisports se scinde en deux : l'USTPP et les dissidents de l'Olympic touquettois (OT). Les deux équipes de football se rencontrent dans des derbys aussi acharnés qu'anachroniques. Le « Chat Bleu » s'installe à l'emplacement actuel. Inauguration du tir à l'arc avenue Joseph-Louis Sanguet. Achèvement d'un troisième terrain de Golf : 27 000 m3 de terre végétale sont amenés. On agrandit l'hôtel Bristol et le Grand-Hôtel. Le casino de la plage est démoli et reconstruit. Construction de l'hôtel Alexandra, à l'angle nord-est du boulevard Daloz et de l'avenue Saint-Louis, reconstruction du Normandy. L'hôtel Scampolo est inauguré. L'école, rue de Bruxelles est agrandie et la recette municipale est installée à l'ancien bureau de poste, rue de Londres. Le conseil municipal vote la création d'un aéroport. Construction d'un groupe de six logements pour le personnel municipal, rue de Montreuil.
- Le 7 février, lors d'une délibération du conseil municipal, il est demandé officiellement la création d'un aéroport[i 13].
- Le nouvel « Olympic Touquettois », soutenu par le maire Léon Soucaret, aux couleurs bleu et rouge, co-existe avec « la vieille USTPP » aux couleurs vert et blanc. Ils s'affrontent lors de derbys surréalistes en football[k 4]. De ce nouvel OT, la section cycliste devient une formation redoutée dans le département[k 18].
- Le 1er mars, nomination de M. Ravin commissaire de police.
- Le 26 mars, création de la société « La boule ferrée » de Quentovic.
- Le 30 mars, match de Hockey France-Angleterre au stade Stoneham, avenue François-Godin (anciennement chemin des Hautures)[5].
- Le 16 avril, pose de la première de l'hôtel de ville du Touquet-Paris-Plage par Léon Soucaret, maire de la ville, en présence de Léon Caron, premier adjoint, et des architectes Louis Debrouwer et Pierre Drobecq.
- Le 19 mai, Léon Soucaret est réélu maire[d 19].
- 12 août[e 12] : inauguration du Royal Picardy. Cet hôtel est le symbole des « années folles », surnommé par les Britanniques « the most beautiful hôtel in the world » : 9 étages, 40 m de haut, 500 chambres (toutes différentes, toutes avec salle de bains), 50 appartements de 5 à 10 pièces dont certains avec piscine, 120 salons, piscine de 25 mètres à eau traitée et chauffée, salle de culture physique, hammam, golf miniature, terrain de squash, téléphone dans toutes les chambres et salons, garage pour 100 voitures, parc de 6 hectares, 300 employés. Chaque grand appartement comporte une chambre de maître, un somptueux salon, une salle de bains - piscine, un office pour le service du repas dans la chambre même, une chambre de dame de compagnie ou de valet de chambre[a 6]. Toutes les pièces sont tendues de cretonne glacée. Le nom a été choisi en souvenir d'un fameux régiment de Louis XIV. La décoration des fresques par Jeanne Thil représentait les hauts faits de ce régiment[a 7]. La construction de cet énorme bâtiment a débuté le 20 novembre 1928, s'est interrompu deux fois (pour cause d'intempéries et de grève des ouvriers), et les cent premières chambres sont occupées dès l'été 1929 et l'ouverture complète sera réalisée dès avril 1930 ! Les deux architectes, Louis Debrouwer et Pierre Drobecq, à l'origine de ce gigantesque hôtel seront un an plus tard les architectes de l'hôtel de ville. L'établissement tombe en faillite dès 1931 à la suite de la crise de 1929. Très endommagé par des bombardements en 1943, le Royal Picardy est fermé définitivement en 1951, puis démoli en 1968 et à son emplacement est construit le lycée hôtelier dont les premiers élèves sont accueillis le 1er octobre 1972.

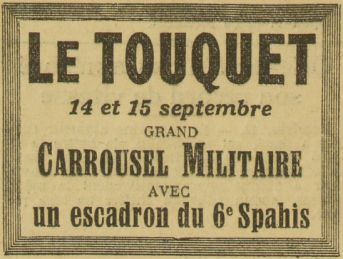
Annonce parue dans la presse pour le carrousel mené par un escadron de spahis les 14 et 15 septembre 1929.

- Le 14 et 15 septembre, carrousel de spahis à l'hippodrome.
- Le 22 septembre, fête de la mer à Étaples[5].
- Le 10 octobre, quelques amoureux de la mer se réunissent au syndicat d'initiative afin de créer une société de pêche en mer. « La Gaule Touquettoise » est née avec comme président M. Bienfait assisté de Jules Dachicourt, Fernand Buisset, MM. Falempin et Fournier. Le premier concours a lieu au mois d'août 1929. Le 24 mars 1932 l'assemblée générale renouvelle son comité, M. Dutour accède à la direction et M. Bienfait devient président d'honneur, le nombre de licenciés est de 78 ramené à 57 en 1934. Eugène Debune, assisté de MM. Levisse et Lagache, prend la présidence. Le 16 avril 1935 la société compte 170 licenciés et pour la première fois, la ville octroie une subvention. Après la Seconde Guerre mondiale Eugène Debune redonne vie à la société, se succèdent ensuite à la présidence, Albert Sergent (1966), François Duhautois (1972), Jean Gillet (1985), Bernard Thérier assure, jusqu'en 2004, le secrétariat[k 23].

#### 1930
Il y a 1 321 électeurs, 1 024 abonnés au téléphone, 61 constructions nouvelles et le produit des jeux s'élève à 41 803 061 francs. On agrandit l'hôtel Hermitage et on modernise et agrandit l'hôtel des Anglais avec 120 chambres nouvelles. On procède à la mise en place du réseau d'égout, le premier secteur est opérationnel le 1er mars et on inaugure, en présence du maire, l'usine des égouts, boulevard de la Canche. On construit l'hôtel de ville et on commence la construction de la piscine,,.
- En avril, match international de Hockey féminin, Galles-France et tournoi masculin, 2 équipes anglaises et la rasante de Bruxelles, sélection du nord A et B du RC Calais.
- Le 10 avril, réunion du jury d’expropriation des terrains pour la construction du marché couvert.
- Le 24 mai, arrivée du Prince de Galles, à l’hôtel du Golf, pour le week-end.
- Le 6 juin, approbation de l’avant projet d’aéroport à Villiers.
- En juin, congrès départemental de l’union nationale des combattants et fondation du moto-club du Touquet.
- En juillet, concours de sable pour adultes, avec jury d’enfants. Parmi les concurrents : Mme Béatrice Bretty, Kees van Dongen, Pierre Lazareff et Maurice Verne et cinéma parlant dans la salle du Moulin Rouge, rue Saint-Jean (actuel restaurant le Paris-Plage).
- En août, Louis Damarre, marin, surveillant de bains et patron du canot de sauvetage au Touquet-Paris-Plage, né à Étaples, est nommé chevalier de l'ordre national de la Légion d'honneur[41].
- Le 17 août, envol d’un ballon «  ville du Touquet », de 180 m3, au terrain du concours hippique.
- En septembre, le prince de Galles est le premier à utiliser le 3e et tout nouveau parcours de golf, encore interdit aux joueurs.
- Le 3 novembre, krach de la banque Adam, la mise en liquidation a lieu le 4 novembre[5],[d 19],[d 20].
- Parution de La Semaine au Touquet-Paris-Plage, programme des fêtes et sports, siège du journal : Le Touquet-Paris-Plage, période de parution : 1930 ?-1933 ?, format : 14 cm, année de publication non mentionnée[42].

#### 1931
Il y a 3 880 habitants, 1 279 électeurs, 1 038 abonnés au téléphone, 27 constructions nouvelles et le produit des jeux s'élève à 20 411 496 francs, on compte également 120 chômeurs. Achèvement du réseau d’égouts. Il existe déjà, au sein de l'harmonie municipale, une formation animée par J. Hagneré et A. Foucard, organiste de l'église, qui s'appelle la « Caddy Harmonie Jazz ». On procède à l'arasement de l’épave du Mérida, navire américain chargé de blé, échoué en baie de Canche, le 30 décembre 1918. Un film sur le Touquet est fait par la Gaumont.
- À Pâques, ouverture du troisième terrain de Golf, tracé dans les dunes, commandé au talentueux Harry Colt, et celle du nouveau club-house, signé par l'architecte Léon Hoyez[k 24].
- Le 13 mai, l'harmonie municipale se voit remettre un uniforme[k 14].
- 28 mai[e 15] : inauguration de la piscine d'eau de mer filtrée, stérilisée et réchauffée (André Bérard, architecte)[e 16]. C'est « la plus belle piscine d'Europe » (bassin de 200 yards (66,66 m) x 25 m, 500 cabines (dont certaines avec baignoire), gradins de 1 800 places, promenoir de 1 300 places, solarium, salle de repos, service médical de thalassothérapie avec massages, pédicures, deux restaurants, un bar, un tea-room…). Le plongeoir de Bérard est constitué de 4 tremplins de 1, 3, 5 et 10 mètres. La profondeur atteint 5 mètres en dessous des plongeoirs. Le bassin contient 2 744 m3 d'eau de mer prise au large, filtrée, stérilisée et réchauffée[a 8]. Le plongeoir est détruit par les allemands en octobre 1943, il sera remplacé en 1948 par un nouveau plongeoir réalisé par Louis Quételart, architecte. L'inauguration est faite par le sous-secrétaire d'État aux Travaux Publics, entouré de plusieurs centaines de médecins du monde entier, qui s'étaient réunis à Berck pour un congrès international de thalassothérapie.
- 27 juin[e 17] : dans le cadre des fêtes franco-britanniques, inauguration de l'hôtel de ville (voir dans le Dictionnaire des rues du Touquet-Paris-Plage pour plus d'informations). Grande manifestation consacrée à la fête de l'arbre.
- Les 1er août et 2 août, l’équipe de France de la Coupe Davis, Jacques Brugnon, André Merlin, Christian Boussus et Marcel Bernard, ainsi que Henri Cochet et Jean Borotra, Simonne Mathieu et Elizabeth Ryan, joue au Touquet-Paris-Plage.
- Le 7 août, incendie dans les combles du Royal Picardy.
- Le 22 août, grande fête patriotique et religieuse à l’occasion du 5e centenaire de Jeanne d’Arc.
- Le 6 septembre, les cosaques Djiguites sont au champ de courses.
- En octobre, décision de la création d’une cantine populaire.
- Le 15 décembre, transfert des bureaux de la mairie à l’hôtel de ville[d 20],[5].

#### 1932
Il y a 1 230 électeurs, 1 092 abonnés au téléphone, 11 constructions nouvelles et le produit des jeux s'élève à 9 081 724 francs, on compte 200 chômeurs. La ducasse a désormais lieu Place Quentovic. On tourne des scènes de deux films, « occupe toi d’Amélie » 1932 de Richard Weisbach et Marguerite Viel avec Jean Weber et Aimé Clariond et « une faible femme »1933 de Max de Vaucorbeil avec Meg Lemonnier, André Luguet et P. de Guingand. On rétablit les trains de plaisir par la compagnie des chemins de fer du Nord. On compte 1 366 atterrissages à Merlimont, la volonté de construire un aéroport au Touquet-Paris-Plage est de plus en plus forte. On procède à la démolition de la villa Saint-Jean, villa des débuts de Paris-Plage, angle boulevard de la Mer (Docteur Jules-Pouget aujourd'hui) et rue Saint-Jean.
- En avril, inauguration et mise en service du marché couvert, et fondation d'une société de trompes de chasse « Rallye Saint-Hubert ».
- En juin, démolition de la halle aux poissons, à côté de l’hôtel des postes.
- Le 5 juin, Mme Duboc fête le cinquantenaire de son arrivée à Paris-Plage.
- Le 25 juin, le conseil municipal crée le fonds municipal de chômage.
- Le 10 juillet, célébrations du 50e anniversaire de la station balnéaire, appelée « Arcachon du Nord[43] », « Paradis des Sports », « Jardin de la Manche », « Perle de la Côte d'Opale »[e 18].
- Édouard Champion offre sa collection d'œuvres d'artistes de l'école d'Étaples, pour fonder le musée des Beaux-Arts du Touquet-Paris-Plage installé dans les salles du troisième étage de l'Hôtel de ville et inauguré le 10 juillet[k 25].
- Du 15 au 19 juillet se déroule le congrès des écrivains de France[k 26].
- En août, un centre équestre est créé à l'angle des actuelles avenues du Général de Gaulle (anciennement en partie avenue des Anglais) et Louis Quételart[k 5]. Suzanne Lenglen est au tennis. Tournoi de polo au nœud Vincent.
- Le 20 août, gala de boxe à la Piscine.
- Le 21 août, fête des fleurs et fête des fleurs enfantines[d 20],[5].

#### 1933
Il y a 1 195 électeurs, 932 abonnés au téléphone, 11 constructions nouvelles et le produit des jeux s'élève à 14 330 131 F, on compte encore 80 chômeurs. On installe 600 lampes d’éclairage public. Le club de football accueille un jeune joueur, Lucien Leduc, qui deviendra professionnel et international, puis entraîneur. On inaugure les tribunes en ciment du club de tennis.
- Le 20 octobre, l'aéro-club du Touquet-Paris-Plage est constitué avec comme président Louis Charles Breguet et Gaston Sainsard comme secrétaire général[i 14].
- Le 17 juin, naissance du célèbre violoniste Christian Ferras[k 27].
- Le 18 juin, deux associations sportives, l'union sportive du Touquet-Paris-Plage (USTPP) et de l'Olympic Touquettois (OT), fusionnent pour former le « Touquet Athletic Club » (TAC). Le premier président est M. Raphaël. Les maillots sont blancs avec des parements verts, bleus et rouges[k 4].
- Du 22 juillet au 6 août se déroule un tournoi de polo au nœud Vincent.
- En septembre, Boussus et Borotra jouent le tournoi de tennis.
- Le 4 novembre, après délibération du conseil municipal, à la suite d'un vœu d'Édouard Lévêque auprès de la municipalité, il a été décidé de donner le nom de Picardie à une avenue[44].
- Le 3 décembre, ont lieu des élections complémentaires pour 6 membres.
- Le 22 décembre, mort du maire, Léon Soucaret[d 20],[d 21],[5].
- Parution de La Vérité du Touquet-Paris-Plage, journal de défense des intérêts généraux de la station, numérotation : 22 novembre 1933-3 décembre 1933, siège du journal : Le Touquet-Paris-Plage, imprimé à Montreuil, période de parution : 1933, format : 60 cm, fréquence de parution : semi-hebdomadaire, élection municipale complémentaire du 3 décembre 1933[45].

### Mandat de Jules Pouget (1934-1942)
janvier 1934-30 mai 1942

#### 1934
Il y a 1 171 électeurs, 915 abonnés au téléphone, 15 constructions nouvelles et le produit des jeux s'élève à 16 630 127 francs. Agrandissement de deux classes à l’école des filles. On surélève l’hôtel Métropole et on établit l’hôtel Terrasse Fleurie face à la gare du tramway. On lotit les terrains entre le boulevard de la Canche et le boulevard d’Artois. La commune fait l'acquisition du square des tennis (entre l'Hermitage et les tennis), et procède, à la pose de 3 km de bordures de trottoirs en ville, à la réfection de la rue de Paris et de l’avenue de l’Atlantique, à la terminaison des trottoirs gazonnés du boulevard Daloz et à l'aménagement du rond-point du Royal Picardy. On rétablit les drags avec meute,.
Sorte d’Eldorado balnéaire jusqu’à la crise de 1929, la station connut encore quelques heures de gloire, avec notamment les séjours de Ravel, à la villa La Floride., et l’établissement en 1934 du riche auteur britannique P. G. Wodehouse qui y vécut jusqu’à son arrestation par les Allemands en 1940. Il était propriétaire d'une des plus belles villas Low Wood (voir dans le dictionnaire des rues du Touquet-Paris-Plage pour plus d'informations).
- Le 28 janvier, le docteur Pouget est élu maire.
- Le projet de l'aéroport avance, le 30 juin le conseil municipal vote l'étude du projet prévoyant l'acquisition des terrains de la ferme du pré Catelan ainsi qu'une partie du champ de courses. Il en coûte 850 000 F. Il en coûtera le même prix pour le nivellement et la construction de l'aérogare sur les plans de Louis Quételart. Le projet devra être terminé en 1936[i 15].
- En avril, création du club philatélique.
- Le 3 avril, création du cercle nautique.
- À Pâques, on joue à la roulette au casino.
- Le 30 juin, le conseil municipal vote la création d'un aéroport à Trépied, hameau de Cucq.
- Le 7 juillet, 1re nocturne cycliste sur la digue[d 21],[5].
- le 1er octobre, L'abbé Gustave Deligny, curé de la paroisse, ouvre, rue de Moscou, l'école Saint-Michel, mieux équipée et plus spacieuse, mais toujours à classe unique. Faute d'enseignant après guerre, elle ne rouvre qu'en 1955[k 1].

#### 1935
Il y a 1 247 électeurs, 1 006 abonnés au téléphone, 13 constructions nouvelles et le produit des jeux s'élève à 14 414 387 francs dont 431 425 francs à Noël. Création de la première saison touristique de Noël, une affiche annonçant cet événement est créée par le peintre, d'origine touquettoise, Robert Rodrigue. On compte 180 chômeurs. Le Docteur Pouget est réélu maire le 19 mai. La commune fait l'acquisition du parc des Pins, du jardin public, du parc de l’avenue des Pyroles, de la raquette du Paradis-Thérèse et du parc d’Artois. On élargit à 30 m l’avenue François-Godin (anciennement chemin des Hautures). Acquisition, par la commune, de l’estacade Dachicourt et inauguration du club-house du cercle nautique, premières régates sur la Canche depuis 1914. On inaugure le square Édouard-Lévêque,,. Une caserne des pompiers est construite à l'endroit de l'actuel du centre des finances publiques, 164, rue Andreï-Sakharov.
- Le 2 février sur un vœu émis par la Société académique, le Conseil municipal décide de rendre hommage à l'accueil de réfugiés belges en donnant le nom de jardin d'Ypres à un des square les plus prestigieux de la station, le jardin public, le 30 juin, aura lieu son inauguration[k 28].
- À Pâques, congrès national annuel de l’union fédérale des anciens combattants.
- Le 19 avril, vote de la création d’une pépinière gazonnière à Trépied.
- Le 4 mai, cérémonie du jubilé d’argent du roi Georges V et de la Reine d’Angleterre, Mary de Teck, elle était appelée May par sa famille… d’où Mayville, projet de John Withley.
- Le 21 juillet, grand cortège mythologique.
- Le 11 août, Édouard Herriot est au Touquet-Paris-Plage, il n’y était pas venu depuis 40 ans.
- En septembre, renaissance du sport de l’aéroplage[d 21],[d 22],[5].
- Après une interruption de publication de 14 mois, le journal L'Avenir du Touquet-Paris-Plage reparaît sous le titre L'Avenir, journal du Touquet-Paris-Plage (d), numérotation : 28e année, no 1 février 1935 jusqu'au 12 mai 1940, siège du journal : Montreuil, période de parution : 1935-1940, format : 60 cm, fréquence de parution : hebdomadaire en saison, mensuel l'hiver[46].
- Parution de Le Journal du Touquet-Paris-Plage, numérotation : 21 avril 1935-25 août 1935, siège du journal : Le Touquet-Paris-Plage, période de parution : 1935, format : 53 × 38 cm, fréquence de parution : hebdomadaire puis bimensuel, élections municipales du 5 mai 1935[47].

#### 1936
On recense 3 560 habitants. Il y a 1 232 électeurs, 992 abonnés au téléphone, 12 constructions nouvelles et le produit des jeux s'élève à 14 569 057 francs dont 373 619 francs à Noël. Il y a plus de 300 élèves et seulement 6 classes à l’école des garçons. La compagnie du tramway remplace ses voitures par des autobus. On aménage l’ancien bureau de poste, de la rue de Londres, en perception. La commune procède : à l'établissement de trottoirs, Grande-Rue (aujourd'hui rue Jean-Monnet), rue de Metz, rue de Paris et boulevard de la Mer (Docteur Jules-Pouget aujourd'hui) ; à la construction du garde-corps le long du parc des Pins; à la réfection de la rue Saint-Jean et des rues perpendiculaires à la mer ; à l'élargissement et à l'aménagement de l’avenue du Verger et de la Place de l’Hermitage ; à l'établissement du parking Ridoux ; au gazonnement du parc des Pins ; à l'établissement du square, à l'angle nord-est de la rue Joseph-Duboc et de la rue de Moscou et à l'aménagement du grand dépôt de la voirie, boulevard de la Canche, et du petit dépôt de la voirie rue Joseph-Duboc,.
- L'événement le plus important de l'année 1936 est l'ouverture de l'aéroport :
  - La commune construit le terrain d’aviation du futur aéroport (piste, aérogare et hangar).
  - 3 jours de festivité sont prévus, les 3, 4 et 5 juillet.
  - Le 4 juillet 1936 : inauguration de l'aéroport. 231 avions amènent les 650 personnes invitées[e 15]. Un mémorable meeting aérien durera 3 jours, on y voit Peter Townsend, un banquet de 700 personnes est organisé au Royal Picardy. L'aérogare sera agrandie en 1959 sur les plans de l'architecte Louis Quételart. En 1965 se posera la première Caravelle.
  - Le 5 juillet 1936 : grand meeting d'acrobatie aérienne avec les champions de l'époque, Michel Détroyat, Jérôme Cavalli et la célèbre patrouille d'Étampes sur Morane-Saulnier MS.225[i 16]. on voit voler l'autogire de la Cierva piloté par M. Lépreux[i 17].
  - Le 16 juillet, le conseil municipal du Touquet-Paris-Plage demande la modification des limites territoriales pour incorporer l’aéroport au Touquet-Paris-Plage, celui-ci étant situé sur Trépied, hameau de Cucq[5].
  - Une seconde fête d'aviation est organisée le 15 août, animée par des descentes en parachute et l'arrivée de la coupe Charles Delesalle[i 16].
  - En prévision de la croissance, un deuxième hangar est construit pendant l'hiver 1936.
  - On compte pour l'année 1 700 avions et 4 600 passagers[i 16].
  - De 1936 à 1939, de nouvelles lignes régulières sont ouvertes avec Air France (Paris-Le Touquet-Londres), K.L.M. (Le Touquet-Amsterdam), et Imperial Airways (Le Touquet-Paris-Plage-Londres)[i 18].
- En juillet, ouverture du cinéma Rex rue St-Jean.
- Le 1er et le 2 août, festival Franco-Écossais.
- En décembre, distribution quotidienne de lait à tous les écoliers[d 22],[5].

#### 1937
Il y a 1 183 électeurs, 905 abonnés au téléphone, 10 constructions nouvelles et le produit des jeux s'élève à 25 906 678 francs. On construit les lavatories du parc des Pins et de la plage (face à la Grande-Rue (aujourd'hui rue Jean-Monnet)). On procède, au drainage du terrain de l’aéroport, à la réfection des routes du quartier Quentovic et du boulevard de la Canche. La commune fait l'acquisition du terrain Robard, face à la poste, rue de Metz. 0n joue à la roulette au casino.1re grande saison de polo. Le cercle nautique compte 51 bateaux,.
À l'aéroport, on a enregistré 3 478 appareils et 10 600 passagers à la grande satisfaction du commandant de l'aéropor Maurice Séneschal, chevalier de Légion d'honneur. Il reçoit la « coupe du bon accueil » de l'aéro-Club de France.
- Le 12 mai, fête du couronnement de Georges VI et d'Elizabeth Bowes-Lyon.
- Le 24 mai, La municipalité, fait l'acquisition d'un terrain de 3 ha 48 a et 82 ca destiné à la création de jardins ouvriers.
- En août, France-Angleterre de ping-pong, au casino de la Forêt[d 22],[5].

#### 1938
Il y a 1 165 électeurs, 957 abonnés au téléphone, 21 constructions nouvelles et le produit des jeux s'élève à 32 994 827 francs. On compte 4 000 habitants l'hiver, 30 000 en saison,. 2 000 villas possédant toutes eau, gaz, électricité, tout à l'égout, palaces, hôtels de toutes classes, pensions de famille, forment la plus coquette des villes s'étendant de la mer à la forêt. La municipalité procède à l'acquisition d'un nouveau terrain afin d'augmenter la sécurité de l'aéroport. Maurice Vernes, membre de la société académique du Touquet-Paris-Plage, baptise la station du nom « Jardin de la Manche ».
- À Pâques :
  - tournoi international de Hockey au Stade Stoneham, avenue François-Godin (anciennement chemin des Hautures).
  - acquisition par la commune, à la société générale, des terrains du concours hippique, du club hippique et des serres.
- En juillet :
  - acquisition, par la commune, du terrain du parc de la Canche et son boisement et du terrain Bernier, avenue Louis-Hubert pour réalisation d'un square.
  - le petit train électrique (photo du train) de l’exposition universelle de 1937 roule dans le Touquet-Paris-Plage[d 23],[5].
- Le 4 août, à l'aéroport, championnat du monde d'acrobaties aériennes avec l'extraordinaire capitaine Novak.
- Le 9 septembre, Miss Jean Batten, invitée par Mme Louis Blériot, se pose sur l'aéroport du Touquet-Paris-Plage[i 19].

#### 1939
Il y a 1 160 électeurs, 739 abonnés au téléphone, 52 constructions nouvelles et le produit des jeux s'élève à 24 896 293 francs. On compte, environ, 6 000 habitants en décembre. On construit un 2e hangar à l’aéroport. Il y a 650 points lumineux d’éclairage public,. L'école des filles comporte huit classes, celle des garçons neuf classes. Le sémaphore est surélevé et doté d'un téléphone public.
- En août, la compagnie 42/104 de l'armée de l'air française prend position sur l'aéroport du Touquet-Paris-Plage, un soldat nommé Charles Trenet fait partie des effectifs[i 20].
- Du 20 juillet au 15 août, grande saison de polo.
- Le 15 août, fête folklorique polonaise au tennis.
- Le 27 août, dernier spectacle au casino de la plage avec Pierre Dac et Jean Nohain dit Jaboune.
- Le 3 septembre 1939, déclaration de guerre de la France à l'Allemagne.
- Le 6 septembre 1939, mobilisation et réquisition des grands hôtels pour leur transformation en hôpitaux militaires. On peint de grandes croix rouges sur leurs toitures. On réquisitionne les chevaux.
- En octobre, création de cours du second degré. 450 élèves sont installés dans l’hôtel de ville. Après clôture, la place située entre l’hôtel de ville et l’église sert de cour de récréation.
- En novembre, parution du journal Les Échos du Touquet (d), journal pour les mobilisés[d 23],[5].

## Seconde Guerre mondiale

### Mandat de Jules Pouget (1934-1942) suite
janvier 1934-30 mai 1942

#### 1940
- Le 6 avril, le Squadron 615 du County of Surret de la  Royal Air Force (RAF) remplace la compagnie de l'armée de l'air française.
- Le 10 mai, la Luftwaffe bombarde l'aéroport et détruit les chasseurs Hurricane qui y sont stationnés. Ils reviennent bombarder la ville le 13 mai 1940.
- Du 15 au 20 mai, afflux de réfugiés et exode des Touquettois.
- Le 22 mai, l'armée allemande arrive au Touquet-Paris-Plage en fin de matinée, le 23 mai 1940 les officiers allemands prennent contact avec les services de l'hôtel de ville et début juin, c'est l'Ortskommandantur[Note 4] qui administre le Touquet-Paris-Plage.
- Le 25 mai, réquisition d’hôtels pour soins aux victimes civiles et réfugiés comme l'(hôtel Saint-Christophe, etc.)

300 Touquettois sont prisonniers de guerre. Les hôtels et villas sont réquisitionnés pour les cantonnements. Il n’y a plus de transport en commun entre Étaples et Le Touquet-Paris-Plage (jusqu’en 1945),.
- En juin, les caisses de la ville sont vides, un appel, pour prêts, est lancé au public.
- Toujours en juin, 40 000 soldats allemands sont au Touquet-Paris-Plage, en vue de l’invasion de l’Angleterre[d 23],[5].
- Le 12 juin, la RAF effectue des bombardements[i 20].
- Le 12 août, mise en service du nouveau pont de chemin de fer sur la Canche (construit en bois par les allemands)[d 23],[5].
- Le 5 septembre puis le 9, bombardement sur le golf.
- Le 8 septembre puis le 23, bombardement sur l'aéroport.
- Le 26 septembre bombardement sur la ville.
- Fin 1940 débutent les premières constructions de défense, casemates, bunkers, abris, cuves, tobrouks par l'organisation Todt.
- Début juin, l'escadrille « As de Pique » sous les ordres du commandant Mölders avec les pilotes Galland et Marseille s'installe à l'aéroport, elle est composée de Messerschmitt 109-E, ils s'installent à la villa Panjo[i 20].

#### 1941
- Albert Mayaud, par délibération du conseil municipal du 8 février 1941, est nommé professeur d'éducation physique pour les enfants des écoles résidents. Il peut ainsi exercer, en dehors de ses cours, ses périlleuses missions de renseignement pour le réseau Castille, ainsi que pour la mission belge de liaison Delbo-Phénix. Nombre d'anciens élèves se souviennent encore des exercices au pas sur la plage en chantant « Flotte, petit drapeau », sous l'œil de l'occupant[k 29].
- En juin, la Kommandantur permet aux civils l’accès de la plage et le bain de 16 h à 18 h entre la rue Saint-Amand et la Grande-Rue (aujourd'hui rue Jean-Monnet).
- Le 19 juin, installation du conseil municipal nommé par le préfet.
- Le 3 septembre, le conseil municipal vote un crédit pour paiement d’une amende aux allemands à cause des fils téléphoniques coupés[d 24],[5].
- La R.A.F. effectue plusieurs bombardements :
  - le 11 juin, sur la pointe de la Canche et Quentovic, plusieurs maisons sont détruites ;
  - le 13 octobre, sur la ville, par un bombardement de nuit ;
  - le 7 décembre, de nouveau sur l'aéroport ;
  - le 27 décembre, 50 bombes tombent sur le quartier Quentovic[i 20].

#### 1942
- Le 30 mai, grosse cannonade en mer et nombreux combats aériens (passage du détroit par les 2 croiseurs de guerre le Scharnhorst et le Gneisenau[d 24],[5].
- Le 30 mai 1942, le docteur Jules Pouget, maire du Touquet-Paris-Plage est arrêté avec 5 de ses collaborateurs, Sainsard, Sarda, Obert, Fourmanoir et Tuilier, incarcérés à la prison de Boulogne-sur-Mer[j 1].

### 1ermandat d'Armand Durand (1942)
2 juin 1942 - 28 septembre 1942

#### 1942
- Le 2 juin, le conseil désigne Armand Durand pour assumer les fonctions de maire. Les allemands, demandent la suppression du nom rue de Moscou, c’est lui qui la renomme rue de Cucq[5].
- Les 3 et 4 juin, débarquement d’un commando britannique à Dannes et Sainte-Cécile, à cette époque, les journaux parlent d'un débarquement au Touquet-Paris-Plage[j 2].
- Le 19 août, intense activité aérienne (débarquement de Dieppe).
- Le 8 septembre, arrestation de 24 Touquettois par la Gestapo et incarcérés à la forteresse de Huy, en Belgique.
- Le 22 septembre, le conseil décide de l’acquisition à Trépied de terrains pour agrandissement de la pépinière.
- 24 septembre, le boulevard de la Mer (Docteur Jules-Pouget aujourd'hui) déclaré zone interdite aux civils par les allemands[5],[d 24].

### Mandat de Jules Pentier (1942-1944)
29 septembre 1942 - 11 juin 1944
De 1940 à 1944, les Allemands occupent la ville, hôtels et villas sont pillés. En 1943, ils démolissent le prestigieux hôtel Atlantic au profit de l'organisation Todt afin d'en récupérer les matériaux qui sont envoyés en Allemagne par train. Sur chaque wagon, était inscrit « dons des français à leurs amis allemands ».
Les Allemands prennent comme cible d'artillerie le SSO Socotra Newcastle, navire échoué, côté sud de la plage, depuis 1915 et en réduisent considérablement le volume.

#### 1942

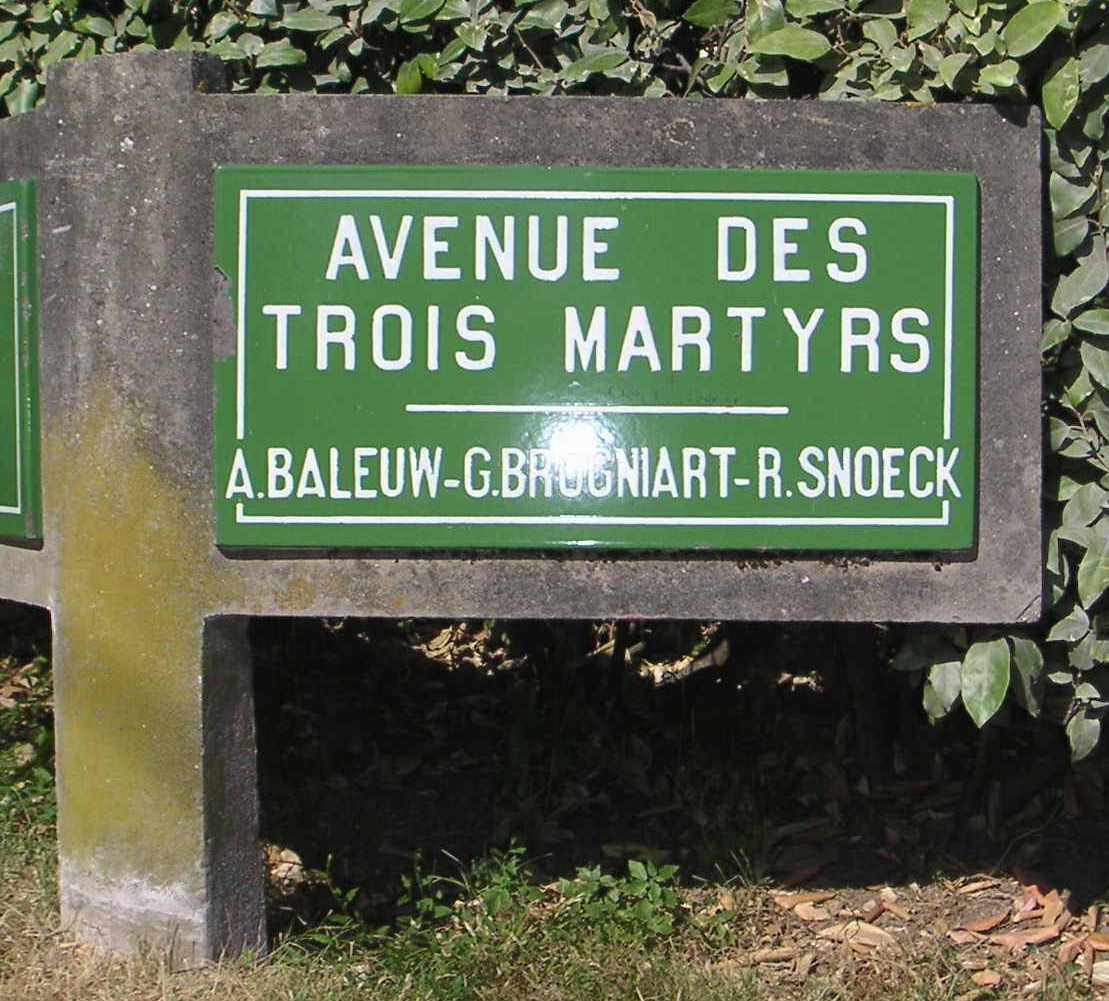

Le 29 septembre, Jules Pentier est nommé maire.
En décembre, la ration alimentaire est composée de 250 g de pain par jour, 1⁄4 de litre de lait, par jour, pour les enfants et les vieillards, 3⁄4 de litre de lait, par jour, pour les nourrissons, 180 g de viande par semaine, 10 kg de pommes de terre par mois, 3 litres de vin par mois, 675 g de sucre par mois, 250 g de beurre par mois.
Le 27 décembre, 8 Touquettois sont arrêtés pour avoir caché un aviateur canadien, 2 sont acquittés, 3 sont condamnés aux travaux forcés, M. Lagache et Mmes Duquesnoy et Illidge et Gaston Brogniart, Roger Snoeck et André Baleuw sont condamnés à mort et incarcérés au fort de Bondues (Nord),.
Le jeune secrétaire général de mairie de 37 ans, Fernand Holuigue, réussit, à partir de 1942, à éviter aux jeunes du Touquet-Paris-Plage, de 18 ans et plus, de partir au STO. La procédure, à mettre en place et qui est demandée par la Préfecture, consiste à convoquer les jeunes, de leur faire remplir des fiches et des questionnaires, après passage d'une visite médicale. Les dossiers complets doivent être transmis à la préfecture d'Arras, où le préfet délivre un récépissé sous forme de carte remise à chacun des jeunes, et sur présentation de laquelle leur seront remis les tickets de ravitaillement. Toute cette procédure devant déboucher sur une convocation afin de partir en Allemagne travailler dans le cadre du STO. Sauf que les documents n'arriveront jamais à la préfecture. Après plusieurs rappels, Fernand Holuigue reçoit la liste d'un inspecteur de la préfecture et, pour une deuxième fois, la procédure est relancée… mais, de nouveau, les dossiers n'arrivent pas à la préfecture… Cette fois, en 1943, c'est Paris qui dépêche un inspecteur au Touquet-Paris-Plage, les échanges sont vifs et menaçants des deux côtés, mais nous sommes en 1943, l'espoir a changé de camp, la guerre sera bientôt finie, et « L'on se retrouvera » dit-il à son interlocuteur lors du départ de celui-ci. Enfin, un commissaire de police est dépêché en mairie du Touquet-Paris-Plage, afin d'assister à la distribution des tickets de ravitaillement, et de nouveau, des échanges vifs et menaçants des deux côtés. Finalement, aucun jeune ne partit travailler en Allemagne. Fernand Holuigue, évitera de justesse, après dénonciation, l'arrestation et la déportation.

#### 1943
Construction du mur de l'Atlantique. Installation de l’école des cadres de sous-mariniers de Hambourg à l'hôtel Westminster et dans les villas du quartier. Il y a de nombreux et fréquents bombardements de l’aéroport et des combats aériens au-dessus du Touquet. On comptabilise 350 femmes de ménage, payées par l’État français, dans les cantonnements allemands,.
En avril, on construit des abris pour les enfants des écoles et on procède à l'étaiement de nombreuses caves,.
Le 20 juillet, Gaston Brogniart, Roger Snoeck et André Baleuw sont fusillés au fort de Bondues (Nord).
En octobre 1943, les allemands détruisent le plongeoir de la piscine.
Le 2 octobre, dans la soirée, une bombe explosive tombe rue Joseph Duboc, derrière la clinique, ainsi que des chapelets de bombes incendiaires (ligne allant des rues de Londres et d’Étaples jusqu’au cimetière). Mme Maillot est tuée. Nombreux blessés. 106 familles à reloger. La clinique est gravement endommagée.
En décembre, on procède à la dispersion du matériel des pompiers,.
Le 4 décembre 1943, Erwin Rommel arrive pour la première fois au Touquet pour inspecter le système de défense.
Le 22 décembre 1943, devant les risques encourus par les élèves regroupés en un seul endroit lors des bombardements, le maire, Jules Pentier, décide la répartition suivante :
- pour les garçons :
  - 3 classes dans la rue de Cucq (rue de Moscou aujourd'hui),
  - 1 classe dans le magasin Leroux, 42, rue de Paris,
  - 1 classe dans l'hôtel Balmoral,
  - 1 classe à l'hôtel de ville (salle de la justice de paix),
  - 1 classe à l'ancienne mairie 50, rue de Londres,
- pour les filles :
  - 3 classes dans le groupe de la rue de Londres,
  - 1 classe à l'hôtel de ville (salle des mariages),
  - 1 classe dans le magasin Verdier, 93-95, rue de Londres,
  - 1 classe à l'externat Saint-Michel, 140, rue de Cucq.

#### 1944
Le 16 janvier, l'accès des terrains entre le mur anti-tanks du boulevard de la Mer (Docteur Jules Pouget aujourd'hui) et la mer est interdit.
Le 18 janvier, deuxième inspection du Maréchal Rommel, il en effectuera quatre en tout, il passe la nuit au soldatenheim de la villa « Rosetiles » avenue des Troènes.
Le 5 février, début de l'évacuation des femmes, des personnes âgées et des enfants dans la Nièvre, village de Poil et dans d'autres départements.
Le 6 février débute la pose de mines qui dure jusqu'en juin, d'abord boulevard de la Mer et rue de Paris, et ensuite rue de Londres et dans toutes les rues perpendiculaires à la mer, puis dans les dunes, au sud de l'avenue de l'Atlantique.
Le 1er avril, face à la villa « La Forestière » avenue de l'Atlantique, Ernest Caloin et Robert Juilien sont blessés par un obus de DCA qui éclate sur la route.
Le 2 juin, bombardement sur tout le secteur Royal Picardy et Hermitage-Hôtel, l'hôtel des Anglais est détruit par un incendie, de nombreux soldats allemands sont tués, en particulier à la villa « Rosetiles ».
Le 3 juin, nouveau bombardement sur le secteur Royal Picardy et Hermitage-Hôtel, 4 civils tués et 32 soldats allemands.
Le 4 juin, bombardement meurtrier, des centaines de bombes tombent en chapelet, en pleine ville, dans les rues Saint-Jean, rue Saint-Louis et de la Paix, l'église est durement touchée, plus tard dans la journée nouveau bombardement sur le Golf. Bilan de la journée 38 civils tués dont la moitié de Touquettois, parmi ceux-ci, Léonce Becquelin, le cordonnier et conseiller municipal et Michel Crépin et sa femme Rachel Foubert, qui sont morts en fuyant le bombardement, en sautant sur une mine, dans les dunes proche du camping Stoneham de l'avenue François Godin.
Le 5 juin, bombardement du quartier nord.
Le 11 juin, nouveau bombardement dans le quadrilatère situé entre les rues Metz, de Moscou, de Montreuil et Dorothée. On compte 7 morts dont le maire Jules Pentier tué dans les bureaux de son entreprise, rue de Montreuil, il est enterré rapidement au cimetière par des Touquettois dont M. Muselet, gardien du cimetière et Robert Guiot, futur employé de mairie du Touquet-Paris-Plage. Jules Pentier est remplacé par Armand Durand, le doyen d'âge.
Au total, durant le mois de juin, il tombe 2 000 bombes et 49 civils sont tués. On compte 2 000 bâtiments de sinistrés.
Le 4 juin, il y a encore 1 300 habitants, il n'en reste plus que 350, le 9 juin.
Le 13 juin, repli des derniers habitants vers Montreuil-sur-Mer et ses environs, il ne reste, au Touquet-Paris-Plage, que 3 gendarmes et 2 gardiens de phare.
Le 28 juin, réunion du conseil municipal à Montreuil,.

### 2emandat d'Armand Durandjuin 1944-septembre 1944

#### 1944
Le 1er juillet, le nombre de villas réquisitionnés par l'armée allemande ou situées en zone interdite s'élève à 546.
Le 2 septembre, les Allemands font sauter les deux phares, le beffroi de l'hôtel de ville échappe à la destruction grâce à une astuce du gardien de phare qui fait croire aux allemands que des blessés se trouvent dans les sous-sols de la mairie.
Le 4 septembre, la commune est libérée par l'armée canadienne.
Le 6 septembre, envoi d’une circulaire à toutes les familles évacuées.
Fin septembre, première réunion du conseil municipal avec 7 personnes,.

## De la Libération de la commune jusqu'en 1999

### Mandats de Jules Pougetseptembre 1944-juillet 1963

#### 1944
Le 6 septembre, retour du maire, Jules Pouget, qui avait été expulsé avec une partie du conseil municipal pour avoir refusé de se soumettre aux ordres des autorités occupantes.
À partir d'octobre, on utilise la grande salle de l'hôtel de ville comme église.
En novembre, démarrage des travaux de déminage par la rue Saint-Jean.
Le 5 octobre, l'électricité est rétablie.
Le 25 octobre, l'eau est rétablie.
Le 13 novembre, Aimé Pecceu et Eugène Dessouliers, démineurs bénévoles, sont tués par l’explosion d’une mine, rue Saint-Jean, près de l’angle de la rue de Londres. Depuis une plaque commémorative a été posée à cet endroit,.
En décembre est créé un service local de déminage et de désobusage sous la responsabilité de René Béchu (une rue du Touquet-Paris-Plage porte son nom), 7 volontaires démineurs sont morts pour la France.
On recense 106 745 mines (38 620 en ville, 54 125 dans les dunes, le champ de course et l'aérodrome, 13 800 sous les maisons et 200 dans la piscine), ce qui fit du Touquet-Paris-Plage, la commune la plus minée de France.

#### 1945
La commune commence le déminage de l’agglomération principale et de la plage. Des démineurs sont tués : Pulido, le 22 juin, Parédès le 20 septembre, Didderich et Piris, le 4 octobre, 4 civils seront également victimes des mines. 13 Touquettois sont morts pour la France pendant la guerre. La rue de Moscou, dont les Allemands avaient fait changer le nom, elle s'appelait rue de Cucq, retrouve son nom en présence de prisonniers russes,.
Le 16 janvier, le gaz est rétabli.
En mars 1945, commence la destruction du mur de l'Atlantique, murs bétonnés qui obstruaient les accès des rues, à partir du boulevard de la Mer.
Les 29 avril et  13 mai, élections municipales, et le 20 mai, le docteur Jules Pouget est réélu maire,.
Le 1er juillet, 150 prisonniers de guerre allemands arrivent pour participer au déminage et à la reconstruction de la ville, ils s'installent dans les blockhaus de l'avenue François Godin, ils sont suivis d'un autre groupe de 150 le 16 juillet puis d'un troisième groupe de 100 en septembre. Ils quittent le Touquet-Paris-Plage en juin 1947. Sur les 400, 38 seront tués et 85 seront blessés lors du déminage, ils sont enterrés au cimetière militaire allemand, avenue de la Canche. En août 1948, les 238 corps qui s'y trouvent sont exhumés afin de les rassembler dans un autre cimetière.
En septembre, on replante le parc des Pins et le parc d’Artois.
Le 23 septembre, Jules Pouget est réélu conseiller général du canton,.
Le 15 octobre, le beffroi de l’hôtel de ville est utilisé comme phare.

#### 1946
Le déminage est terminé. On recense 3 296 habitants, 2 205 électeurs et électrices et 339 abonnés au téléphone, le produit des jeux s'élève à 13 459 370 francs,. L'organisation de secours des sapeurs pompiers devient centre principal de secours, l'effectif est porté à 60 hommes disposant de 11 véhicules. On dénombre, pour cette année 1946, 565 passagers et 161 atterrissages. Roger Sueur est nommé président de TAC football, il aura deux périodes à ce poste, 1946 à 1966 et de 1972 à 1982. Réouverture du cercle nautique. On établit l'avenue circulaire avec les prisonniers allemands,.
À Pâques, on compte 500 chambres dans les hôtels, l'hôtel Westminster, victime du bombardement, est rouvert avec 50 chambres.
Le 14 juillet, une partie de l’église Sainte-Jeanne-d’arc est utilisée à nouveau. On ré-inaugure l'aéroport, la piscine avec 50 cabines et un plongeoir provisoire, le golf avec 9 trous, le tennis avec 6 courts et le casino de la plage. 3 journées de course et de concours hippique sont organisées,,.
Le 1er août, le premier drag d'après guerre est organisé.
Le 29 septembre, l’aéroclub devient propriétaire d’un avion Stampe,.

#### 1947
Il y a 2 434 électeurs et électrices et 474 abonnés au téléphone. On enregistre 6 constructions nouvelles et le produit des jeux s'élève à 21 113 490 francs. On procède à la plantation d’oyats dans les dunes au sud de la commune. On enregistre à l’aéroport, 1 370 mouvements et 4 520 passagers. Temps magnifique pendant la saison, il y a de nombreux incendies de forêt. L'abbé Jean Bille est le vicaire de la paroisse de 1947 à 1961, il organise des colonies pour les enfants touquettois de 1955 à 1960, en France et en Suisse,,.
En juin, démarrage de la reconstruction du pont-route Le Touquet-Étaples qui avait été détruit par les Allemands le 4 septembre 1944.
Les 19 et 26 octobre, élections municipales qui voient la réélection de Jules Pouget.
En novembre, congrès du Réarmement moral au casino de la plage,.

#### 1948
Il y a 2 439 électeurs et électrices et 557 abonnés au téléphone. On enregistre 31 constructions nouvelles et le produit des jeux s'élève à 39 095 800 francs. Le prix de l'eau est de 14,96 francs le m3.
Le 21 janvier, un arrêté préfectoral rattache les terrains de l'aéroport au territoire de la commune.
Le 9 mai, le cargo anglais « bédale » s’échoue face à l’avenue de l’Atlantique mais peut repartir le lendemain.
En juillet, le conseil municipal décide la construction d’une nouvelle digue.
Le 1er juillet, réouverture de l'hôtel Bristol.
Le 6 juillet, atterrissage du premier hélicoptère (américain) à l’aéroport,.
Le 14 juillet, premiers atterrissage, en provenance de Lympne, d'un Bristol 170 de la compagnie Silver City Airways.
Le 7 août, inauguration d'un club-house au cercle nautique.
Le 26 octobre, un arrêté préfectoral approuve le plan d’aménagement et d’urbanisme de la commune.
Le 7 novembre, le maire, Jules Pouget, est élu sénateur,.
En décembre, un nouveau terrain de football est inauguré au centre sportif, avenue Joseph-Louis-Sanguet.

#### 1949
Il y a 2 428 électeurs et électrices, 598 abonnés au téléphone, 62 constructions nouvelles, le produit des jeux s'élève à 59 568 425 francs, le prix de l'eau est de 26,40 francs le m3 et l'essence est de nouveau en vente libre. Après la guerre, on refait les pelouses de la digue et on reconstruit le plongeoir de la piscine, sur les plans de l'architecte Louis Quételart. Le Royal Picardy est reconstruit partiellement, on réaménage 60 chambres. Flavio Cucco, venant de Monaco, transforme en restaurant une petite boîte de nuit, il propose des spaghettis et du foie gras. Rapidement, l'établissement s'agrandit et sa carte devient gastronomique. En 1968, le homard est proposé pour 32 francs, c'est dans ce restaurant situé à l'angle de l'avenue John-Whitley et de l'avenue du Verger, que Serge Gainsbourg fait ses débuts au piano. Naissance du Touquet-Athletic-Club (T.A.C.) Volley-ball sous l'impulsion de Paul Olombel. Maxence Van der Meersch achète, en 1949, une villa au Touquet-Paris-Plage, il l'appelle La Maison dans la dune, (rebaptisée Sandhill aujourd'hui), du nom de son premier ouvrage, elle est située à l'angle de l'avenue Maxence Van der Meersch et de l'allée des Chèvrefeuilles.
Les 12 et 13 mars, se déroule le congrès départemental des anciens prisonniers de guerre.
En avril, se déroule le congrès national des étudiants.
Le 13 avril, adjudication par la coopérative de reconstruction de la première tranche de travaux (casino de la Forêt, hôtel Westminster, hôtel Bristol et piscine).
Les 23 et 24 juillet, concours de la race chevaline boulonnaise à l’hippodrome.
Le 13 août, ouverture du pont rose d'Étaples après la destruction du précédent par les Allemands.

#### 1950
Il y a 2 485 électeurs et électrices, 628 abonnés au téléphone, 57 constructions nouvelles, le produit des jeux s'élève à 85 435 055 francs et le prix de l'eau est de 30,50 francs le m3,. On procède à la remise en état de la digue, dallage et nouveau garde-corps, à la reconstitution du jardin d'Ypres et à la reconstruction du lavatory de la plage, face à la Grande-Rue (aujourd'hui rue Jean-Monnet),. La villa Les Drags anciennement Bel Mesnil est achetée par le docteur Pierre Fouchet, chirurgien et son épouse Christiane Motte, afin de réaliser la clinique des Drags.
Les religieuses de l'école de la rue de la Paix, aidées de la paroisse, rachètent la villa Wood Side à la famille Hoppenot. Elle prend le nom d'école Jeanne d'Arc.
En mars, l'aéro-club bâtit son troisième hangar.
Le 24 juin, rallye aérien franco-britannique à l’occasion de l’inauguration du nouveau monument Douglas Haig à Montreuil-sur-Mer.
Le 1er juillet, réouverture du casino de la Forêt.
Le 6 août, inauguration du nouveau bar des tennis,.
Le 13 août, grande fantasia de spahis à l'hippodrome de la Canche.
Le 9 septembre, course d'avions Birmingham-Le Touquet,.

#### 1951
Il y a 2 561 électeurs et électrices, 77 constructions nouvelles, le produit des jeux s'élève à 110 341 430 francs, le prix de l'eau et du gaz sont, respectivement, de 32,20 francs et de 30,00 francs le m3. L'estacade du cercle nautique est reconstruite et on voit, de nouveau, des chars à voile,.
Le 14 janvier, Maxence Van der Meersch, soigné par le docteur Pierre Ferrier, meurt de la tuberculose dans sa villa La Maison dans la dune au Touquet-Paris-Plage. La commune lui rend hommage en donnant son nom au collège de la ville et à l'avenue où se trouvait sa villa.
Le 19 août, rétablissement de la fête des fleurs.
En septembre : mise en service du nouveau phare.

#### 1952
Il y a 2 549 électeurs et électrices, 663 abonnés au téléphone, 79 constructions nouvelles, le produit des jeux s'élève à 137 188 360 francs, le prix de l'eau est de 45,66 francs le m3,. Construction de, 18 logements avenue de Picardie destinés aux cadres de la commune, de la tribune au centre sportif, avenue Joseph-Louis-Sanguet et achèvement des trottoirs gazonnés du boulevard Daloz. Arrêt définitif de la fabrication du gaz, avenue des Phares au Touquet,. La commune vend 10 terrains situés avenue de Suffren, sur ces terrains sont construits des maisons pour la population permanente dans le cadre du « Groupe des Castors ». Construction de 13 logements par le bureau d’aide sociale (le foyer Quentovic),. Une entreprise obtient l'autorisation d'araser le SOCOTRA.
Le 12 juillet, c'est la première distribution des prix aux écoliers qui marque le retour à la normale, après la guerre.
Le 14 juillet, inauguration du terrain de camping Stoneham, avenue François Godin,.
Le 10 août, voit le retour des concours d'élégance automobile, arrêtés en 1938.
En septembre, 1er grand tournoi international de bridge au casino de la Forêt.
Le 25 octobre paraît le décret, au journal officiel, nommant chevalier dans l'ordre national de la Légion d'honneur, Armand Durand, adjoint au maire et maire pendant l’occupation,.

#### 1953
Il y a 2 487 électeurs et électrices, 693 abonnés au téléphone, 97 constructions nouvelles, le produit des jeux s'élève à 130 335 840 francs,. La ville cède le reste de terrains rue Ribot à la société d'H.L.M., qui réalise un programme de construction de maison pour la population permanente. L'orgue de l'église Sainte Jeanne d'Arc est restauré par Jean Decroix, facteur d'orgue à Marles-les-Mines. Exécution de la 1re partie de la nouvelle piste 07-25 (800 m) de l’aéroport. Installation du terrain de camping de la Canche,.
Pentecôte, premier tournoi international de hockey sur gazon.
Le 22 mai, mort à Paris de Fernand Recoussine, maire de la commune de 1912 à 1925,.

#### 1954
On recense 3 625 habitants. Il y a 2 482 électeurs et électrices, 758 abonnés au téléphone, 122 constructions nouvelles, le produit des jeux s'élève à 164 880 070 francs, le prix de l'eau est de 47,06 francs le m3. Construction dans le cadre du « Groupe des Castors » de logements par les sapeurs-pompiers. Création d'un golf miniature sur la digue (ladies putting club). Construction des égouts pluviaux boulevard d'Artois. Exposition de documents pour le 10e anniversaire de la libération. Reprise du casino de la Forêt par M. Abecassis. Exécution de la seconde partie de la nouvelle piste 07-25 de l’aéroport (de 800 m à 1 200 m), cela nécessite la création de l’avenue du Touquet,. Fin de la reconstruction de l'église (garnitures du maître-autel en fer forgé dues au maître Jean Lambert-Rucki) et consécration de l'église par Victor-Jean Perrin, l'annexe sera construite entre le 1er mars 1957 et le 1er juin 1958. Ouverture de la clinique Les Drags, avec un bloc opératoire et la possibilité d'accueillir vingt-six patients en hôtellerie, la maison du gardien a été agrandie et aménagée pour la résidence de la famille Fouchet et ses quatre enfants. Le tournoi de Pentecôte de hockey sur gazon élit domicile au Touquet-Paris-Plage.
Le 31 mai, inauguration du groupe de 18 logements, avenue de Picardie et inauguration du 1er groupe de logements pour personnes âgées (foyer Quentovic),.

#### 1955
Il y a 2 466 électeurs et électrices, 770 abonnés au téléphone, 121 constructions nouvelles, le produit des jeux s'élève à 203 974 990 francs. On modernise l’ éclairage public (fluor) avec 671 points lumineux. Réalisation des trottoirs gazonnés boulevard d'Artois. Construction de 9 abris en forêt,. On agrandit l’aérogare de l'aéroport,. On procède au lotissement des terrains au sud de l’avenue de l’Atlantique.
En avril, Jules Pouget est réélu conseiller général.
À Pâques, remise en exploitation du 9 trous au golf.
Le 14 juin, étape à l'aéroport du grand rallye aérien du cinquantenaire de la Fédération aéronautique internationale,.
Les 25 et 26 juin, le 11e congrès des déportés du travail se réunit au cinéma le Djinn, rue de Metz.
Le 14 juillet, hippisme, grand prix de gentlemen avec le prince Ali Khan et le colonel Peter Townsend.
Le 7 août, grand festival interallié au champ de courses de l'hippodrome.
Le13 décembre, mort d'Armand Durand qui fit fonction de maire, à deux reprises, entre 1942 et 1944,.

#### 1956
Il y a 2 576 électeurs et électrices, 869 abonnés au téléphone, 73 constructions nouvelles, le produit des jeux s'élève à 235 848 005 francs. Construction de 20 HLM dans le secteur de l'aéroport et de 20 autres au quartier quentovic. Transformation du Grand Hôtel en hôtel de la Mer. Construction d'une nouvelle serre. Établissement du jardin du phare. À la suite des bombardements pendant la guerre, démolition de l’hôtel des anglais. Surélévation de la tour de contrôle, à l’aéroport. Installation d'une statue intitulée « Femme nue », réalisée par le sculpteur Lucien Gibert, et d'un miroir d’eau, aux 18 magasins avenue du Verger. Éclairage public, 746 points lumineux,. Le « Blériot Club » est le premier club d'aéroplage créé en France et qui est à l'origine de la fédération française de char à voile. L'école publique voit s'ouvrir un cours complémentaire mixte. L'école Jeanne d'Arc, avec ses quatre classes, est confiée aux religieuses de la Sainte-Union.
Le 5 avril, le duc d'Edimbourg est à l'aéroport.
Le 6 mai, pose de la 1re pierre du centre des sapeurs pompiers,.
Le 17 mai, Bernard Chochoy, secrétaire d'État à la reconstruction et au logement, inaugure les motels de la « résidence du Golf » réalisés sur les plans de l'architecte Maurice Gridaine.
Le 17 mai, pose de la 1re pierre du 2e groupe de logements pour personnes âgées (foyer d’Artois),.
Le 18 mai, le service Flèche d'argent, ancien service de la SNCF, qui reliait Paris à Londres en combinant le train et l'avion, est inauguré.
Le 31 octobre, rachat du domaine du Touquet syndicate Limited par M. Bell : Vincent Stoneham, fils d'Allen Stoneham, cède le domaine du Golf à des promoteurs britanniques, les Bell.

#### 1957
Il y a 2 509 électeurs et électrices, 915 abonnés au téléphone, 96 constructions nouvelles, le produit des jeux s'élève à 252 863 450 francs. Le prix de l'eau est de 46,40 francs le m3.
Naissance des Échos du Touquet dont le directeur-gérant est Léonce Deprez et Jules Pouget le rédacteur en chef.
L'église Jeanne d'Arc est agrandie sur l'avenue de la Paix.
Plantations de pins dans les dunes, devant la digue Ridoux, aujourd'hui boulevard Thierry-Sabine.
À l'aéroport, on procède à l'allongement de la piste 14-32 (devenue 13-31 dans les années 2000).
Premiers trottoirs en tarmacadam rouge.
Élargissement et trottoirs gazonnés avenue de l’Atlantique.
Réfection de l’avenue du Château.
Inauguration, fin juin, du centre des sapeurs-pompiers, rue Joseph-Duboc.
Construction de 2 classes provisoires à l’école des garçons, par M. Leroy-Merlin, entrepreneur.
Les locaux de l'école Jeanne d'Arc, vite trop petits, suscitent un transfert dans la villa Wood Side avenue du Maréchal Foch. Les petits restent dans la garderie Sainte-Anne.

#### 1958
Il y a 2 752 électeurs et électrices, 989 abonnés au téléphone, 67 constructions nouvelles, le produit des jeux s'élève à 269 881 310 francs. Le prix de l'eau est de 50 francs le m3. Construction de l’établissement des bains-douches (ouvert en décembre), rue Joseph-Duboc et de la salle de gymnastique, rue de Moscou. Démolition de l’usine à gaz de l'avenue des Phares et de 9 blockhaus avenue François-Godin. Plantation d’un espace vert situé à l'angle sud-est de la rue de Metz et de la rue de Montreuil, aujourd'hui square Jules Pentier. Acquisition des terrains Ridoux, avenue Jean-Bart pour espace vert (6 100 000 F),. Depuis cette année, selon le projet de l'architecte anglais Trofimov, le « Touquet Syndicate Ltd » développe un nouveau plan général de lotissements, constitués de hameaux, desservis par des voies en impasse, en formes de raquettes. La ville construit, pour la population permanente âgée, avenue Jeanne-d'Arc, la résidence Jeanne d'Arc. Le service télégraphique du sémaphore est fermé. La commune, sous l'égide de Fernand Holuigue, secrétaire général de mairie et de Robert Obert, président du syndicat d'initiative, accueille les 33e championnats de France d'Échecs.
Le 28 juin, passage du tour de France cycliste.
Les 30 et 31 juillet, tournoi de tennis professionnel avec Ken Rosewall, Tony Trabert, Pancho Segura, Lew Hoad.
Le 21 août, décret de promotion de Jules Pouget au grade de commandeur dans l'ordre national de la Légion d'honneur.
Le 15 août, la commune accueille une étape du tour de France automobile,.

#### 1959
Il y a 2 734 électeurs et électrices, 975 abonnés au téléphone, 60 constructions nouvelles, le produit des jeux s'élève à 302 408 045 francs. la commune est 1re ex-aequo des villes de France fleuries. Envoi de 7 000 cartes postales en moyenne par jour pendant la saison. Début de la construction de la nouvelle digue (761 cabines et 1 200 places de parking) et construction de la nouvelle aérogare de l'aéroport. La piste 14-32 de l'aéroport est portée à 1 500 m. L’aéroport est classé 2e de France en unités trafic et on y accueille les premiers no-passport. Acquisition, par la commune, d’une partie des terrains du phare et M. Guilhem-Pacquet fait don de terrains à la commune contre mise en état des routes de son lotissement. Extension du terrain du camping Stoneham. Création d'un parking rue de Montreuil,. Naissance de la SATRT (société anonyme des transports routiers du Touquet) qui devient rapidement « Express Auto », cette société créée par J.H. Sainsard, RGJ Burrows et Cécil Judd dit Charly, a pour mission de transporter des véhicules neufs provenant d'Angleterre vers Paris, via l'aéroport du Touquet-Paris-Plage. On ajoute quatre nouvelles classes à l'école Jeanne d'Arc.
Le 22 mars, réélection, comme maire, du docteur Pouget.
Les 13 et 14 juin, 1er rallye automobile du Touquet-auto-moto (TAM),.
Le 24 septembre l'aéroport accueille le général de Gaulle en visite dans la région.
En décembre, la télévision au Touquet est captée depuis l’émetteur de Bouvigny-Boyeffles,.

#### 1960
Il y a 2 747 électeurs et électrices, 1 001 abonnés au téléphone, 10 constructions nouvelles, le produit des jeux s'élève à 3 344 316 nouveaux francs. Le prix de l'eau est de 50 nouveaux francs le m3. Établissement de l'avenue des Anglais. Achèvement du 1er tronçon de l’avenue Circulaire (aujourd'hui, avenue Louis-Quételart), entre les avenues François Godin et du Touquet. Établissement des trottoirs dans le quartier sud de l’avenue de l’Atlantique. Construction d’égouts-vannes dans le quartier Quentovic. L'éclairage public compte 1 175 points lumineux. Démolition de blockhaus avenue François Godin. Construction de la poissonnerie dans l'aile sud du marché couvert, de l’abattoir intercommunal d’Étaples et d'un préau à l’école des filles rue Saint-Georges. Création d'un 3e terrain de jeux au centre sportif, avenue Joseph-Louis-Sanguet. Acquisition et transformation de l’immeuble Sainte-Famille et acquisition d'un terrain à l'angle, sud-ouest, de la Grande-Rue (aujourd'hui rue Jean-Monnet) et de la rue de Metz pour un espace vert. Établissement d'un karting, par la famille Partouche, sur la nouvelle digue, côté nord,.
Le 15 juillet : inauguration de la nouvelle digue, dont les travaux avaient commencé en 1959, avec (1 200 places de stationnement et 761 cabines). Elle est large de 70 m et comporte 17 escaliers vers la plage, l'ouvrage est construit à 1,50 m en contrebas afin de préserver la visibilité des promeneurs et de rendre invisible les voitures.
Les 14 et 15 août, concours complet d’équitation,.
Le 23 novembre 1960, pour la « Flèche d'argent », la SNCF décide de relier l'aéroport du Touquet-Paris-Plage à la ligne Paris– Boulogne-sur-Mer – Calais.

#### 1961
Il y a 2 805 électeurs et électrices, 1 050 abonnés au téléphone, 107 constructions nouvelles et le produit des jeux s'élève à 2 504 063 nouveaux francs. L'éclairage public compte 1 235 points lumineux. On compte 36 000 voitures lors du week-end des 12 et 13 août.
On achève l’avenue Circulaire (aujourd'hui, avenue Louis-Quételart), entre l’avenue du Touquet et l’avenue du Château et on établit les trottoirs dans le quartier des phares et avenue de Dunkerque. Pose de 3 km d’égouts dans le quartier Quentovic.
Constitution de la société d’économie mixte de l’aéroport du Touquet (SEMAT) et allongement à 1 800 mètres de la piste 14-32 de l’aéroport.
Ouverture du parc de la Canche et du parc des Pyroles (reboisés en 1945),.
Construction, de la première résidence (premier immeuble) sur le boulevard de la Mer (Docteur Jules Pouget aujourd'hui), entre la rue Saint-Amand et la rue de la Paix, nommée « Dolce Vita » et comprenant 9 niveaux et 20 appartements, architecte Jacques Bouchardy et promoteur Philippe Faure, du 3e groupe de logements pour personnes âgées (17 logements) et de 2 lavatories aux extrémités de la nouvelle digue,.

#### 1962
La commune fête son cinquantenaire et, à l'hôtel de ville, à cette occasion, du 1er au 15 juillet, on expose des documents relatant l'histoire de la jeune commune, et du 20 juillet au 25 août, on y expose les peintures de l'école d'Étaples,.
On recense 4 064 habitants, 1 350 résidences principales et 2 455 résidences secondaires. Il y a 2 825 électeurs et électrices, 1 050 abonnés au téléphone, 171 constructions nouvelles et le produit des jeux s'élève à 2 230 968 nouveaux francs.
La commune, réalise la route en corniche, elle accueille une épreuve du rallye automobile du Touquet-Paris-Plage pendant plusieurs années, aujourd'hui uniquement piétonne et cyclable, elle améliore les installations du cercle nautique (parking, logements), acquiert et transforme l'hôtel Balmoral, elle procède à l'élargissement de l’avenue du Golf, entre les motels et l'avenue du Général-de-Gaulle, ainsi que de l'avenue Louis-Hubert et de l'avenue de Quentovic.
La commune acquiert le terrain Clarckarson, rue Dorothée, pour l'établissement d'un espace vert, aujourd'hui square Jules-Pentier, et un terrain à la dune-aux-loups et aux Mouettes pour création d'espace vert.
Construction, d'un logement de concierge et d’une station service à l’aéroport et de hangars, atelier, réfectoire, au grand dépôt de voirie, boulevard de la Canche. On lotit les secteurs de la Dune-aux-loups et des Mouettes,.
Émission d'un timbre représentant une vue aérienne, en plongée depuis le nord, et qui accorde une place de choix à la nouvelle digue. Cette image philatélique, gravée par Jean Pheulpin, est émise à l'occasion du cinquantenaire de la naissance administrative du Touquet-Paris-Plage.
Deux agriculteurs sortent de l'oubli une ancienne variété de pommes de terre qui deviendra en 1986 la Ratte du Touquet.
Les opérations de nivellement définitif du SOCOTRA ont lieu à marée basse.
Pendant l'été, Jean Dubuffet séjourne au Touquet-Paris-Plage, dans sa nouvelle villa-atelier Le Mirivis, allée des Chevreuils, dont la construction, commencée en 1961, s'est achevée en 1962, il y réalise, entre le 15 et le 25 juillet, une série de dessins au stylo bille rouge et bleu, qui accompagnés des noms et de textes dans un jargon imaginaire, deviendront un petit livre qui donnera son titre au cycle de L'Hourloupe (1962-1974). Durant l'été 1963, toujours au Touquet-Paris-Plage, il peint les grands Paysages du Pas-de-Calais, dont La route d'Étaples.
Du 19 au 24 août, le Blériot Club est champion d'Europe à Lytham St Annes en Angleterre,.

#### 1963
Il y a 2 808 électeurs et électrices, 132 constructions nouvelles et le produit des jeux s'élève à 1 823 978 nouveaux francs,.
Création, à l'initiative de Mme Houtmann, du « Comité des fêtes du Touquet » dont les statuts sont déposés à la sous-préfecture de Montreuil, Le président est Pierre Quételart et le secrétaire Philippe Bataille.
Sports :
- le golf comporte à nouveau 45 trous comme avant 1939. Construction de deux courts en MATECO au tennis ;
- la commune construit de nouveaux vestiaires au centre sportif, avenue Joseph-Louis-Sanguet et un petit bassin d’échouage au cercle nautique ;
- le TAC football monte en promotion d’honneur. La commune vend l’hôtel des postes à l’état pour un montant de 330 000 nouveaux francs[d 32],[5].

Acquisitions et travaux de la commune :
- acquisition d'un poste de radio émetteur récepteur pour les pompiers et la surveillance des bains ;
- création d'un 4e poste de surveillance des bains, au nord de la digue ;
- élargissement de l'avenue de l’Hippodrome et création d’un parking de 30 voitures le long du tennis ;
- agrandissement du groupe sanitaire no 1 au camping Stoneham, avenue François-Godin et création d'un 4e groupe sanitaire au camping de la Canche ;
- mise en souterrain des câbles électriques avenue de l’hippodrome et pose de 26 points lumineux ;
- acquisition du parc Blériot pour espace vert ;
- pose de 4 000 mètres de bordures de trottoirs quartier Quentovic (entre l'avenue de Villemessant et le boulevard Thierry-Sabine) ;
- plantation de 50 000 pieds d’oyats et de fascines le long de la route en Corniche. Réfection du square Charles-Bernier et plantations d’arbres et gazonnement de l’avenue de Quentovic ;
- achèvement du programme de plantation d’arbres devant la Digue Ridoux (aujourd'hui, boulevard Thierry-Sabine[d 32],[5].
- en janvier, démolition de la villa les Hirondelles (groupe scolaire filles)[d 32],[5] ;
- le 13 avril, grâce à Fernand Holuigue, le refondateur de la Société académique du Touquet-Paris-Plage, le public peut de nouveau visiter le musée municipal situé dans les salles du troisième étage de l'Hôtel de ville du Touquet-Paris-Plage[k 25] ;
- suspendu en septembre 1961, le service Flèche d'argent renaît le 26 mai 1963, date de l'inauguration de la ligne de chemin de fer aboutissant à l’aéroport, plus précisément à une aérogare dédiée (près du pont d'Étaples), et ce, jusqu’en 1971. À raison de deux relations quotidiennes, au lieu d'une jusqu'à présent, complétée en saison par une troisième facultative en milieu de journée[53] ;
- le 10 mai, inauguration des bâtiments de la voirie et des plantations par M. le sous-préfet ;
- le 30 juillet, décès à Parie de Jules Pouget, maire depuis 1934[d 32],[5].

### Mandat de Pierre Ferrierseptembre 1963-mai 1969

#### 1963(suite)
En novembre, début des constructions du groupe de 29 lots ILN, près de l’aéroport,.

#### 1964
Il y a 2 853 électeurs et électrices, 151 permis de construire et le produit des jeux s'élève à 1 844 995 francs,.
L'aéroport enregistre 25 122 mouvements d'avions, 183 251 passagers et 48 055 voitures.
- Sports
  - Jean Sainsard fait l'acquisition des tennis et réalise la modernisation des infrastructures du club, on lui doit l'agrandissement du club-house et la création de la piscine du tennis[k 3]. Création de trois courts en gazon au tennis.
  - nauguration d’une salle des jeunes et construction de hangars collectifs au Blériot-Club.
  - Patrice Quételard intègre de grands clubs de volley-ball et devient international[51].
  - Le 5 février, le « Touquet Échecs Club » (TEC) a pour président André Holuigue, Jean-Pierre Fontaine secrétaire, et Pierre Mille trésorier[k 42].

Travaux de la commune :
- création d'un square à l’angle sud-ouest de la Grande-Rue (aujourd'hui rue Jean-Monnet) et de la rue de Metz ;
- installation de trottoir au jardin d’Ypres et avenue de la Paix et construction de trottoirs avenue de Dunkerque. On procède à la réfection de la contre-allée de l’avenue du Château et de l’avenue du Golf. On trace une allée au parc de la Canche et on procède à son boisement ;
- plantation et clôture du parc de l’avenue Belle-Dune et de l’avenue Jean-Bart ;
- suppression du petit dépôt de voirie de la rue Joseph-Duboc et construction sur son emplacement du bureau des ponts et chaussées et d’un logement. Construction d'un groupe sanitaire avec logement au square Édouard-Lévêque à l'angle nord-est de la rue de Metz et de la rue de Bruxelles ;
- au printemps, on inaugure le nouveau temple protestant situé avenue du Touquet (aujourd'hui avenue du Général-de-Gaulle) ;
- construction de l'immeuble Arcadia angle sud-est du boulevard de la Mer (Docteur Jules-Pouget aujourd'hui) et de la rue Saint-Jean[d 33],[5].

#### 1965
Le 28 mars, Pierre Ferrier est élu maire et Léonce Deprez premier adjoint.
Il y a 2 986 électeurs et électrices, 128 permis de construire et le produit des jeux s'élève à 1 536 521 francs.
Atterrissage de la première caravelle à l'aéroport.
Travaux de la commune :
- mise en place de feux tricolores à l'intersection de l'avenue du Touquet (aujourd'hui avenue du Général-de-Gaulle) et l'avenue Circulaire (aujourd'hui avenue Louis Quételart) ;
- construction de quatre classes provisoires au collège d'enseignement général ;
- construction de 3 km d’allées pour piétons, le long des avenues du Touquet, Vincent (entre les avenues du Touquet et du Golf), avenue de l’Hippodrome (entre les tennis et l'avenue de Picardie (anciennement chemin de grande communication no 119) ;
- construction d'un nouveau bâtiment de quatre logements à la gendarmerie ;
- installation des égouts au camping de la Canche ;
- clôture et plantation du parc Louis Blériot ;
- construction d'un bureau au camping Stoneham. Plantation d’arbres boulevard d’Artois et avenue de la Dune-aux-loups[d 33],[5] ;
- le centre équestre régional est installé avenue de la Dune-aux-loups, en bordure de Canche[k 5].

Calendrier
- le 3 juin, inauguration de la piscine du tennis ;
- fin juin, achèvement des sept premiers logements du groupe de 29 ILN près de l’aéroport ;
- du 25 au 31 août, championnat d’Europe de chars à voile ;
- en juillet et août, sondage à l’estuaire de la Canche, par derrick, pour l'étude du projet de construction de barrage[d 33],[5].

#### 1966
Il y a 2 928 électeurs et électrices, 128 permis de construire et le produit des jeux s'élève à 1 265 766 francs.
Cette année voit la reprise, sous l'impulsion de Fernand Holuigue, de l’activité de la Société académique du Touquet-Paris-Plage qui était arrêtée depuis le début de la guerre.
L'État décide, à l’aéroport, de la construction d’un bloc technique (avec tour de contrôle) et de l'installation d'un système de guidage ILS,. La nouvelle aérogare est entièrement construite, les visiteurs payent pour accéder à l'immense terrasse qui surplombe et qui permet de voir les avions.
Travaux de la commune : la commune construit une classe supplémentaire provisoire à l’école maternelle et établit une allée piétons avenue du Golf, entre l'avenue Vincent et l'avenue du Touquet (aujourd'hui avenue du Général-de-Gaulle) ainsi qu'une allée piétons, avenue du Château entre l'avenue du Golf et l'aéroport.
Sports : la station accueille le championnat de France de chars à voile,.
Calendrier :
- le 9 avril, démarrage de l’opération week-ends relaxe, semaines toniques, nouveau concept de séjour à prix forfaitaires dont le but est l'étalement de la vie touristique sur l'année[d 34],[5] ;
- le 3 août, Pierre Cochereau, célèbre organiste de la cathédrale Notre-Dame de Paris, donne un étonnant récital, à l'église Sainte Jeanne d'Arc, improvisant même une symphonie en trois mouvements, ce qui est un tour de force sur un si modeste instrument[k 20] ;
- le 24 septembre, officialisation du premier jumelage du Touquet-Paris-Plage, et c'est avec une ville allemande, station de sports d'hiver, Winterberg, qui est située dans l'arrondissement du Haut-Sauerland[k 46] ;
- en novembre, un arrêté préfectoral déclare d’utilité publique l’acquisition du Royal Picardy par la commune du Touquet-Paris-Plage ;
- en novembre et décembre, nouveaux sondages en baie de Canche pour l’étude du projet de barrage[d 34],[5].

#### 1967
Il y a 3 000 électeurs et électrices, 141 constructions nouvelles et le produit des jeux s'élève à 1 560 877 francs.
Travaux de la commune :
- création d'un petit bassin au parc des Pins ;
- convention entre la ville et la société des grands établissements pour le champ de courses ;
- achèvement du bloc technique de l’aéroport ;
- essais de la maquette du futur barrage de la baie de Canche (projet port de plaisance) aux laboratoires des ponts et chaussées ;
- établissement d'un parc à caravanes au camping de la Canche ;
- illumination des massifs avenue du Verger ;
- construction d'une salle de sciences au CEG ;
- clôture du cercle nautique.

Calendrier :
- le 28 janvier, premier coup de pioche au chantier de construction de 29 HLM, chemin des Hénons (aujourd'hui avenue du Dix-huit juin)[d 34],[5] ;
- le 25 juin, la ville fait l'acquisition du Royal Picardy[e 5]. Forte explosion à l’usine des égouts ;
- le 16 mai, lors de la préparation d'un terrain pour une construction boulevard d'Artois, un démineur est tué par l'explosion d'une mine de la Seconde Guerre mondiale, sur ce même terrain, sept autres mines seront retrouvées ;
- le 12 juillet, installation de l’office municipal du tourisme ;
- en juin et juillet, déplacement partiel de la digue du champ de courses pour l’allongement à 2 000 m de la piste de l’aéroport, en septembre, début des travaux pour l’allongement de la piste[d 34],[5].

#### 1968
Il y a 3 018 électeurs et électrices, 160 constructions nouvelles et le produit des jeux s'élève à 1 685 621 francs,.
La chaine ITV tourne un film relatif au Royal Picardy avant sa destruction, intitulé « The most beautiful hôtel in the world », le film est diffusé sur ITV le 17 septembre. Les travaux de démolition sont terminés le 27 août et ses ruines sont ensuite utilisées pour remblayer le futur lotissement de « Mayvillage ».
Travaux de la commune :
- rectification du virage de la Nouette sur l’avenue François-Godin ;
- établissement d'une allée piétonne avenue de Picardie, entre l'avenue du Golf et l'aéroport et d’une allée piétonne avenue François Godin, entre le boulevard Daloz et le camping Stoneham ;
- plantation de pins avenue du Touquet (aujourd'hui avenue du Général-de-Gaulle) ;
- agrandissement des jardins ouvriers[d 34],[5] ;
- la société d'HLM construit la résidence Winterberg avenue du 18 juin[k 37].

Sports : sous l'impulsion de Léonce Deprez, premier adjoint, et de Richard Burrows, L'ACT (avenir cycliste touquettois) s'implante durablement présidé par Yves Cousin pendant vingt ans.
Calendrier :
- le 31 juillet, visite de la princesse Margaret et de son mari, lord Snowdon à l’occasion de l’inauguration de l’aéroglisseur à Boulogne-sur-Mer ;
- en septembre, démolition des dépendances de l’Hermitage et ouverture du chantier de transformation de l’Hermitage ;
- le 25 septembre, terminaison et inauguration du groupe d’HLM du chemin des Hénons (aujourd'hui avenue du Dix-huit juin) ;
- en octobre, ouverture du chantier de la salle omnisports au centre sportif, avenue Joseph-Louis-Sanguet ;
- en novembre, inauguration de six courts Mateco au tennis[d 34],[5].

#### 1969
Le maire, Pierre Ferrier, meurt le 5 mai 1969 à Puget-sur-Argens. Il est remplacé par Léonce Deprez élu maire le 4 juillet.
Le produit des jeux s'élève à 1 532 871 francs.
Le secrétaire d'état, Pierre Billecocq vient inaugurer le Palais des sports, avenue Joseph-Louis-Sanguet.
Les travaux de rénovation, à la suite des dommages de guerre, de l'hôtel Hermitage débutent.
La commune aménage un terrain de boules au square Édouard-Lévêque et commence les travaux d'extension du centre sportif. Elle loue pour vingt ans, la partie du casino de la forêt, hors salles de jeux, afin de réaliser la création d'un palais des congrès et permettre l'adhésion à « France Congrès ».

### Mandats de Léonce Deprez (1969-1995)
juillet 1969 - juin 1995
Au début des années 1970, une horloge, visible de la plage, est installée au sommet du sémaphore, et rendra bien des services aux estivants.

#### 1969 (suite)
- Le 10 octobre, inauguration du « Nouvel Hôtel », le Touquet-Paris-Plage dispose de 1 203 chambres dont 1 182 en hôtels classés[k 26].

#### 1970
Les nouvelles constructions totalisent, en résidences principales, 22 villas et 43 appartements HLM, et en résidence secondaires, 23 villas et 237 appartements.
La commune emploie 211 employés permanents et 71 saisonniers.
Le produit des jeux s'élève à 1 973 262 francs.
Évenements
- Création du syndicat intercommunal à vocation multiple.
- Premiers travaux d'aménagement de la zone résidentielle Mayville.
- Nouvelle tour de contrôle à l'aéroport.
- Début des travaux de la future cité éducative comprenant un lycée hôtelier et un collège d'enseignement secondaire sur les lieux de l'ancien Royal Picardy.
- Le secrétaire d'État à l'Éducation nationale Pierre Billecocq inaugure le Palais des congrès, baptisé palais de l'Europe.
- Madame la Maréchale Juin inaugure l'avenue du Garigliano.
- L'avenue du Touquet devient l'avenue du Général-de-Gaulle[d 35].
- Le « Touquet Syndicate Limited » lotit, allée des Champs-Élysées, huit nouvelles parcelles[k 41].
- Projet d'un barrage, qui ne voit pas le jour, à côté du Cercle Nautique du Touquet, avec route passant sur la barrage. Ce barrage a pour but, d'une part de créer un port de plaisance au Touquet-Paris-Plage et d'autre part d'alimenter en eau la région lilloise[k 21].
- Construction d'une « maison des associations » à la suite du lancement par le ministère de la Jeunesse et des Sports de l'opération « Mille clubs de jeunes », située à l'angle sud-est de la rue de Metz et la place Quentovic[k 47].

Calendrier
- Le 6 février le Touquet-Paris-Plage est admis comme treizième ville congrès de France avec effet au 1er janvier 1971[k 26].
- Le 21 mars, le casino de la Forêt rénové ouvre ses portes à la suite de l'allongement de la période des jeux[d 35].
- Du 11 au 14 juin l'assemblée nationale de la Table Ronde célèbre, avec 700 participants, au Touquet-Paris-Plage son XXe anniversaire[k 26].
- Le 17 octobre officialisation du jumelage avec Rixensart située, en Belgique, dans la province de Brabant[k 46].
- Le 25 octobre est organisée la cérémonie de retour à Winterberg du jumelage entre les deux villes[k 46].
- Le 24 décembre, décès de M. Guyot-Laligant[d 35].

Sports
- La Touquettoise Brigitte Boulay devient internationale de volley-ball et ensuite capitaine de l'équipe de France pendant plusieurs matchs[51].
- création du tournoi de Pentecôte de Volley-ball avec l'équipe de Rixensart[51].
- Création d'un stand de tir municipal à côté de l'hippodrome[d 35].

#### 1971
Réélection de Léonce Deprez et de sa liste d'unions.
Le ministre de l'Éducation nationale, Olivier Guichard, remet la croix de l'ordre national du Mérite à Léonce Deprez.
Les nouvelles constructions totalisent 37 villas et 298 appartements dont 48 appartements HLM.
Le produit des jeux s'élève à 1 297 308 francs.
Réalisations
- Pose de la 1re pierre de la 3e tranche des logements sociaux.
- Inauguration d'un groupe HLM, la résidence « Rixensart », 32 logements, allée des Tourterelles.
- Pose de la 1re pierre du manège olympique du centre équestre régional.
- Inauguration du lotissement Coopartois, avenue de la Dune-aux-loups, pour l'accession à la propriété[d 35].

Sports
- C'est sous l'impulsion du secrétaire général du T.A.C. Ferdi Petit, ancien sprinteur national et chef de la police de l'air à l'aéroport, que l'athlétisme se restructure. Le Touquet-Paris-Plage reçoit, pour des séances d'entrainement, des athlètes internationaux, Michel Bernard, Guy Drut et Jean-Pierre Dufresne[k 16].
- La commune accueille son premier match international de volley-ball entre la France et l'Allemagne fédérale[51].
- Une étape du tour de France cycliste est accueillie au Touquet-Paris-Plage, et c'est le premier transfert aérien de l'histoire du tour de France, le Touquet-Paris-Plage vers Orly[d 35].
- Le 9 juin, l'embranchement ferroviaire du Touquet-Paris-Plage pour la « Flèche d'Argent », après un prolongement de 1 300 m de rails, à travers les pistes de l'aéroport, et l’installation d’un passage à niveau en plein dans la D 940, arrive au pied même des avions, entre la tour de contrôle et l'aérogare principale[53].

#### 1972
Les nouvelles constructions totalisent 49 villas et 236 appartements.
Le produit des jeux s'élève à 884 915 francs.
Évenements
- 1er autorail à relier Paris à l'aéroport du Touquet-Paris-Plage.
- 1er weekend de la moto.
- Inauguration du lycée hôtelier et de la cité éducative, construction commencée en 1970, sur les plans de l'architecte Pierre-André Dufétel, par le délégué à l'aménagement du territoire Jérôme Monod. Les premiers internes du lycée hôtelier font leur rentrée.
- Inauguration de la résidence Maurice Chevalier pour les personnes âgées et de la résidence Margate pour la population locale, allée des Lauriers-Blancs, construits par la société de HLM[d 35].

Réalisations
- Le Touquet-Paris-Plage se dote d'un nouveau stade d'athlétisme, l'actuel Centre Sportif Ferdi Petit[k 16].
- Intégration dans le patrimoine communal du tennis (33 courts) et de sa piscine et sauna.
- La commune acquiert 9 hectares d'espaces forestiers au « Touquet Syndicate Limited »[d 35].

#### 1973
Les nouvelles constructions totalisent 47 villas et 167 appartements.
Le produit des jeux s'élève à 1 319 088 francs.
Évenements
- Tirage de la loterie nationale au Palais de l'Europe du casino de la Forêt.
- Inauguration de la résidence de la Canche (48 logements), boulevard de la Canche, pour la population locale[d 36].
- La ville rachète les tennis[k 3].
- Les activités hippiques sont regroupées au « Centre Equestre Régional » sous la direction de Daniel Lamour[k 5].
- La première pierre de l'institut de thalassothérapie du Touquet est posée le 11 septembre, par Aimé Paquet, secrétaire d'État auprès du ministre de l'aménagement du territoire, en présence des concepteurs, notamment Louison Bobet, Léonce Deprez et l'architecte Louis-Michel Quételard, fils de Louis Quételart[k 48].

Réalisations
- La commune acquiert 98 hectares et 80 centiares de zone boisée derrière la cité éducative (lycée hôtelier et CES)[d 36].

#### 1974
Les nouvelles constructions totalisent 41 villas et 257 appartements.
Le produit des jeux s'élève à 1 581 353 francs.
Évenements
- Pour le 10e anniversaire de la mort de Jules Pouget, ancien maire de la commune, son nom est donné au boulevard de la Mer qui devient le boulevard du Docteur Jules-Pouget.
- Institution, pour le stationnement, d'une zone bleue.
- Naissance du club Marcel-Pagnol pour les rencontres entre personnes âgées[d 36].

Réalisations
- L'institut de thalassothérapie du Touquet accueille les premiers curistes mi-juin[k 48].
- La ville acquiert, pour un franc symbolique, de la « Société des Grands Établissements », l'hippodrome, ses tribunes, ses installations et un terrain de 47 hectares[k 5].
- La municipalité décide d'affecter, à l'harmonie municipale, une salle exclusive pour les répétitions et les réunions[k 14].
- Réouverture du golf de la mer.
- Agrandissement du camping Stoneham.
- Création des tennis couverts et du club des 4 saisons[d 36].

#### 1975
On recense 5 593 habitants.
Les nouvelles constructions totalisent 36 villas et 70 appartements.
Le produit des jeux s'élève à 512 377 francs.
Évenements
- Le 16 février première édition de l'Enduro du Touquet créé par Thierry Sabine.
- Visite de Simone Veil, ministre de la Santé, pour l'inauguration de l'institut de thalassothérapie.
- Visite de Christian Bonnet, ministre de l'agriculture, pour la réalisation du centre équestre régional[d 36].
- le congrès annuel du Volley-ball se déroule au palais des sports[51].

Réalisations
- Aménagement paysager de la digue.
- Création d'un zone d'activités économiques.
- Création d'un centre social et construction d'une école maternelle[d 36].

#### 1976
Les nouvelles constructions totalisent 70 villas dont 47 coopartois et 737 appartements dont 34 HLM.
Le produit des jeux s'élève à 3 572 007 francs.
Évenements
- Visite de Michel Poniatowski, ministre de l'intérieur et de René Haby, ministre de l'Éducation nationale au lycée hôtelier.
- Le tour de France fait étape au Touquet-Paris-Plage.
- Inauguration du premier hameau de « Mayvillage », avenue François-Godin[d 37].
- Fin juin, les sœurs quittent le Touquet-Paris-Plage. L'école devient mixte sous la direction de M. Sueur, directeur de l'école Saint-Michel, qui amène ses élèves. L'école Saint-Michel a, aujourd'hui, laissé place à un immeuble[k 1].

Réalisations
- Achat de l'hôtel Bristol.
- Acquisition de 7 hectares avenue du Général-de-Gaulle, avenue des Anglais et avenue François-Godin.
- La commune fait l'acquisition de la villa Sunny Corner et crée le Centre Léonce Deprez, conformément au souhait de Mme Abecassis[d 37].
- Transformation du Normandy en casino des 4 saisons[e 20].
- La société d'HLM construit la résidence Epsom, avenue du Dix-huit juin (anciennement chemin des Hénons)[k 37].

#### 1977
Léonce Deprez est réélu maire.
Les nouvelles constructions totalisent 31 villas et 173 appartements.
Le produit des jeux s'élève à 3 606 385 francs.
- Inauguration de la nouvelle perception, rue de Moscou.
- La commune acquiert le domaine de la Dune aux Loups[d 37].
- L'institut de thalassothérapie du Touquet est complété par un Novotel de 104 chambres, agrandi de 45 chambres en 1991[k 48].

#### 1978
Les nouvelles constructions totalisent 33 villas et 63 appartements.
Le produit des jeux s'élève à 3 451 664 francs.
- Inauguration
  - de la zone d'activités économiques (ZAC) de l'aéroport par Jean-Pierre Fourcade, ministre de l’Économie et des Finances. La première entreprise s'installe en octobre.
  - du casino des quatre saisons[d 37].
  - de la nouvelle école maternelle. Elle est agrandie en 1978 pour accueillir six classes et, est divisée en deux écoles Blanche-Neige et Le Petit Poucet[k 1].
  - de la résidence HLM Epsom, avenue du Dix-huit juin, (34 logements) pour la population locale[d 37].
- Au lycée hôtelier, 420 élèves font leur rentrée[d 37].
- À la suite de la décision du ministère de la Marine de mettre en vente le sémaphore et son terrain, le Conseil municipal du mois de mai annonce la décision d'en faire l'acquisition[k 15].
- Avril, Isabelle Beaugez et Sylvie Lagneaux sont championnes de France cadettes avec l'équipe des Flandres de volley-ball, Sylvie Lagneaux devient internationale. Au club d'Asnières, elle rencontre Francis Druenne, futur président du TAC volley-ball, qu'elle épousera[51].
- le TAC football évolue en troisième division nationale (National aujourd'hui) entre 1978 et 1993 et même en championnat de France de football D2 (Ligue 2 aujourd'hui) en 1988-1989[k 8].

#### 1979
On recense 6 200 habitants.
Les nouvelles constructions totalisent 41 villas et 11 appartements.
Le produit des jeux s'élève à 4 176 339 francs.
- On compte 1 000 participants au 5e enduro des sables.
- 1er grand prix international de karting.
- 18e rallye international automobile.
- Dans le cadre de sa tournée des communes du Pas-de-Calais, Anne-Aymone Giscard d'Estaing visite le Touquet-Paris-Plage.
- 180 familles bénéficient de jardins ouvriers.
- Inauguration du square Jacques-Brel.
- On transfère le commissariat de police, de l'hôtel de ville au centre-ville, à l'angle nord-est de la rue de Londres et de la rue Charles-North.
- 4 courts de tennis 4 saisons en « matéco » sont construits.
- La commune acquiert :
  - une surface forestière non constructible, entre les lotissements appartenant au Touquet Syndicate Limited et le camping Stoneham, avenue François-Godin[d 38].
  - le sémaphore et son terrain, suivi d'une revente en 1981, il sera démoli et remplacé par la construction de la résidence Le Sémaphore avec une horloge à son sommet[k 15].
- Premier Salon du livre au Palais de l'Europe, à l'initiative des libraires régionaux[k 22].
- Début, au Touquet-Paris-Plage, du beach-volley, une forme de retour aux sources[51].

#### 1980
Les nouvelles constructions totalisent 17 villas et 201 appartements.
Le produit des jeux s'élève à 3 103 899 francs.
- La commune obtient une 3e fleur au concours des villes et villages fleuris.
- 2e rencontre des championnats d'Europe de speed sail.
- Parution du 1000e numéro du journal des Échos du Touquet.
- Inauguration du centre social et culturel, Place Quentovic, la Maison de Quentovic.
- La commune achète un terrain avenue du Dix-huit juin pour l'extension des serres municipales.
- Le centre équestre régional s'agrandit, réfection des boxes, aménagement du nouveau terrain de concours hippique et constructions de tribunes.
- Boisement et fixation des dunes.
- Réfection complète de la toiture du marché couvert.
- Modernisation des deux terrains de camping.
- Création de massifs floraux avenue François-Godin[d 38].
- Le 26 avril officialisation du jumelage avec Witney, ville anglaise située dans le comté d'Oxfordshire[k 46].
- Projet d'un port de plaisance, qui ne voit pas le jour, proche du cercle nautique du Touquet, dans l'ancien terrain de camping de la Canche[k 21].
- Le service « Flèche d'Argent » est définitivement supprimé le 28 septembre 1980[53].

#### 1981
Les nouvelles constructions totalisent 19 villas et 456 appartements.
Le produit des jeux s'élève à 3 585 630 francs.
Le maire Léonce Deprez est nommé chevalier de l'ordre national de la Légion d'honneur, au titre du Ministère de l'intérieur, médaille remise par Pierre Delmon, président des charbonnages de France.
Semaine du cinquantenaire de l'hôtel de ville.
- Inauguration :
  - de la nouvelle bibliothèque dans les anciens locaux du syndicat d'initiative de l'hôtel de ville, par Henri Gevrey, préfet du Pas-de-Calais, et remise des palmes académiques à Dany Meunier, responsable de la bibliothèque et secrétaire-adjoint de la mairie.
  - du parc internationale de la Canche.
  - de l'avenue du Maréchal-Leclerc-de-Hautecloque par Thérèse de Gargan, veuve du maréchal.
- Aménagement :
  - d'une digue promenade au-dessus de l'hôtel Ibis.
  - paysager du parking littoral sud et du palais de l'Europe.
- Acquisition par la commune de terrains à l'angle de l'avenue François-Godin et l'avenue Louis-Quételart.
- Création d'allées piétons boulevard de la Canche, avenue du Golf et avenue Louis-Quételart.
- Travaux de protection de la rive gauche de la Canche, à la hauteur du club-horse de la base nautique.
- Le président de la République Valéry Giscard d'Estaing passe à l'aéroport.
- Arrivée d'un aéroglisseur devant l'hôtel Thalamer et débarquement de camions en provenance d'Angleterre[d 39].
- Le 2 mai détournement sur l'aéroport du Touquet-Paris-Plage d'un boeing 737 Dublin-Londres d'Aer Lingus qui s'est bien terminé grâce au sang-froid du GIGN[i 26].
- Lors du cinquantenaire de l'hôtel de ville du Touquet-Paris-Plage, le « Centre Équestre Régional » devient « Parc International de la Canche »[k 5].
- L'institut de thalassothérapie du Touquet est complété par un hôtel Ibis de 91 chambres[k 48].
- Le TAC football accueille l'équipe de France de Michel Hidalgo avec Michel Platini en 1981[k 8].

#### 1982
On recense 5 600 habitants.
La moyenne de la fréquentation mensuelle de la station est de 25 000 et 50 000 aux semaines de plus grandes affluences.
De grands événements artistiques et une fête nocturne son et lumière commémore l'année 1982, année du nouveau siècle de la station, à cette occasion 10 000 arbres sont plantés.
- L'enduro attire plus de 200 000 personnes au cœur de l'hiver.
- François Guillaume préside, au Touquet-Paris-Plage, le congrès national des exploitants agricoles en présence d'Édith Cresson ministre de l'Agriculture.
- Inauguration
  - du club-house du parc international de la Canche.
  - de l'hôtel Ibis, à côté de l'hôtel Thalamer et de l'institut de thalassothérapie.
- Le Tac football accède à la 3e division nationale (National aujourd'hui).
- La commune réalise différents travaux :
  - modernisation du camping Stoneham qui dispose d'un centre d'accueil rénové et de l'eau chaude.
  - réalisation de deux nouveaux courts de tennis, ce qui porte le nombre à 39 courts.
  - création à la périphérie du Touquet d'une école de chasse, ouverte au ball-trap, dans un bois de cinq hectares.
  - réalisation de plusieurs kilomètres d'allées piétons.
  - aménagement de nouveaux bureaux à la gendarmerie.
  - modernisation des bureaux d'accueil et administratifs de l'hôtel de ville.
  - extension du musée de l'hôtel de ville dont les étages supérieurs deviennent centre de vie culturelle.
  - création d'une police à cheval au sein de la police communale[d 40].

#### 1983
- La clinique Les Drags passe à 40 lits[k 36].

#### 1985
- Inauguration de l'Aqualud, construit à l'emplacement de la piscine[e 20]
- La société d'HLM construit la résidence Marcel Pagnol, allée des Lauriers Blancs[k 37].
- Fondation du TAC Hockey sur gazon par le docteur Éric Château, ancien joueur du Lille Hockey Club[k 38].

#### 1986
- Jumelage avec la ville tunisienne Sidi Bou Saïd.
- 8 août 1986 : le Conseil municipal vote la création d'un port de plaisance sur les terrains du camping de la Canche, ce port devant être opérationnel en 1990[e 21].
- La clinique Les Drags passe à 60 lits[k 36].
- Le « Touquet échecs club » organise, dans la salle d'honneur de l'hôtel de ville, pendant les vacances scolaires de la Toussaint, l'Open international[k 42].
- Ouverture du cinéma « Les 3 As » rue de Londres[56].

#### 1987
- 1987 – 1992 : Rénovation complète du Palais des Congrès (Le Touquet-Paris-Plage est ville de congrès depuis 1970)[57].

#### 1988
- le TAC football évolue en championnat de France de football D2 (Ligue 2 aujourd'hui) pour la saison 1988-1989[k 8].

#### 1989
- La clinique Les Drags est vendue à un groupe d'investisseurs[k 36].
- Ouverture des deux premières salles d'exposition du musée municipal, dans les garages de la villa Way-Side avenue du Golf[k 25].
- L'ancien Premier ministre de Belgique Paul Vanden Boeynants est kidnappé et detenu dans la villa La brêche en forêt, à l’angle des avenues du Golf et de Longchamp, durant trente jours puis libéré contre une rançon[58].

#### 1990
- L'arrivée au Touquet-Paris-Plage de Jacques Garet est un atout pour le « Touquet Échecs Club », avec lui, le club comptera jusqu'à sept équipes dans les différents championnats régionaux et nationaux, pour atteindre le plus haut niveau français en 2010[k 42].
- Le TAC est dirigé par Christophe Deprez entre 1990 et 2011[k 8].
- Le 28 avril, inauguration de la « Maison des associations » par Lucile Bigot, conseillère générale et par Léonce Deprez, député maire de la commune[k 47].

#### 1991
- Le musée municipal, installé dans la villa Way-Side avenue du Golf, après travaux, est complètement opérationnel[k 25].
- Dernière année où se déroule la « fête des fleurs »[k 6].

#### 1992
- Jumelage avec la ville des États-Unis, Cary en Caroline du Nord.
- Le domaine du Golf est repris par le groupe familial « Open Golf Club », premier propriétaire français depuis 1903[k 24].
- Francis Druenne, ancien international de Volley-ball, devient entraineur de l'équipe du TAC Volley-ball puis son président[51].
- L'Open international d'Échecs s'installe au lycée hôtelier[k 42].

#### 1993
- La ville, qui représente la France au concours européen des villes et villages fleuris, se voit attribuer le premier prix avec médaille d'or, en présence de nos représentants touquettois, Mme Favre-Gilly, Guy Blais et Guy Grujon[k 49].

#### 1994
- Le 7 octobre, au parlement européen, la ville reçoit le diplôme européen accompagné du drapeau européen pour les 27 années d'échanges avec les villes jumelées[k 46].
- La société d'HLM construit la résidence « Ayrton Senna », 53 rue d'Étaples[k 37].
- Les animations tout au long de l'année font du Touquet la « Station des 4 saisons ».
- Mariage de l'ACT et du TAC cyclotourisme pour constituer le TAC cyclisme qui existe toujours en 2011[k 18].

### Mandat de Philippe Cotrel (1995-2001)
juin 1995 - mars 2001

#### 1995
- Jumelage avec la ville alsacienne Eckbolsheim.

#### 1996
- La municipalité offre une prime à tous les propriétaires désireux d'embellir les façades de leurs villas[e 22],[e 23]. La politique mise en œuvre par la municipalité et intitulée « Osons la couleur » a pour but de redonner de l'éclat aux gris des façades et de faire ressortir l'architecture typique des maisons touquettoises[e 8].
- Juin 1996 : inauguration des deux casinos, le « Casino des 4 saisons » et le « Casino du palais », tous les deux complètement remodelés.
- 6 juillet 1996 : première « promenade architecturale à vélo » organisée par la ville[e 6].
- La société d'HLM construit les résidences « Roi Baudouin », rue Saint-Amand, et « J.F. Kennedy », rue de Moscou[k 37].
- Ghislain Ficheux, alors président du TAC Triathlon, crée sur la plage un des premiers « Bike and Run » en France, une épreuve de VTT et de course à pied par binômes[k 50].

#### 1997
- 16 mars 1997 : inauguration de l'institut de thalassothérapie complètement rénovée[e 24].
- Le TAC hockey sur gazon reprend à son compte l'organisation du tournoi de Pentecôte[k 38].

#### 1998
- 3 juillet 1998 : ré-inauguration du palais de l'Europe, refait à neuf[e 25],[59].
- Novembre 1998 : inauguration de la nouvelle salle des sports.

#### 1999
- novembre 1999 : Pour sa politique « Osons la couleur », Le Touquet-Paris-Plage reçoit à Paris le trophée « Choisissez vos couleurs », décerné par l'Académie Nationale des Arts de la rue"[e 26].

## Depuis les années 2000

### Suite du mandat de Philippe Cotrel (1995-2001)

#### 2000
- édition d'un calendrier de l'an 2000, par la municipalité, reprenant des affiches réalisées par des artistes peintres, avant la Seconde Guerre mondiale, comme Pierre Commarmond, Robert Rodrigue, Hemjic, Hervé Baille etc. Les affiches proviennent de la Société académique du Touquet-Paris-Plage et les photographies, pour le calendrier, réalisées par Patrice Deparpe de la Société académique du Touquet-Paris-Plage.
- premier semestre 2000 : rénovation de « l’Aqualud », piscine à vague avec quelques toboggans dans une atmosphère tropicale et une eau à 30 °C.
- « 5 arbres pour l'an 3000 », plantations du 7 avril 2000. Ce projet de l'an 2000 conçu par Aline Lecœur, paysagiste, propose de rendre hommage aux arbres, patrimoine fédérateur de la ville. De façon symbolique, cinq arbres qui pourront vivre 1 000 ans ont été plantés. Ces arbres originaires des cinq continents incarnent l'entente entre les peuples, pour l'Afrique, le cèdre de l'Atlas (cèdres atlantica), pour l'Amérique, le pin des montagnes rocheuses (minus aristata), pour l'Asie, le Ginkgo biloba, pour l'Europe, l'if (Taxus Baccata) et enfin pour l'Océanie, le hêtre austral (nothofagus antartica). La plantation a été réalisée par les enfants et adolescents des cinq écoles du Touquet-Paris-Plage[k 51].

### Mandat de Léonce Deprez (2001-2008)
mars 2001 - mars 2008

#### 2001
- Fermeture définitive de la caserne des pompiers, rue Joseph Duboc (anciennement rue de la Lune), elle est remplacée par le « centre de secours de la baie de Canche », installé dans la zone industrielle d'Étaples et inauguré le 16 juin 2001[k 10].
- Karine Baillet lance le « Touquet Raid Pas-de-Calais », un des premiers raids nature du pays[k 50].

#### 2002
- La clinique Les drags  passe à 65 places[k 36].

#### 2003
- 4 février[60] : Le Touquet-Paris-Plage fait la une des médias à l'occasion du sommet franco-britannique qui réunit Jacques Chirac et Tony Blair.
- En juillet, Lancement du projet du nouvel espace « Nouveau siècle ». Le déclassement de la petite piste de l'aéroport, devenue non conforme aux règles de sécurité, en considération des villas du Touquet et du centre-ville d'Étaples et dont la modernisation ne pouvait être envisagée, permet la reconquête d'une superficie de 17 hectares de terrain au profit de la station. C'est un nouveau chapitre qui s'ouvre dans l'histoire du Touquet. Le terme « Nouveau siècle » a été choisi par la municipalité pour ce projet pour lequel près de 46 millions d'euros vont être investis (fonds publics non municipaux et fonds privés)[61].
- septembre 2003 - mai 2007 : rénovation du « cœur de ville »
- En décembre[62], la municipalité a voté une délibération en vue du déclassement de la petite piste de l'aéroport. La suppression de cette piste a pour but de libérer une très grande surface afin de créer un complexe hôtelier, un collège, des commerces…
- Labellisé « Musée de France » en 2003, le musée municipal, villa Way-Side, obtient la seizième place au classement national des musées de France organisé par Le Journal des Arts[63].

#### 2004
- Parution de Les Carnets de Miroir de l'art, directeur de publication Ludovic Duhamel, numérotation : no 1 (2004)-no 2 (2004), publication : Le Touquet-Paris-Plage (18, allée Georges-Brassens) : Auréoline édition, 2004, format : 24 cm[64].
- Parution de Miroir de l'art : les mille facettes de l'art d'aujourd'hui, directeur de publication Ludovic Duhamel, numérotation : no 1 (2004, février/avril)-no 6 (2005), publication : Le Touquet-Paris-Plage (18, allée Georges-Brassens) : Auréoline édition, 2004-2005, format : 30 cm, périodicité : trimestriel[65]

#### 2005
- La commune vend une partie d’une ancienne piste de l’aéroport, déclassée en 2005 par le maire, au promoteur Féridis[66].
- Inauguration au tennis d'une salle avec cinq courts couverts[k 3].
- Le musée célèbre Jean Dubuffet (1901-1985), en effet, le vingtième anniversaire de sa disparition a permis de rappeler qu'il est inhumé à Tubersent, près d'Étaples, ville natale de son épouse, appelée « Lili », Émilie Carlu, née le 23 novembre 1902 à Tubersent[67] et morte en 1988 à Cucq et, qu'a proximité immédiate du musée, il s'était fait construire une villa-atelier Le Mirivis allée des Chevreuils[k 52].
- La commune construit la base nautique sud.

#### 2006
- En février, l'Enduro du Touquet est rebaptisé Enduropale et ne présente plus qu'un parcours d'une quinzaine de kilomètres uniquement sur la plage afin de préserver les dunes.
- Le TAC Athlétisme, dirigé par Roger Grégoire « implose », naît alors le Touquet Opale Athlétisme (brièvement appelé ACTA), il est le seul club reconnu par la municipalité, Thierry Douriez et Valentin André défendent ses couleurs[k 16].
- Le TAC Hockey sur gazon est champion de France en Nationale 1[k 38].
- l'équipe féminine de volley-ball est montée en Nationale I pour la saison 2006-2007 et y est restée jusqu'au championnat de France de Nationale 1 de volley-ball féminin 2009-2010[51].

### Mandats de Daniel Fasquelle (2008-2017)
9 mars 2008 - juillet 2017
Création des Pianos folies, un grand festival de musique centré sur le piano, par Yvan Offroy.
La politique événementielle de la ville est recentrée autour du sport, de la culture, de la famille et de la gastronomie ; de nouvelles manifestations sont organisées.
Poursuite de la politique de végétalisation du front de mer, lancée durant le mandat de Philippe Cotrel ; et développement de dix kilomètres pistes cyclables.
Interventions pour le maintien des liaisons directes par trains Intercités avec Paris, pérennisées depuis novembre 2010, et le développement de TGV vers Lille.

#### 2008
- Lancement du projet du nouveau palais des congrès du casino de la Forêt dont l'inauguration est prévue en 2020.
- Le collège Maxence-Van-Der-Meersch est installé dans l'espace Nouveau siècle près de l'aéroport, inauguré le 2 septembre 2008, et a fait l'objet d'innovations technologiques depuis mi-2011 : notamment, toutes les salles d'enseignement sont équipées de vidéoprojecteurs et d'ordinateurs[k 1].
- Installation du nouvel orgue à l'église Sainte-Jeanne d'Arc, celui-ci est doté de 37 jeux répartis sur trois claviers et un pédalier, il est dû au facteur d'orgues, à Saint-Didier (Vaucluse), Pascal Quoirin. Il a été inauguré le 28 septembre 2008 par Olivier Latry, titulaire du grand orgue de Notre-Dame de Paris, depuis 1985 où il succéda à Pierre Cochereau. L'orgue a été béni, le même jour, par l'évêque d'Arras, Jean-Paul Jaeger[k 20].

#### 2009
- Juin : La ville remplace l'ensemble des horodateurs par un nouveau modèle, et décide d'en confier la gestion à une société privée, des employés municipaux étant soupçonnés de détournements de fonds lors de la collecte de l'argent des horodateurs[69].
- La route en corniche[70] est devenue exclusivement réservée aux piétons et aux cyclistes[k 53].

#### 2010
- L'harmonie municipale est devenue une association et s'appelle désormais l'« Harmonie Jazz Band » dont est issu le « Jazz Band »[k 14].
- Quatre courts de tennis en terre sont entièrement refaits en qualité Roland-Garros[k 3].
- Le 26 mars, le Conseil a délibéré pour engager les études urbaines préalables à la création d’une ZAC sur la place Quentovic[e 27].
- Juin : inauguration de la façade restaurée du Palais de l'Europe et démarrage d'un ambitieux programme de rénovation des trottoirs.
- En décembre, la gare d'Étaples - Le Touquet est desservie, après l'électrification de la section Boulogne-sur-Mer-Rang-du-Fliers, par le réseau TERGV via l'axe Paris-Lille-Calais-Boulogne-sur-Mer-Étaples-Rang-du-Fliers[k 54].
- Pour son cinquantenaire, le rallye du Touquet est la première manche du championnat de France, à la place du rallye Rhône-Charbonnières, avec un parcours de 569,5 km, dont 231,16 km d'épreuves chronométrées en trois étapes et 18 épreuves spéciales. Pour arriver à son cinquantenaire, il a fallu compter sur plusieurs générations, on peut citer Pierre Quételart puis Maurice Bonas, ensuite Francis Converset et enfin Philippe Flament, qui a amené le rallye de façon durable au plus haut niveau[k 55].

#### 2011
- En juillet, construction de 80 nouveaux boxes au centre équestre régional[k 5].
- En juillet, la bibliothèque communale quitte les locaux de la mairie pour venir s'installer au rez-de-chaussée de l'ancienne école Jean de la Fontaine, rue de Londres[k 22].

#### 2012
- Le Touquet-Paris-Plage est la base arrière équestre de l'équipe de France pour les jeux olympiques de Londres de 2012[k 5].
- La clinique Les Drags passe à 85 places. Elle est dirigée par Dominique Fouchet, fils de l'ancien chirurgien[k 36].
- Retour de la « fête des fleurs »[k 6].

#### 2013
- Le 14 octobre, le conseil municipal, réuni en séance, a tiré le bilan de sa concerta-tion et créé le dossier de ZAC Quentovic sur la place Quentovic[e 27].
- La commune s'engage dans le développement durable avec la mise en place de l'Agenda 21 comportant 21 actions concrètes à mettre en place[71].

#### 2015
- En février, l'équipe de l'émission de France 3 Thalassa effectue un tournage sur l'épave du Socotra, diffusion à la télévision en mars, avec les conseils de l'« historien local » de cette échouage en 1915, Bertrand Dupont[72].

#### 2016
- Été 2016, ouverture du Wakepark, bassin situé sur le parking sud de la digue permettant l'initiation au wakeboard. Jugé trop onéreux, l'installation ne rouvre pas en 2019[73].
- Première année de l'installation des cinq bars sur la plage, de la base Sud au Nord de l’Aqualud, cinq modules avec terrasse (O’Safran, Les Pirates, Waikiki, la Banane Bleue et le Sand), plus le bar Les Sports à la plage. En 2018, seule la Banane Bleue ne rouvre pas[74],[75].

#### 2017
- Inauguration de la tour Paris-Plage, pour les 105 ans de la commune, de l'artiste Alain Godon, sur la place du centenaire[76].
- Depuis le début de l’été, la commune met, à disposition des automobilistes, 4 bornes de recharge pour voitures électriques, deux sur le parking de l’aéroport et deux autres sur le parking Saint-Jean 3 (à droite de l’Aqualud)[77].

### Mandat de Lilyane Lussignol (2017-2020)
juillet 2017 - juin 2020

#### 2018
Le groupe Accor a investi 25 millions d’euros dans la rénovation complète du centre de thalassothérapie.
- En mars 2018, le groupe Accor commence, à l'aéroport, la construction de trois hôtels : un hôtel Mercure (4 étoiles), un Ibis style (3 étoiles) et un hôtel Tribe (4 étoiles) pour un total de 170 chambres. À cause de différents problèmes la construction est stoppée et ne reprend qu'en 2022[66].
- Le 26 mars, pose de la première pierre de la ZAC sur la place Quentovic[e 27].
- Le 11 juillet, le jury national du label "Villes et Villages Fleuris" rend un verdict favorable afin que le Touquet-Paris-Plage conserve sa 4e fleur que la ville la possède depuis 1992.
- Le 17 décembre, la ville a signé l’acte de vente du terrain sur lequel sera réalisée la maison médicale « Jean-Louis Capron » à l’angle des rues de Samer et Edmond-Bardol. Ce sera, à terme, une vingtaine de médecins, de professionnels de santé, de spécialistes que l’on pourra consulter en un même lieu. Cette maison médicale sera au cœur d’un béguinage de 51 logements en résidence, avec un parking en sous-sol de 89 places[e 29].

#### 2019
- Les élus ont découvert l’antre de la future ZAC Quentovic, située sur la place Quentovic. Avec ses sept bâtiments, ses commerces, ses 222 logements dont 89 en résidence seniors et son parking souterrain de 179 places, il s’agit du plus gros chantier logements au nord de Paris. Benjamin Collin, conducteur de travaux principal l’assure : « le planning prévisionnel est respecté et nous sommes confiants quant à la suite des tâches à réaliser ». Les premières cellules commerciales seront livrées en fin d’année, suivront les premiers logements privatifs et les autres cellules commerciales à la fin du premier trimestre 2020[e 30]. En juillet, les premiers bâ-timents hors d’eau hors d’air de la ZAC sur la place Quentovic[e 27].
- Réfection d'une deuxième partie des trottoirs du boulevard de la Mer (Docteur Jules Pouget aujourd'hui).
- Début du réaménagement de la place de l'Hermitage, la volonté de la Municipalité est de renforcer l’identité du Touquet-Paris-Plage jardin de la manche avec un réaménagement de cette place, du rond-point des sports vers l’avenue du Verger. Ces travaux se feront en deux tranches :
  - Place de l’Hermitage/rond-point/avenue de l’Hippodrome/allée des Tilleuls : du 4 mars au 5 juillet
  - Abords du palais/avenue Louis-Aboudaram/avenue Fernand-Recoussine : du 2 septembre au 20 décembre
- Le rond-point au niveau des Drags viendra renforcer l’accessibilité à la station : il n’y aura ainsi plus de feux tricolores avenue du Général de Gaulle.
- 800 000 € sont inscrits au budget pour poursuivre la rénovation de la voirie et des trottoirs. Ils vont concerner : la poursuite du boulevard Pouget vers l’Atlantique et vers le secteur Canche ; les trottoirs de la rue de la Paix et de la rue Saint-Louis (entre l’avenue Pouget et la rue de Metz) les parkings de la digue basse du front de mer seront quant à eux refaits et végétalisés.
- Le boulevard de la Canche va être aménagé pour la sécurité des cyclistes et des piétons[e 30].
- Le premier festival du roman policier « Polartifice » est né au Touquet-Paris-Plage, organisé par Isabelle Gosselin, responsable de la bibliothèque. Il a lieu les 13 et 14 juillet sur la plage, au niveau de la base Sud[e 31].
- En avril, à la suite de la mise en place de nouvelles dispositions de la CA2BM, la collecte, au porte-à-porte, du verre est arrêtée, 33 points d'apport volontaire sont mis en place dans toute la commune[78].

#### 2020
Le début de cette année est marqué par la pandémie de Covid-19 qui, pour une station essentiellement touristique comme le Touquet-Paris-Plage met à l'arrêt de nombreuses activités.
Livraison des premiers bâtiments de la ZAC sur la place Quentovic.
- Le 22 février, pose de la première pierre de la maison médicale qui ouvrira en 2022.
- Le 29 février, inauguration du Palais des congrès au casino de la Forêt, Place de l’Hermitage, réalisé sur les plans de l'architecte Jean-Michel Wilmotte, en présence du préfet du Pas-de-Calais, du président de la région Hauts-de-France et du député du Pas-de-Calais, et inauguration de big Birdie, de et en présence de l'artiste Alain Godon.
- Le 2 juin, mort de Jacques Noyer, Touquettois, Évêque émérite d'Amiens et ancien curé du Touquet-Paris-Plage.

### Mandat de Daniel Fasquelle (2020-en cours)
juin 2020 - en cours

#### 2020 (suite)
La commune installe 33 armoires techniques pour le déploiement de la fibre optique par la société 59-62. La fibre sera disponible pour la fin 2021.
- Rénovation de l'hôtel Westminster par l'architecte Bruno Borrione, l'hôtel fermé depuis le 1er décembre 2019, rouvre ses portes le 25 septembre 2020[79].
- Décisions du conseil municipal de septembre :
  - Création d'une police municipale avec entrée en fonction le 4 janvier 2021, située soit dans les locaux de la police nationale, qui déménagerait dans l'ancienne gendarmerie, soit dans l'ancienne gendarmerie.
  - le 5e bar de plage (et un espace de stockage qui faisait défaut) retrouvera son emplacement sur la plage à compter du 15 mars 2021. Pour rappel, ce bar « La Banane Bleue » a été suspendu pour non-respect du cahier des charges.
  - Renommage de voies, afin de rendre hommage à l'ancien maire Léonce Deprez, le boulevard de la Canche, ainsi que l'avenue Forbin prendront le nom de Boulevard Léonce Deprez. L'avenue de Berlin est renommée avenue Forbin.
  - proposition du maire d’attribuer au parvis de l’hôtel de ville le nom de l’ancien président de la République, Jacques Chirac. C’est sur ce parvis que Jacques Chirac a accueilli Tony Blair le 4 février 2003 lors du 25e sommet franco-britannique[80].
- Création du parking gratuit des quatre saisons avec 235 places de stationnement à l'arrière des terrains de sport et de la salle des 4 saisons[e 33].
- En décembre débutent les travaux de restauration de l'hôtel de ville, classé monument historique, qui commencent par le beffroi.
- En décembre, dans le cadre d'un programme de la région des Hauts-de-France, plantation dans la commune de 564 arbres au rond-point des Drags, au parking des quatre saisons et dans les avenues forestières Louis-Quételart, Picardie, Maxence-Van-der-Meersch et Joseph-Louis-Sanguet, du Général-de-Gaulle et la pinède d’Artois. Quinze variétés sont plantés dont des chênes verts, merisiers, liquidambars, aulnes, érables champêtres, platanes, ginkgos et châtaigniers[e 34].
- Début de la restauration de l'hôtel de ville, la première tranche commence par le beffroi[e 35].

#### 2021
L'entrée de la commune par l'avenue du Touquet (aujourd'hui avenue du Général-de-Gaulle) voit son éclairage renforcé, par une mise en lumière plus spectaculaire, et prolongé dans l'avenue. La rue Saint-Jean voit également le remplacement des lanternes à iodure métallique par un éclairage plus discret et moins énergivore.
La nouvelle place Quentovic, située rue de Metz, accueille ses premiers promeneurs.
Un nouveau plan de circulation est établi, pour le quartier Quentovic, avec mise en sens unique de toutes les voies, sauf les avenues Quentovic, Jean Bart et Thierry Sabine et les boulevards d’Artois et de la Canche. Cela permet de proposer 353 places de parking supplémentaires.
Réfection et réhaussement des bancs Quételart au jardin d'Ypres.
La résidence « Le Président » (200 mètres de long), situé à l'extrémité sud du boulevard du Docteur Jules-Pouget, construit dans les années 1970, subit une rénovation pour un coût d'environ 6 000 000 euros.
Avec la course d'orientation, la commune va mettre en place une nouvelle manière, plus sportive, de découvrir le patrimoine de la station. Ce parcours sera jalonné de 56 « balises sportives » (petits poteaux en bois).
La presse régionale annonce, en juillet, la naissance d'un complexe hôtelier, en lieu et place de l'Aqualud, pour une ouverture à l'horizon 2024. Le projet comporte un hôtel 5 étoiles de 130 chambres avec un restaurant gastronomique porté par le chef local doublement étoilé, Alexandre Gauthier, un restaurant bistronomique, un bar panoramique, une piscine et un espace bien-être, des boutiques et des parkings enterrés. Le plongeoir Louis Quételart est préservé.
Neuf ans après le slogan « Source de Lumières », la marque évolue, « Source de lumières » laisse place à « Nature & Élégance », nouvelle signature et nouvelle identité graphique pour Le Touquet-Paris-plage, le caddy, symbole de la station, est conservé.
- Janvier :
  - début des travaux de sécurisation à la pointe du Touquet, les chemins de promenade piétons et cyclables sont redessinés[e 40].
  - l'Enduropale est annulé en raison de la pandémie de Covid-19.
  - Le 4 janvier, entrée en fonction de la nouvelle police municipale avec un effectif de 9 personnes. Elle devrait s'installer dans l'ancienne gendarmerie, demande en cours auprès des services de l'État, en attendant, elle est installée provisoirement au no 74 de la rue Léon-Garet[83].
- 6 mai 2021, la commune reçoit le label « Ville à Vélo du Tour de France » avec deux vélos et la plaque, à l'entrée de la commune, a été révélée le 5 juin[e 41].
- 10 juin 2021, l'Hôtel Westminster obtient sa cinquième étoile, il devient ainsi le seul hôtel cinq étoiles de la Côte d'Opale[84].
- 10 et 11 juillet, première édition du festival « Touquether », festival solidaire dédié à l'autisme[85].
- 12 juillet, le conseil adopte la création d'un conseil municipal des jeunes[e 42].
- 3 au 5 novembre, la commune accueille les rencontres cinématographiques de l'ARP (société civile des auteurs-réalisateurs-producteurs)[86]

#### 2022

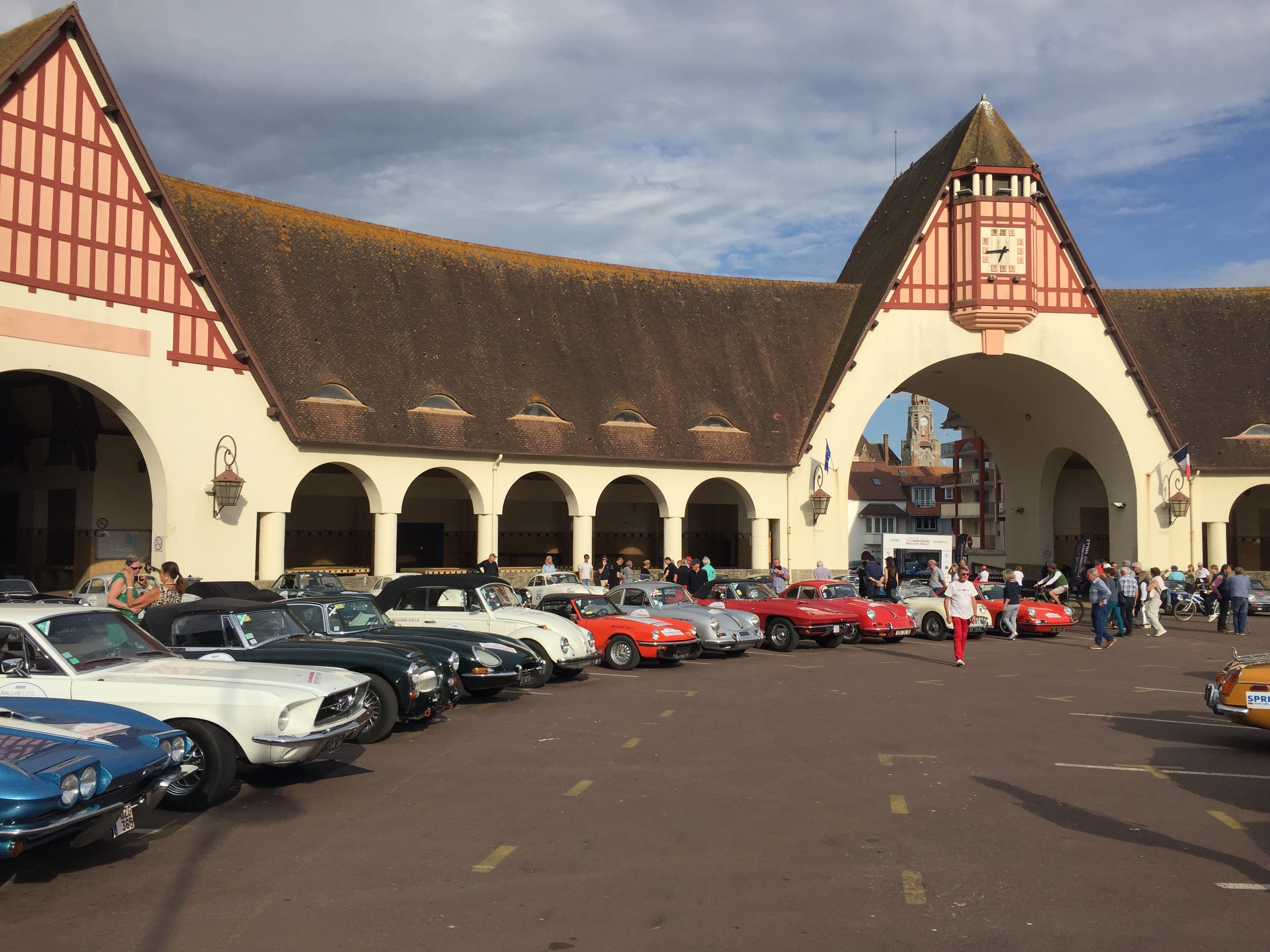
Le rallye des Princesses.

La commune fête ses 110 ans (1912-2022) avec des festivités qui se déroulent du 25 au 28 mars 2022. On peut assister, entre autres, à l'inauguration du carillon du beffroi, entièrement restauré, de l'hôtel de ville.
La commune se voit décerner le label « jardin remarquable » par le ministère de la Culture, pour ses neuf jardins et parcs publics,.
L’ouverture du complexe hôtelier, du groupe Accor, comprenant trois hôtels, situé dans le quartier de l’aéroport et commencé en 2018, est prévu avant l’été 2022.
Installation d'une grainothèque dans la médiathèque.
Aménagements routiers :
- Création d'un rond-point à l'angle des rues de Londres, d'Arras et de Quentovic ;
- Réaménagement du carrefour des avenues du Golf, de la Dune-aux-Loups, de Picardie et Joseph-Louis-Sanguet avec la création d'un rond point et d'une liaison douce pour les cyclistes ;
- Création d'une liaison entre le parc des Pins et le jardin d'Ypres.

Janvier :
- après plus d'un an de travaux, la restauration du beffroi de l'hôtel de ville est achevée, les cloches du carillon ont été refaites à neuf et les vitraux remplacés. Il s'agit de la première tranche des travaux, qui en comportent sept, et qui, à elle seule, coûte 3,5 millions euros pour un coût global de 7,2 millions euros. La durée des travaux restant est de quatre ans[91].
- La commune lance « les assises du front de mer », réunion de concertation avec la population sous forme d'atelier, sur l'avenir du front de mer, animée par le cabinet parisien Respublica spécialisé dans la concertation publique[92].
- L'Enduropale initialement prévue le 28, 29 et 30 janvier, est reportée, en raison de la pandémie de Covid-19, au 25 et 27 février.

Février :
- la 29e édition du « salon du vin au féminin » qui devait se dérouler début février, au palais des congrès, est reportée au 12 et 13 mars en raison de la pandémie de Covid-19[93].
- Le 14 février, le musée voit le retour du nom de son fondateur, dans son appellation, et se nomme désormais le musée du Touquet-Paris-Plage - Édouard Champion[94],[95].
- février 2022 voit la première édition du Winter Jazz Festival, avec, comme artistes, des grands noms du jazz : Michel Jonasz, Kimberose, Kurt Elling  et Ibrahim Maalouf[96].

Mars : Après délibération du conseil municipal, la place située devant le palais des congrès portera le nom de Joséphine Baker, l'artiste avait chanté dans le restaurant de la Forêt les 18 au 19 août 1934.
Avril :
- la police municipale voit ses effectifs passer de 9 à 15 policiers afin d'opérer des patrouilles nocturnes[98].
- La commune accueille, pour la première fois, du 30 avril au 2 mai, le festival Omnivore consacré à la cuisine contemporaine avec la présence de grands chefs cuisiniers[99].
- 20e édition du Touquet Raid Pas-de-Calais.
- En hommage à Pierre de Coubertin, qui inaugura le champ des sports en 1903, une plaque commémorative a été inaugurée, à l'entrée du centre tennistique, en présence de Diane de Navacelle de Coubertin, son arrière-arrière-petite-nièce[100].
- La commune accueille le « Salon de l’habitat et de la décoration » pour la 1re année. Il se déroule au palais des congrès et accueille 200 exposants[101].

Mai :
- Camiers, Étaples et Le Touquet créent l'« association de la baie de Canche » (ABC) dont le but est l'animation du site de la baie de Canche, comme : la mise en réseau des bases nautiques et de leurs activités, la gestion de la baie et du GR 120[102].
- Le 15 mai 2022, la commune accueille une étape de la 21e édition  du rallye des Princesses.
- Le 28 mai 2022, show aérien avec la patrouille des Red Arrows de la Royal Air Force[103].

Juillet : 
- En juillet et août, se déroule, chaque mercredi et samedi, le 15e festival des touts-petits qui leur propose des spectacles et des activités[104].
- Depuis le samedi 9 juillet 2022, à la suite d'une décision de la commune, il est interdit de fumer sur la plage[105].
- Les 13  et 14 juillet, se déroule la 3e édition de « Polartifice », le salon du roman policier[106].
- Le 15 juillet, un city-stade est inauguré, à l'« espace Canche », sur le boulevard de la Canche.
- Le 18 juillet, inauguration du réaménagement du parking Quentovic situé à l'angle sud-ouest du boulevard du Docteur-Jules-Pouget et de l'avenue de Quentovic[107].
- Le 19 juillet : 
  - record de température dans la station avec 39,7 °C, le précédent record datait de 2019 avec 39,3 °C[108].
  - un feu de forêt, proche de l’hôtel Holiday Inn, dans le secteur de l'avenue du Maréchal-Joffre, a été circonscrit par les sapeurs-pompiers d'Étaples[109].
- Le 20 juillet, retour de la 13e édition du festival des « mercredis du jazz » avec six concerts jusqu'au 24 août[110].

Août : Le Touquet Music Beach Festival (TMB) se déroule, sur deux soirées, les 26 et 27 août, à côté du parc équestre, sur le bord de la Canche, où il attire 13 000 spectateurs la première soirée et 20 000 la deuxième soirée,.
Septembre : 
- Les 24 et 25 septembre, la commune accueille le T24 ou « T24 Xtrem Triathlon », une épreuve de triathlon d'une durée de 24 heures[113].
- C'est en septembre que se déroulent, pour la première année, les épreuves d'attelages au centre équestre[114].

Octobre : Du vendredi 28 au dimanche 30, le salon SO Brut, dédié au champagne, au vin et à la gastronomie, se déroule au palais des congrès.
Novembre : 
- lundi 7 novembre la commune signe une convention avec le Conservatoire d'espaces naturels (CEN), représenté par Christophe Lépine, son président, convention dont les objectifs sont : protéger, gérer, valoriser, mieux connaître et accompagner les équipes dans la préservation des espaces remarquables de la commune[116].

Décembre :
- Inauguration de l'aménagement de l'avenue de la Paix et de la nouvelle liaison reliant l’avenue Saint-Louis et l’avenue Raymond-Lens à l’avenue de la Paix ainsi qu’un nouveau cheminement piétonnier reliant le jardin d’Ypres avec le parc des Pins[117].

- Installation de quatorze nouvelles bornes électriques[117].
- Début décembre se déroule, au palais des congrès, le premier salon « WeTech Côte d’Opale » organisé autour du numérique, de la transformation digitale et des filières d’avenir du secteur[118].

- Mercredi 7 décembre 2022, au niveau de la plage Nord, une opération de déminage est menée par des plongeurs démineurs de la Marine nationale. Quatre blocs défense, contenant des obus de calibre 274 mm de l’armée française réutilisés par les Allemands pour fabriquer des défenses contre des péniches de débarquement, ont donné lieu à une très grosse explosion. Une partie de la commune a été confinée durant cette opération[119].

#### 2023
En ce début d'année, la commune procède à différents travaux : réaménagement de l'accès au centre Léonce-Deprez, notamment pour les personnes à mobilité réduite et mise en lumière du centre ; aménagement d'un parking de 75 places et d'un stationnement pour les bus des sportifs devant la salle Paul-Olombel ; au centre tennistique Pierre de Coubertin, les deux terrains de padels sont terminés ; au palais des congrès, établissement d'une terrasse à l’arrière du palais au niveau du salon rouge ; à la maison médicale, aménagement d'un parking de douze places.
La première phase concernant la restauration du beffroi de l'hôtel de ville s'est achevée en 2022, suivie des tranches deux et trois. Les tranches quatre et cinq, la toiture et la façade est, débutent à l'été 2023 et doivent s'achever au printemps 2024.
Travaux de rénovation :
- réfection des bordures de trottoirs et pose de nouvelles grilles d’arbres au niveau des rues de Metz, Londres et Paris, entre les rues Saint-Louis et Bruxelles ;
- réfection partielle des allées piétonnes des avenues de Picardie, François-Godin et du Général-de-Gaulle ;
- mise en place de plateaux surélevés en remplacement des « tartes » (rond-point) sur l’avenue Jean-Bart et l’avenue du Château[122].

Présentation au touquettois, par la municipalité, des grands axes de réflexion du schéma général d’aménagement du front de mer. L'échéance de cette concertation est fixée printemps 2024 avec l'adoption par le conseil municipal.
L’aéroport du Touquet-Côte d'Opale, géré depuis 1961 par la société d'économie mixte de l'aéroport du Touquet (SEMAT), à la fois publique et privée, passe en fonctionnement sous régie municipale. L'aéroport, à la suite de la mort de la reine Élisabeth II et à la demande de la municipalité d'ajouter le nom de la reine au nom de l'aéroport, le roi Charles III ayant donné son accord, doit prendre le nom d'« aéroport international Le Touquet Élisabeth II ».

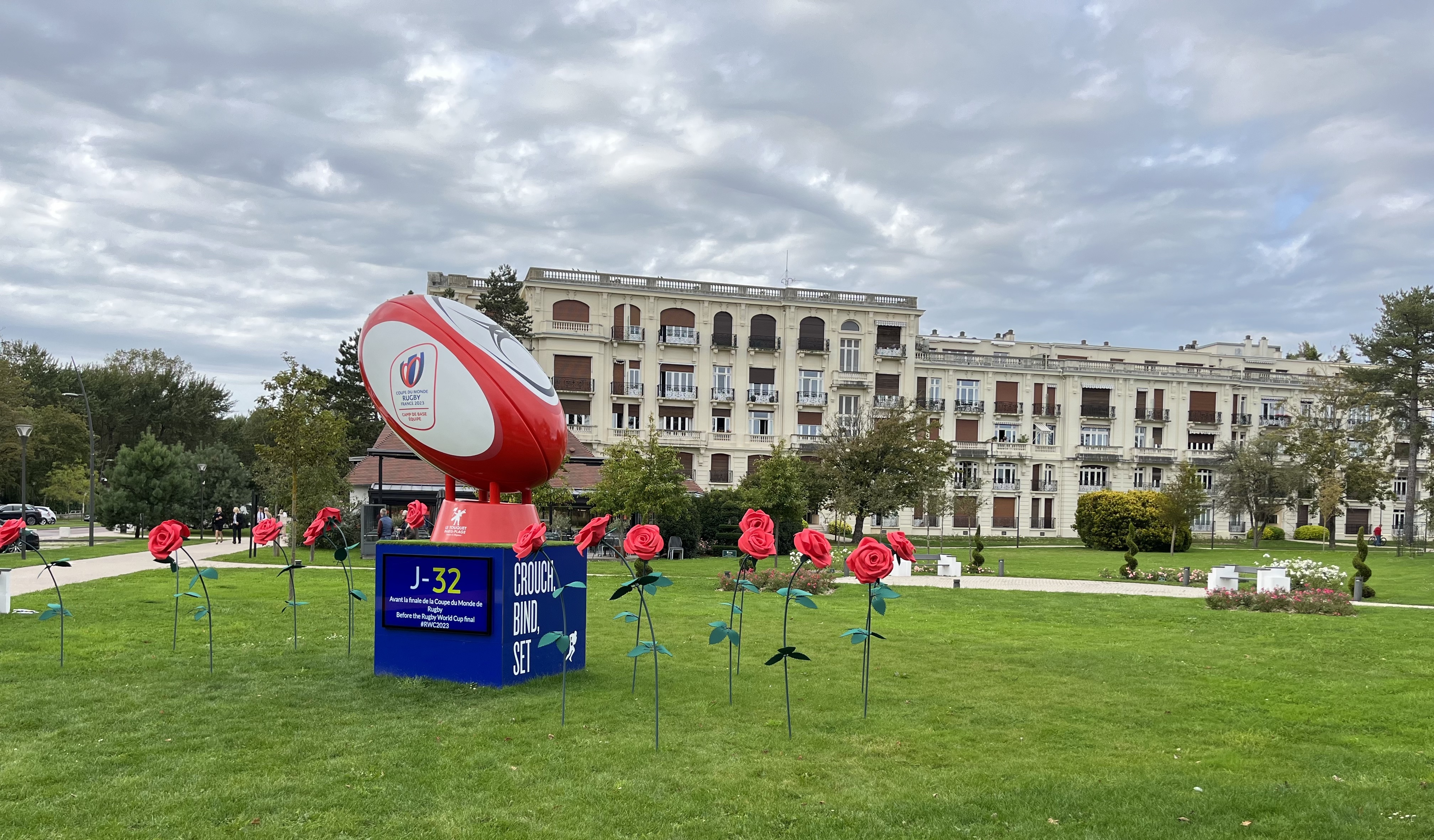

L'équipe d'Angleterre de rugby à XV choisit le Touquet-Paris-Plage comme camp de base pour la Coupe du monde de rugby à XV 2023 qui se déroule du 8 septembre au 28 octobre, la commune était en compétition avec Lille métropole et Arras.
Le bateau de promenade Baie de Canche, basé à Étaples et qui propose de découvrir la baie de la Canche, a, comme nouveau autre point de départ, la base nord du Touquet-Paris-Plage.
Rénovation des sept vitraux de l'église Sainte-Jeanne-d'Arc du Touquet-Paris-Plage. Ces vitraux, représentant la vie de Jeanne d'Arc et réalisés par les vitraillistes Jacques Le Chevallier et Max Ingrand, sont rénovés dans l'atelier Pierre Brouard, à Ronchin.
La commune met en place une navette, entre la gare d'Étaples et le Touquet-Paris-Plage, le « Caddy Express », dotée de huit places, elle fonctionne uniquement sur résérvation.
Mars : Le commune rend hommage à Jacques Noyer en donnant son nom au parvis de l'église Sainte-Jeanne-d'Arc.
Avril : 
- En hommage à Henri Demoury (1893-1983), pionnier du char à voile, qui a participé au développement de ce sport dans la station et à la création du Blériot-club, le rond-point, situé sur le boulevard du docteur-Jules-Pouget au niveau de la base sud, est inauguré le 21 avril 2023[130].
- La commune accueille le « Salon de l'habitat et de la décoration » pour la 2e année consécutive. Il se déroule au palais des congrès et accueille 200 exposants[101].

Juillet : 
- La maison médicale « Jean-Louis Capron » est inaugurée[131].
- Après avoir interdit, en 2022, la cigarette sur la plage du 15 juillet au 30 septembre, la municipalité prend un arrêté l'interdisant toute l'année[132].
- 8 et 9 juillet, deuxième édition du festival « Touquether »[Note 5], festival solidaire dédié à l'autisme, initié par Autisme Info Service, avec sur scène chanteurs, musiciens et Djs. Il se déroule au palais des congrès avec, comme invités, l'acteur Samuel Le Bihan et le professeur Thomas Bourgeron[133].

Septembre : 
- Visite du ministre de l'Intérieur, Gérald Darmanin, qui annonce, d'une part, le transfert, pour une mise en service avant 2026, du commissariat de police dans l'ancienne gendarmerie située avenue de Picardie, et d'autre part, l’arrivée, à partir de l’été 2024, de dix gendarmes et six chevaux de la Garde républicaine (GRP), dans le cadre de la lutte contre l’immigration clandestine[134].
- Les 15, 16 et 17 septembre se déroulent, pour la deuxième année consécutive, les épreuves d'attelages au centre équestre où 70 attelages y participent[114].

Novembre : le 2 novembre, la tempête Ciarán cause de nombreux dégâts dans la commune, plusieurs dizaines d’arbres sont tombés en forêt, entrainant dans leurs chutes les fils électriques privant d’électricité de nombreux foyers, jusqu’à quatre jours pour certains,.
Décembre : 
- le 22 décembre est inauguré à Quentovic, dans le centre social et culturel, un espace France services, structure qui combine accueil physique et accompagnement numérique, et qui regroupe en un même lieu plusieurs services publics, où six agents du centre communal d'action sociale (CCAS) accueilleront la population[137].
- Fin décembre 2023, la Société académique fait rénover la plus ancienne affiche connue ayant pour thème la station et datant de 1882[138].

#### 2024
La commune va expérimenter la location d'une trentaine de cabines de plage en bois réalisées par ses services techniques. Elle prévoit de proposer des locations de tentes et de corbeilles de plage.
Le 35e Airbus A220-300, Immatriculé F-HPNJ, sorti en 2024 de l'usine d’assemblage d’Airbus à Mirabel (Québec) porte, sur l'avant droit du fuselage, le nom de « Le Touquet-Paris-Plage ». La municipalité, qui avait été sollicitée par l'avionneur en 2022, avait donné son accord.
La municipalité se dote d’un plan communal de sauvegarde qui implique la création d’une réserve communale de sécurité civile. Ce plan a pour objectif l'information préventive et la protection de la population.
Des gendarmes de la Garde républicaine (GR) s'installent dans la commune avec pour mission d'empêcher les migrants de prendre la mer entre Camiers et la baie d’Authie. Ce sont quatre cavaliers qui seront portés à dix en septembre 2025.
Poursuite de la réfection des allées piétonnes en forêt.
Janvier : à la suite de fortes pluies, 100 mm d’eau tombés en quelques jours, trois avenues sont inondées, l'avenue du Golf, l'avenue des Canadiens et l'avenue du maréchal Joffre.
Mai - juin : réfection des chaussées de la rue de Paris, entre les rues Raymond-Lens et Saint-Louis, et de la rue de Londres, entre les rues Saint-Louis, Saint-Jean et de Bruxelles.
Juillet : 
- retour de la location, par la commune, de tentes, de cabines et de corbeilles de plage situé sur la plage, face à « La Banane », dans le prolongement de la rue Saint-Louis[145].
- la réflexion sur la requalification du front de mer, entamée en 2021, plus végétalisé et où la voiture sera plus discrète, a vu, lors du dernier conseil municipal, le lancement des études pour le montage juridico-financier et les demandes de subventions.

Le projet, d'un coût estimé à 70 millions d'euros et dont l'achèvement des travaux est prévu en 2030, prévoit : « des cabines supplémentaires, une solution pour déplacer les restaurants de plage et les ouvrir à l’année, de nouveaux services pour les clubs de plage, de nouveaux services dans les patios créés (toilettes, consignes, vestiaires, boxes), une renaturation du front de mer, la priorité donnée aux piétons et aux cyclistes, des recettes supplémentaires (générées par les locations des boxes, des nouvelles cabines, des restaurants, de la nouvelle base de glisse, etc.) »,.
Août :
Inauguration des illuminations entre le rond-point de la zone d’activité artisanale jusqu’au rond-point du polo. Ces illuminations ont pour objectif la sécurisation des pistes cyclables et la mise en valeur la forêt.
Septembre : 
- Pour la troisième année consécutive se déroulent les épreuves d'attelages au centre équestre, où plus de 80 attelages y participent[149],[150].
- Le 4 septembre 2024, la municipalité inaugure le « rond-point de la Rencontre » situé à l'intersection de l'avenue du Golf et de l'avenue des Canadiens.

Ce nom commémore la rencontre, le 4 septembre 1944, jour de la libération de la commune, entre Dorothy Borutti, habitante touquettoise, et le capitaine Murdoch-Alexander MacPherson appelé Sandy, un des premiers soldats canadiens des forces alliées à entrer dans le Touquet-Paris-Plage. Dorothy Borutti, qui habitait avec sa mère à cette intersection dans la villa Rosemary cottage, s'était promise d'embrasser le premier soldat libérateur, ce qu'elle fit. Ils se marient à l'hôtel de ville du Touquet-Paris-Plage le 2 avril 1945 et partent vivre au Canada où ils auront deux filles Romie et Alexandra. Sandy meurt en 2003 et Dorothy en 2005. Selon la volonté de leurs parents, leurs filles ramènent, en 2005, leurs cendres au cimetière du Touquet-Paris-Plage. Romie et Alexandra sont invitées à cette inauguration et Alexandra rejouera, à ce rond-point, le 4 septembre 2024, la scène du baiser, pour les 80 ans de la Libération de la commune. Une plaque commémorant cette histoire est apposée à proximité du rond-point,.

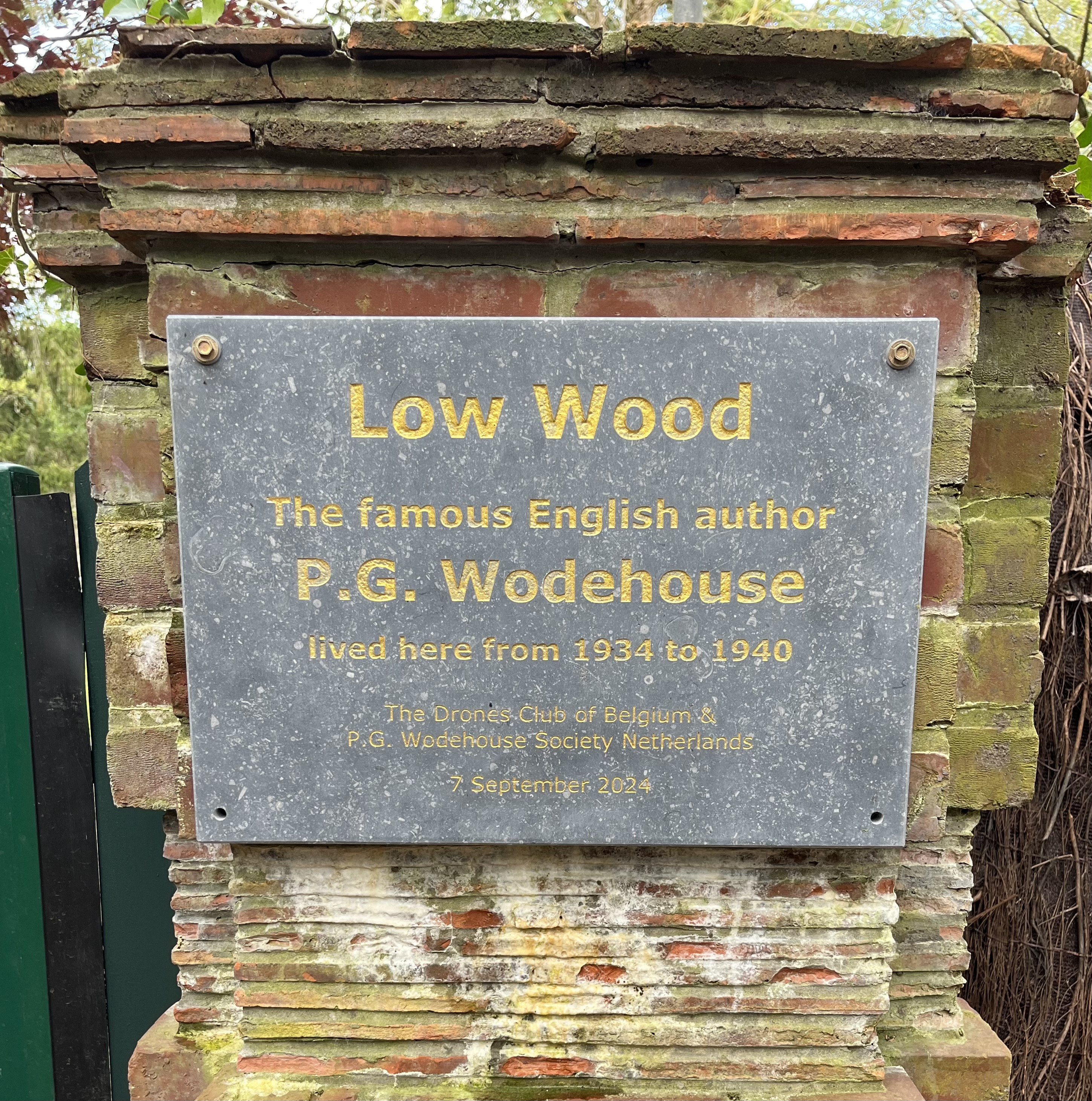

- En présence du maire du Touquet-Paris-Plage, de membres néerlandais de la « P.G. Wodehouse Society », le propriétaire de la villa Low Wood sise avenue Allen-Stoneham, Philippe Cotrel, ancien maire de la commune, rend hommage à l'écrivain Pelham Grenville Wodehouse en apposant une plaque commémorative sur le pilier du portail de la villa, villa dont Wodehouse est propriétaire de 1935 jusqu'à 1940[153].

#### 2025
Dans le cadre du plan de rénovation des rues et des trottoirs, la municipalité valide les entreprises qui ont à réaliser la réfection des rues, des trottoirs, des réseaux et de l'éclairage. Ce projet, dont la réflexion a commencé en 2021, entre dans le cadre d'un marché global de performance (MGP), son coût total est de 50,8 millions d'euros et concerne 127 rues situées en ville (le secteur forêt n'entre pas dans le projet). La rue Dorothée et l'avenue de la Bourdonnais (secteur Quentovic) sont réalisés dans le dernier quadrimestre 2025 et servent de témoins pour la suite des travaux des autres rues qui s'étalent sur plusieurs années. 
Fin de la réfection des allées piétonnes en forêt et mise en place d'une nouvelle allée piétonne le long du mur d'enceinte du phare de la Canche entre l'allée des Mésanges et l'avenue John Whitley.
En avril 2025, en hommage à Milan Kundera, la commune inaugure un espace à son nom dans la médiathèque « Jean de la Fontaine » située dans l'ancienne école des filles de la rue de Londres.
Le 17 mai 2025, à l'occasion du changement de nom, est inauguré par le maire Daniel Fasquelle l'aéroport du Touquet-Elizabeth II, en présence de l'ambassadrice du Royaume-Uni en France Menna Rawlings, du préfet du Pas-de-Calais Laurent Touvet, du député Philippe Fait et du sénateur Jean-François Rapin.

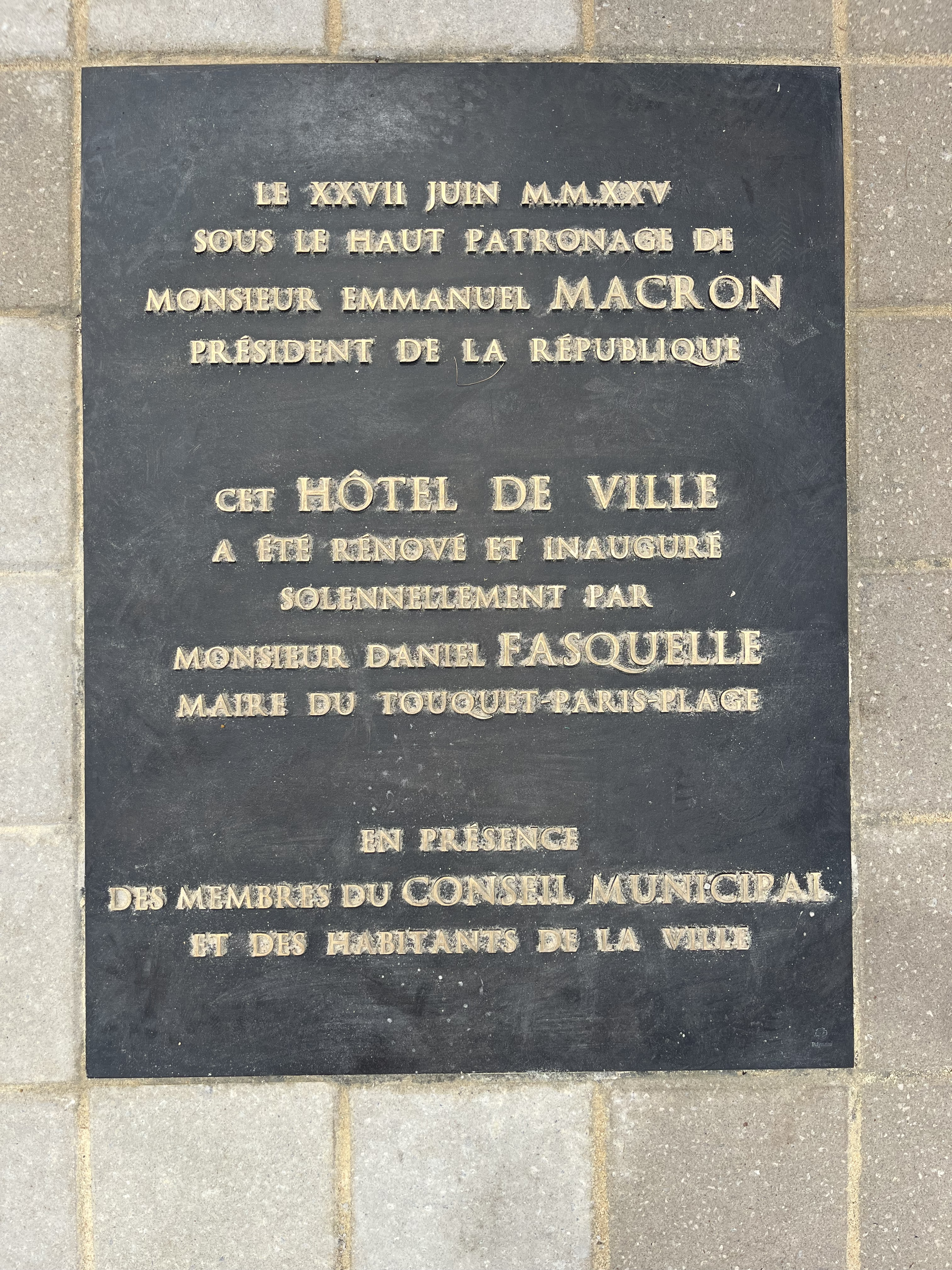

L'inauguration de la restauration totale de l'hôtel de ville, en présence de la ministre déléguée chargée de la Ruralité Françoise Gatel, aux côtés du maire Daniel Fasquelle et de Brigitte Macron, se déroule le 27 juin 2025, soit 94 ans, jour pour jour, après l'inauguration lors de sa construction. Alain Holuigue, secrétaire perpétuel de la Société académique du Touquet-Paris-Plage rend un hommage particulier à Lucien Ougen, gardien de phare au Touquet-Paris-Plage, en présence de sa famille, qui, dans la nuit du 2 au 3 septembre 1944, sauva, par son courage, l'hôtel de ville de sa destruction par les allemands chargés de le dynamiter,.
Le 3 juillet 2025 est inaugurée la résidence pour saisonniers et étudiants située boulevard de la Canche, proche du rond-point de l'entrée de l'Hippodrome. Pour un coût total de 18 millions d'euros, elle comprend 92 studios meublés, déstinés aux saisonniers et aux étudiants du lycée hôtelier, et huit petites maisons, réservées aux gendarmes de la Garde républicaine et leur famille ainsi que deux studios pour des élèves gendarmes.
Le 16 juillet 2025, la municipalité présente les trois nouveaux parcours réservés aux VTT et aux coureurs de trail dans la forêt du Polo. Trois niveaux de difficulté : le vert (deux kilomètres, facile), le rouge (huit km, confirmé) et le noir (quinze km, expert) qui contient une boucle supplémentaire de trois km.